# Gramática del náhuatl clásico

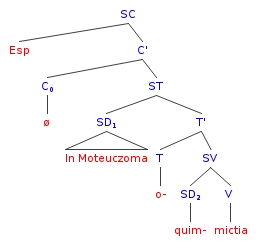
Árbol sintáctico, para una oración simple (Motēuczōma ōquīmmictih 'Moctezuma los mató', en orden SOV).

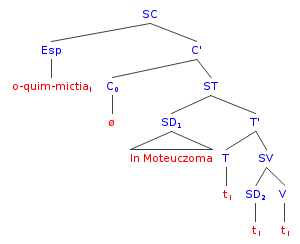
Árbol sintáctico, para una oración simple (Ōquīmmictih Motēuczōma 'Los mató Moctezuma', en orden OVS).

El náhuatl o idioma mexicano es una lengua aglutinante, formada por raíces normalmente monosílabas o bisílabas (raramente más largas), que se combinan en expresiones largas. Su gramática es similar a la de otras lenguas utoaztecas meridionales. Tipológicamente es, además, una lengua de núcleo final, en el que el modificador suele preceder al núcleo modificado (regens ante rectum).

## Gramática del náhuatl clásico

### Características generales

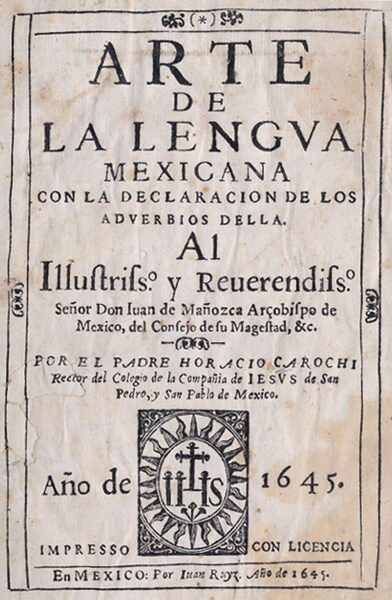
Portada de Arte de la Lengua mexicana con la declaración de todos sus adverbios

El náhuatl es una lengua aglutinante, flexiva —las raíces reciben prefijos y sufijos—, polisilábico y polisintético. Tipológicamente presenta rasgos típicos de lenguas núcleo final como tener:
- Incorporación verbal N+V, compuestos Adj+N.
- El auxiliar va detrás del verbo léxico.

Estos rasgos son típicos también de otras lenguas utoaztecas. Se considera que, dentro de las lenguas utoaztecas, el huichol y el cora son las lenguas más cercanas al náhuatl, aparte del extinto pochuteco. Las lenguas más cercanas al náhuatl en la flexión verbal serían el mayo o el pima, ya que el cora y el huichol han innovado mucho en la flexión verbal.
Además, el náhuatl presenta innovaciones más recientes respecto a otras lenguas utoaztecas de más al norte, que lo acercan en parte a lenguas de núcleo inicial, esto se debería a la influencia de otras lenguas mesoamericanas (presumiblemente las lenguas otomangue o las totonaco-tepehua). 
La flexión nominal es bastante simple, aunque la conjugación verbal es bastante más compleja debido a la cantidad de morfemas aspectuales, modales, temporales, de sujeto, de objeto, direccionales, de número e incluso los elementos incorporados que puede llegar a tener. No existe una diferencia entre los verbos estativos y los adjetivos, e incluso puede afirmarse que no existe diferencia formal entre nombres y verbos, ya que la mayoría de las formas nominales pueden tomar varios morfemas verbales.

### La analogía
El náhuatl recurre a la composición de sustantivos con otras palabras para obtener nuevos vocablos, nuevos sustantivos que designan aves, plantas, personas u objetos.
La relación entre el género y la especie, la relación entre la parte y el todo, la relación entre una especie y otra se basan en la analogía. Así de palabras compuestas como xopantototl, que quiere decir 'ave de la época de lluvias' y que designa a cierto pajarillo, o de tochcalli, que quiere decir 'conejera', se extrae una regla general según la cual el sustantivo que va pospuesto nos indica que hablamos de un tototl 'ave' o de una calli 'casa'. Si el nombre simple designa a una categoría amplia —o género—, el nombre compuesto designa una subcategoría —o especie—. Otros ejemplos:
Michin 'pez', término genérico → Xalmichin 'pez arena, cierto pez' término específico.
Quilitl 'hortaliza' (en composición), término genérico → Huitzquilitl 'cardo, hortaliza de espinas' término específico.
Miztli 'puma, felino' → Cuamiztli 'cierto felino del bosque, quizá el denominado «onza»'
Tepetl 'montaña, monte, cerro' → Tletepetl 'volcán, montaña de fuego'
En atención a lo dicho, algunos autores dicen que el náhuatl es una lengua de núcleo final. Para ellos el núcleo es el sustantivo pospuesto. El xal-michin es un pez y el huitzquilitl es un quelite, una hortaliza.
No hay composición en las siguientes construcciones.
In popoca 'que humea' (oración relativa) → In popoca tepetl 'cerro que humea' —nombre propio que designa cierto volcán—.
Iztac 'blanco' (adjetivo) → Iztaccihuatl "mujer blanca" —nombre propio que designa por metáfora a cierto volcán—.
Pero otras veces ocurre lo contrario, un segundo tipo de construcciones compuestas en que la parte designa al todo —figura retórica que se conoce como «sinécdoque»— y el núcleo antecede. El término que antecede suele ser una «parte» del cuerpo.
- Yacatl (nariz) → Yacapatlahuac → De pico ancho o «Pico Ancho», nombre común que designa a cierta ave que habita en el agua

- Yacatl (nariz) → Yacahuitztli → De nariz como espina o «Puntiagudo», nombre propio de Yohualteuctli, cierta deidad

- Tzontli (pelo, por extensión cabeza) → Tzonyahyauhqui → De cabeza negra o «Cabeza Negra», nombre común que designa a cierta ave que habita en el agua

- Xoitl (pie) → Xopoztecqui (Cojo), nombre común.

- Cuanacatl (cresta) → Cuanaca (gallo), nombre común.

Algunos epítetos no son verdaderos nombres sino apelativos, sobrenombres o motes.
- Yacatl (nariz) → Yacametlapiltic → De nariz como «metlapilli» o «Narigón».

- Tlantli (diente) → Tlancapotztic → Diente Negro (cierto mote).

Los epítetos son adjetivos que designan personas, objetos o plantas —funcionando como nombres—. Encontramos en el clásico muchos de ellos para dar nombre a multitud de cosas. 
La sinécdoque no es exclusiva de las palabras en composición.
- Neuhcayotl (sustento) —género— → Neuhcayotl (pan) —especie—.

E incluso hay un tercer tipo de construcciones compuestas. Puede ocurrir que un nombre común —que hace de núcleo de la palabra compuesta— admita un vocablo pospuesto. Son construcciones que se basan en la analogía. 
- Xoxocoyolli (cierta acedera, una planta) —una especie perteneciente al género «rumex»— → Xoxocoyolpapatlac (otra acedera que se hace ancha), cierta planta. —otra especie distinta, quizá perteneciente al mismo género—.

- Xoxocoyolli (cierta acedera) —una especie— →  Xoxocoyolhuihuila (otra hierba comestible), cierta planta. —otra especie distinta de la anterior—.

- Xochitl (flor, término de comparación) → Xochiquetzal (Flor preciosa), cierta diosa.

La determinación de cuál es el  núcleo de una palabra compuesta y su posición varía en las tres construcciones compuestas y depende del tipo de palabra concreta a que estemos haciendo referencia.
Es característico de la lengua el uso de recursos retóricos, como la metonimia, la sinécdoque, el símil o la metáfora. 
En la metáfora se designa una cosa con el nombre de otra con la que se compara.
- Xochitl (flor, término de comparación) → Xochiquetzal (Flor preciosa), cierta diosa.

En el último ejemplo no estamos ante una flor sino ante un árbol, por mucho que el núcleo de la palabra sea el término «flor».
En el símil se designa una cosa por su parecido con otra.
- Eloquilitl (cierta hierba) → Eloquiltic (cierta hierba que se asemeja a la anterior).

- Cuauheloquilitl (cierta planta) → Cuauheloquiltic (otra planta que se asemeja a la anterior).

- Iztacquilitl (hierba que se come cruda) → Iztacquiltic (raíz medicinal.

La terminación -tic indica semejanza.  Dicho sufijo puede ir pospuesto a los dos términos de la palabra compuesta o solo a uno.
- Metlapiltic (semejante el metate) → Yacametlapiltic.

Y el símil no siempre requiere dicho sufijo «-tic».
- Xoxocoyolli (cierta acedera) → Xoxocoyolpapatlac (otra acedera que se hace ancha), cierta planta.

- Chimalli (escudo, término de comparación) → Chimalxochitl (girasol, cierta planta y flor).

- Mazatl (felino, término de comparación) → Mazamiztli (cierto felino que se asemeja al «mazatl»).

- Coatl (serpiente) → Mazacoatl (cierta serpiente que se asemeja al «mazatl».

El mazamiztli es un felino que se asemeja al venado o al ciervo, porque sus orejas puntiagudas se asemejan a los cuernos de estos. Quizá sea un lince o un felino parecido al lince canadiense.
Del mismo modo que en castellano denominamos «león» al «león marino» y «vaquita» a la «vaquita marina», en náhuatl encontramos los términos como el que sigue.
- Cuitlamiztli (cierto lobo).

En el náhuatl clásico encontramos los siguientes nombres propios, que constituyen metáforas.
- Ixtlilxochitl (Flor de la vainilla).

- Xochitl (Flor).

Ello es posible porque la lengua distingue con claridad entre nombres propios y nombres comunes. Los primeros se aplican a individuos o entes individuales dentro de una clase. Los segundos designan a una clase o categoría. 
Otros nombres metafóricos.
- Chimalpopoca (escudo humeante, nombre propio de persona) → Chimalpopoca (sol).

Otros ejemplos de metonimia, entendida en un sentido amplio como la designación de una cosa con el nombre de otra.
- Ilhuitl (día) —causa— → Ilhuitl (fiesta, festividad) —efecto— <Iilhuiuh in Tonatiuh → El día dedicado al Sol, la festividad del Sol>.

- Tonalli (calor) —efecto— → Tonalli (sol) —causa— <Onechihtlacoh in tonalli  → Me hizo daño el calor, el sol>.

- Tonalli (sol) —causa— → Tonalli (día) —efecto— <Ihcoac oquiz in tonalli → Cuando salió el sol, el día>.

- Tonalli (día, signo calendárico )—causa— → Tonalli (porvenir, destino, futuro) —efecto— <Nicpiya ce cualli tonalli → Tengo un buen día, tengo un buen porvenir>.

Y no se debe confundir la metonimia, recurso retórico que pertenece a la analogía figurada —y a la sintaxis figurada— con la sinonimia, figura que explica el sentido propio de las palabras, muchas veces coincidente con el de otras. Así cuando el dueño de la barrica introduce el vino en la barrica, no dice que introduce la «copa», por mucho que entre «vino« y «copa» pueda establecerse una relación que permita la metonimia en determinados contextos aplicando sentidos figurados y no propios.
- Beber una copa  → Beber vino (metonimia —relación entre contenedor y contenido—).

Esto es importante, porque las palabras «ilhuitl» y «tonalli» no son siempre intercambiables, no son sinónimos.
A veces, por la profusión de figuras retóricas, es muy difícil encontrar el sentido exacto de un término y la determinación de cuál es el núcleo.
- Quechtli (cuello) → Maquechtli (muñeca, donde se adelgaza la mano).

- Coztli (Cosa amarilla) → Coztic (amarillo claro) → Ixcoztic (ojiazul, de ojos claros).

- Toztli (amarillo muy vivo) → Toztli. (cierto papagayo de plumas muy amarillas).

Su origen puede ser onomatopéyico.
- Chacha, chuchu, chala... (canto de cierta ave) → Chalalactli (nombre de cierta ave)

Por tal razón, los aprendices de la lengua suelen decir que los cognados se extienden en exceso. Es una consecuencia de la abundancia de figuras retóricas.
La gramática se ocupa, entre otras cosas, de deslindar cuál es la categoría gramatical de las palabras, atendiendo a su composición, estructura, etimología y en función de los recursos retóricos que concurren.

### Sintaxis. Una lengua pronominal
Hay tres clases de lenguas:
- Las lenguas prepositivas, aquellas que utilizan preposiciones. Es el caso de las lenguas romances, como el castellano. Se considera «anfibología» —falta de claridad— la supresión de la preposición de la preposición en expresiones como la que sigue:

«el ratón muerde el gato» —por «el ratón muerde al gato»—. Las preposiciones ayudan a reconocer qué palabra designa al sujeto y cuál al complemento.
- Las lenguas declinativas, aquellas que suplen las preposiciones utilizando casos mediante los cuales declinan los sustantivos. Ocurre así en el alemán o en el latín. El sujeto y el atributo se expresan en caso nominativo. El complemento directo normalmente en caso acusativo. El complemento indirecto normalmente en caso dativo. Los complementos circunstanciales en caso ablativo, dativo o acusativo.

- Las lenguas pronominales, aquellas que suplen las preposiciones y/o las declinaciones con los pronombres. Es el caso del náhuatl. En este caso, la originalidad del náhuatl es espléndida.

El sujeto, cuando se expresa separadamente, se introduce mediante giros pronominales (giros de énfasis). No hay caso nominativo.
- Neh nicuica → Yo soy quien canta → Yo canto.

- Teh tichoca → Eres tú quien llora → Tú lloras.

Los complementos directos e indirectos también se expresan mediante giros pronominales (giros de aposición). Realmente los complementos directos e indirectos son prefijos verbales pronominales y su complementos van en aposición.
- In amoxtli itech pohui in nonatzin → Le, a mi madre → El libro le pertenece a mi madre.

- Nictlazohtla in xochitl → La amo, la flor → Amo la flor.

El atributo también se expresa sin necesidad de declinaciones o preposiciones.
- Neh niteopixqui → Soy yo quien es un sacerdote → Soy sacerdote.

- Teh titetl → Eres de piedra, eres piedra.

- Teh in titeopixqui → Eres sacerdote.

En náhuatl puede ocurrir como en castellano lo que se conoce como «pleonasmo» —figura retórica en que se repite enfáticamente un término— sin que el pronombre vaya precedido de preposición ni en caso acusativo.
- Nimitztlazohtla in tehhuatl → Te, a ti → Te amo a ti.

Y también hay pleonasmo cuando se expresa el pronombre sujeto para añadirle complementos en aposición para evitar la anfibología.
- Yeh in quimichin quiquetzoma in mitzin → Es él, el ratón, quien muerde al gato → el ratón muerde al gato.

En cierto sentido podemos afirmar que la aposición y el énfasis son figuras retóricas que hacen uso del giro pronominal.
Si consideramos al verbo como un núcleo oracional que recibe distintos complementos —el complemento sujeto, el complemento objeto directo, el complemento objeto indirecto— podemos concluir la oración tiene distintos elementos que giran en torno al nexo verbal. La sintaxis es aquella parte de la gramática que se ocupa precisamente de cómo se estructura esa relación. El náhuatl, basado en giros pronominales, tiene una sintaxis propia, una gramática propia.
1) Pronombres y orden sintáctico.
Las lenguas no tienen normalmente un orden sintáctico sino varios, el natural y el figurado. Y frente a un concreto orden sintáctico natural hay figuras retóricas que lo alteran, como la hipérbaton o la anástrofe.
- Nimitzitta (yo te veo). Aquí el orden natural es sujeto, objeto y radical verbal.

- Nechtequipachoa aquin oquichiuh  (me importa —me preocupa—  quién lo hizo). Aquí el orden es objeto indirecto, radical verbal y sujeto —hipérbaton—.

2) Orden sintáctico natural o regular.
En el náhuatl clásico el orden natural es aquel en que el sujeto precede al verbo y a los complementos.
Los pronombres que van prefijados a la raíz verbal indican cuál es el orden sintáctico natural. Pero si dichos prefijos reciben complementos de forma expresa, se abre la posibilidad de una alteración del orden sintáctico (hipérbaton).
- Nehhuatl nimitzitta in tehhuatl (yo te veo a ti)  —orden natural» → In tehhuatl nimitzitta nehhuatl (a ti te veo yo) —hipérbaton—.

- Aquin oquichiuh nechzonehua in nehhuatl (quién lo hizo me importa —me afecta, me altera, me enoja— a mí)—orden natural— → In nehhuatl nechzonehua aquin oquichiuh (a mí me importa quién lo hizo) —hipérbaton—.

3) Orden sintáctico figurado.
Hay varias figuras retóricas, propias de la sintaxis  figurada, que alteran el orden sintáctico.
La tematización es algo un poco diferente a la hipérbaton. Es una alteración sintáctica que no afecta al orden natural sintáctico. Ocurre cuando el verbo se vuelve sujeto y el sujeto se vuelve verbo.
- In conetl cuica (el niño canta) → Aquin cuica in conetl (quien canta es el niño). Vemos que en ambos casos se respeta el orden sintáctico natural, porque el sujeto precede al predicado.

Tampoco debe confundirse la tematización con el giro de énfasis, también denominado «focalización». El énfasis o focalización es el giro que introduce los complementos al sujeto. Es otra figura retórica. otro recurso retórico. No supone por sí mismo alteración del orden sintáctico natural.
- Nehhuatl nichoca → Soy yo quien llora → Yo lloro.

Puede no haber hipérbaton y sí tematización.
- In nichoca nehhuatl → El que llora soy yo.

No es lo mismo tematización que focalización o énfasis. Porque el sujeto en énfasis no lleva nunca las marcas temporales del verbo. Si las llevara dejaría de ser sujeto. Podemos tematizar cualquier verbo, pero no el verbo «ser». Porque el giro de énfasis lo impide.
- Nehhuatl in niteopixqui → Yo soy el sacerdote.

La alteración del orden sintáctico puede ocurrir de muchas formas. La «anástrofe» es una figura retórica que pospone la preposición o la locución preposicional. Así sucede cuando en castellano décimos «Dios mediante». 
A veces el orden sintáctico natural tiene singularidades por figuras de especial relevancia en la lengua náhuatl como el difrasismo o el paralelismo.
- In cueitl in huipilli cencah nechyollohtia → La falda y la blusa me importan —me seducen, me inspiran, me levantan el ánimo— mucho → La mujer me interesa mucho.

En el difrasismo, pudiera parecer que hay dos sujetos, dos complementos sujetos, pero en realidad nos referimos por metáfora a la mujer, a un único sujeto. No hay solecismo, no se cae en la silepsis, porque aunque hay dos sujetos —blusa y falda—, el verbo coordina en singular ya que los sustantivos inanimados carecen de plural en la expresión gramatical.
En el paralelismo se repiten estructuras sintácticas, se usan verbos en algún sentido sinónimos... etc., para crear un ritmo, una cadencia. Todo ello con múltiples fines (poéticos, aclaratorios del sentido, rítmicos en la danza).
- In icniuhyotl cencah nechpactia, in icniuhyotl cencah nechyollohtia, in inniuhyotl cencah nechtequipachoa → La amistad me anima —me atrae— mucho, la amistad me interesa mucho.

La hipérbaton permite posponer el verbo u otras palabras de modo que el verso nahua tiene rima asonante y rima consonante, además de métrica.

## El clásico y las variantes
El náhuatl clásico hablado en el siglo XVI del centro de México es una lengua en la que el acento principal va fijo en la penúltima sílaba, regla que solo se cambia al final en el caso vocativo -é, aunque en los modernos dialectos existen pequeñas diferencias de acentuación.
Como en toda lengua, sobre todo en las palabras extensas, puede haber un acento principal y otros secundarios, donde las formas aglutinadas conservan cierta individualidad (en las que el acento va en la penúltima sílaba también):
Ofensivo o injurioso (teahuilquixtiani): /té.áwil.kíxti.áni/
En el siglo XVI ya existían diferencias dialectales notables y, en general, permitían la intercomprensión mutua, cosa que sucede en general también entre dialectos geográficamente cercanos actuales.

### Náhuatl clásico y dialectos
Por náhuatl clásico o mexicano clásico entendemos una lengua que surge de los hablantes, aplicando las reglas del idioma tal y como se hablaba antes de la conquista e inmediatamente después de la misma. Es una lengua que se adapta a las realidades actuales. Cuando los españoles llegan a México encuentran una lengua que tiene una fuerte implantación. Tanto es así que, en 1570, el rey Felipe II de España decretó que el náhuatl debía reconocerse como lengua oficial en la Nueva España con el propósito de facilitar la comunicación entre los españoles y los nativos del virreinato. Durante este período la Corona española permite un alto grado de autonomía en la administración local de los pueblos indígenas, y en muchos pueblos la lengua náhuatl era la oficial de hecho, tanto escrita como hablada.
El término «clásico» se contrapone a lo que en náhuatl se llaman «calpoltlahtolli» (y con cierto desacierto se traduce como «dialectos»). Los dialectos no siguen las reglas del náhuatl clásico. Muchos de ellos no derivan del náhuatl sino de un tronco común a todas las lenguas uto-aztecas. Constituyen  una realidad muy fragmentada y dispersa geográficamente. De algún modo, por su propia debilidad social y fragmentación geográfica tienen una mayor influencia del castellano. Es innegable que llevan siglos de contacto mutuo con la lengua española, muchas veces en condiciones de sometimiento. Dado que en 1686 el rey Carlos II emitió una real cédula que prohíbe el uso de cualquier idioma distinto del español en todo el Imperio español, reiterándola en 1691 y 1693, en las que dicta la creación de la “parcela escolar” para la enseñanza del idioma imperial. Otro decreto el 10 de mayo de 1770, ahora de Carlos III, estableció la creación de nuevos centros de enseñanza en castellano para la nobleza indígena.
La palabra «calpolli» significa barrio, vecindad, comunidad. Y cuando se contrapone el «calpoltlahtolli» a la lengua clásica o «tecpillahtolli» se quiere resaltar que la lengua clásica fue una lengua franca para el entendimiento común entre personas que no tenían la misma lengua materna. En este sentido el náhuatl clásico también es una lengua koiné. Históricamente fue la lengua vehicular de pueblos diversos, como el tepaneca, el acolhua, el mexica, el xochimilca, el tlatelolca o el tlaxcalteca. Todos ellos pueblos originarios de América.

### Lengua viva o muerta
Por lengua muerta entendemos aquella que ha perdido a todos sus hablantes. La causa por la que una lengua muere es normalmente porque se pierden las reglas gramaticales y el vocabulario. Ello sucede la mayor parte de las veces cuando no hay constancia escrita o esta es insuficiente.
Algunos lingüistas entienden que una lengua muere cuando no quedan hablantes nativos, cuando no se aprende como lengua materna. Esto es discutible, porque puede rescatarse y transmitirse a las generaciones futuras. En este sentido, Miguel León-Portilla cita el hebreo. El náhuatl clásico cuenta con hablantes vivos, muchas veces enfrentados con los nativos que patrimonializan los dialectos, esgrimiendo una visión étnica de la lengua, a la que consideran «su patrimonio materno».
La razón por la que hay hablantes de la lengua clásica es que se trata de una variante que fue registrada durante siglos como la forma culta del idioma, ya que cuenta con un acervo muy rico. La UNESCO ha reconocido dicho patrimonio cultural de la humanidad. La realidad es que la mayoría de las variantes más habladas en la actualidad se encuentran alejadas con respecto al clásico. Solo algunas se encuentran muy próximas, aunque con pocos hablantes, pero ello nos permite especialmente hablar todavía del náhuatl clásico como una lengua viva.

### Lengua culta
El término «náhuatl» quiere decir claro, inteligible, nítido, preciso. No se puede reducir su traducción a «que suena bien». Es una expresión que tiene un sentido gramatical, cultural y político. Los hablantes de dicha lengua, denominados «nahuatlahtolehqueh», distinguen, como se ha dicho más arriba, entre nombres propios y comunes, entre epítetos y sustantivos, entre sinécdoque y metonimia.
Precisamente porque la lengua náhuatl es una lengua vehicular, resulta especialmente vulnerable ante el influjo del español. Hay muchas lenguas que han sentido el empuje del castellano a lo largo de la historia. El maya, el quechua, el tagalo, el cebuano, el euskera por citar algunas. Muchas de ellas cuentan hoy con numerosos hablantes. El quechua, por ejemplo, es hablado por más de 12 millones de personas. El tagalo es hablado por 22 millones —aunque el español haya sido la lengua oficial durante más de tres siglos—. El cebuano es hablado por 20 millones.
Pero si hay un pueblo que ha abandonado su lengua más que ningún otro es el mexicano —casi desaparecido en lo que fue Tenochtitlan—. Quiere decir ello que su abandono resulta especialmente dramático y hay que buscar razones más allá de la imposición del castellano. Una de esas razones es que el castellano se percibe como lengua más culta, más elitista, si se compara con los dialectos nahuas actuales.
Hay tres categorías que conviene conocer.
a) 
- Pilli → Noble, aristócrata.

- Pillotl → Nobleza, aristocracia, élite; nobiliario, aristocrático

- Pillahtolli → Idioma propio de la aristocracia, de la élite.

Un ejemplo histórico de un «tecpillahtolli» es el idioma gótico, propio de las élites visigodas. Es una lengua muerta. Quiso ser lengua vehicular pero no lo consiguió. Algo parecido ocurrió con el latín respecto de las lenguas romances. El vulgo, el pueblo, se decantó por las lenguas romances y el latín pasó a ser la lengua de una élite culta.
b) 
- Macehualli → Pueblo, plebe, etnia, raza.

- Macehuallotl → Étnico, racial; vulgar, plebeyo.

- Macehuallahtolli → Idioma del pueblo, del vulgo.[cita requerida]

El «macehualli» es el sujeto de derechos lingüísticos. Puede ser minoría dentro de un Estado, pero sigue teniendo derechos lingüísticos reconocidos por los textos internacionales. Un ejemplo es la lengua náhuatl.
c)
- Calpolli → Barrio, comunidad, clan, tribu, vecindad, grupo, gremio.[cita requerida]

- Calpollotl → Comunitario, tribal, grupal, vecinal, primitivo, salvaje, familiar.[cita requerida]

- Calpollahtolli → Lengua de la comunidad, del barrio, del clan, del gremio; dialecto.[cita requerida]

El «calpolli» no es sujeto de derechos lingüísticos reconocidos por los textos internacionales. No es una minoría lingüística. Por ejemplo, la lengua náhuatl de Santa Ana Tlacotenco. La comunidad de dicha población no tiene derechos lingüísticos como tal aunque su lengua sea distinta de la de una comunidad que se halla en Puebla.
Y esto es importante porque cuando un Estado no tiene claro —o no está interesado en saber— qué grupos lingüísticos son simples «calpolli» y cuáles son «macehualli» puede infringir los tratados internacionales. Un Estado puede estar concediendo derechos lingüísticos a una comunidad y al mismo tiempo con ello infringiendo los derechos lingüísticos de una minoría a la que dicha comunidad pertenece. Así dicho Estado parece ser defensor de las minorías lingüísticas, pero en realidad las persigue.
La familia como tal no es sujeto de derechos lingüísticos colectivos sino que sus derechos derivan de los derechos humanos individuales. La familia ejerce derechos lingüísticos individuales de forma colectiva. En cambio la minoría lingüística ejerce derechos humanos colectivos. Lo es la minoría lingüística en tanto es un pueblo (un colectivo) dentro de un Estado con otra lengua, la mayoritaria. Las lenguas maternas son protegidas en tanto son lenguas de un pueblo, de una minoría étnica reconocidas como tal por una convención internacional.
El Dr. Miguel León-Portilla decía que toda lengua es una ventana para asomarse al mundo. Las categorías lingüísticas nos dicen mucho de lo que pensaban los hablantes, de su modo de entender la vida, de sus conceptos. Así el mexicano decía de sí mismo «nimacehualli» (soy pueblo, soy plebeyo). El verbo «mahcehua, nitla-» significa «merecer algo», «tener derecho a algo».  El «macehualli» es el sujeto de derecho, el pueblo. Tenía idea de pertenencia a una etnia. Porque no decía «nicalpolli» (soy tribu).
Las comunidades vecinales, los gremios, los clanes, las tribus, tienen peculiaridades lingüísticas excluyentes, que les diferencian de otros. En cambio las minorías lingüísticas son inclusivas e integradoras de los miembros de su comunidad. El término «macehualli» significa tanto pueblo, plebe, como plebeyo. No es una sinécdoque, figura que consiste en designar al todo por la parte o viceversa. Sino una metonimia. Figura que consiste en designar con la misma palabra el continente y el contenido. Porque el plebeyo es parte de la plebe.
En cambio, los gentilicios tienen mucho que ver con los gremios. Los «toltecah» (habitantes de Tollan o «toltecas») son los constructores. Los «michhuahqueh» (michoacanos) son los del gremio de los pescados, la gente de los pescados. Los tlaxcaltecas son la gente de las «tlaxcalli» (o tortillas de maíz»). Los «xochimilcah» («xochimilcas») son la «gente de las milpas de flores».
La ciudad Tenochtitlan estaba dividida en «capoltin» (barrios) donde la identidad gremial era importante. Había un gremio de artesanos («amantecah»), por ejemplo. Los nombres de los gremios en náhuatl recibe los mismos sufijos que los gentilicios. Así el sufijo «-tecatl» que encontramos en «amantecatl» (artesano), «toltecatl» (constructor).
Los «mexihcah» tenían bastante clara la distinción entre «etnia» y «comunidad». Tenían conciencia étnica. Pero el Estado moderno trata de reducirlos a una tribu hegemónica. Por ejemplo cuando se aborda la poesía, se afronta como una actividad de la élite. Gran parte de los poemas se atribuyen a «Nezahualcoyotl», soberano de los «acolhuah». De alguna manera se trata de dar la imagen de que el náhuatl era el patrimonio cultural de la élite y no de los «macehualtin» (plebeyos). Incluso se llega a cuestionar por algunos que el náhuatl fuera la lengua de los «mexihcah». Por ejemplo Kaufman  y Davies afirman que aunque se ha creído que los mexicas siempre hablaron el náhuatl, es posible que también lo hayan adoptado.
Si «aculturar» es «dotar de cultura a un grupo humano o miembro con elementos culturales de otro» y «culturizar» es «civilizar, incluir en una cultura», el ántonimo es «desculturizar». Los Estados tienden a desculturizar al pueblo nahua (o mexicano) y para ello lo aculturan de diferentes maneras. Sabemos que «nomahcehual» es «mi mérito», «mi virtud»... y no «mi demérito». Es un ejemplo de cómo la lengua nos da pistas de lo que realmente significa un concepto. La lengua habla por sí misma. Lo vulgar, lo propio de la etnia, es la cultura, la civilización.
El primer derecho de una minoría lingüística, el derecho a hablar en la propia lengua, implica el derecho a conocer la propia lengua. Para conocer la lengua se necesita una gramática. Los españoles hicieron gramáticas, pero no las hicieron accesibles para las minorías lingüísticas. Y además son gramáticas mayoritariamente descriptivas más que prescriptivas. La gramática descriptiva se oponen a las gramática prescriptiva. La gramática prescriptiva es aquella que trata de establecer normas en beneficio de la lengua, para que no degenere.

## Concepto gramatical de «náhuatl clásico»
El náhuatl clásico o lengua mexicana es la lengua propia de los nativos mexicanos. Por «clásico» entendemos aquel náhuatl que hablaban los nativos al tiempo de la conquista de México y que se considera un modelo a seguir.
El adjetivo «nahua» alude a la lengua náhuatl o mexicana.
Podemos distinguir unas lenguas de otras por su gramática. Así, distinguimos la lengua clásica latina —el latín— de sus variedades dialectales —francés, italiano, castellano...— por su gramática. Y del mismo modo, distinguimos el francés del castellano por sus gramáticas. 
Urge dar un concepto gramatical de qué cosa es la lengua náhuatl clásica, porque si alguien quisiera escribir una gramática latina clásica —a la que llamamos «latín»— no puede introducir reglas gramaticales de otras lenguas latinas (del francés, del castellano, del portugués) sin incurrir en una grave incoherencia.
Y podemos afirmar que en la gramática nahua clásica cumple una función fundamental el núcleo de la oración (o núcleo «oracional») porque nadie llega a comprender profundamente tal gramática sin conocer qué es el núcleo oracional y sus notas más relevantes.

En este sentido podemos afirmar que el náhuatl clásico es algo específico, que sigue una gramática y una sitaxis específicas. Y una vez que identificamos una gramática como propia del náhuatl  clásico, podemos descartar ciertas variedades gramaticales como preclásicas o postclásicas. 
El náhuatl clásico tiene una serie de características que permiten identificarlo.
- El sujeto y el verbo se introducen mediante el giro de énfasis, que es un giro pronominal.

- Su sintaxis es específica porque el sujeto es el núcleo de la oración, a diferencia de las lenguas indoeuropeas como el castellano o el alemán, en que es el verbo el núcleo de la oración —y quien recibe los distintos complementos—.

De modo que en el náhuatl clásico el verbo es un complemento del sujeto  — el verbo queda introducido mediante el giro de énfasis como complemento pronominal del sujeto—.
- El náhuatl clásico es una lengua pronominal e introduce los distintos complementos del sujeto (complemento verbal, complemento ablativo, complemento dativo, complemento acusativo y complemento genitivo) mediante pronombres.

- En el náhuatl clásico no hay preposiciones ni desinencias para indicar el caso, a diferencia de las lenguas indoeuropeas, preposicionales —caso del castellano— o declinativas —caso del alemán—.

- El náhuatl clásico tiene giros pronominales específicos para indicar los distintos tipos de genitivo, de ablativo, de dativo y de acusativo. También tiene un sintagma verbal específico.

Podemos afirmar que el náhuatl clásico tiene una gramática propia que permite diferenciarlo de variedades preclásicas, postclásicas y que permite identificar variedades dialectales.
De manera que podemos tomar todas esas reglas y afirmar que el náhuatl clásico tiene un concepto delimitado, sin ambigüedades. Urge aclarar cuáles son esas reglas, para poder deslindar el clásico de otras variedades que no constituyen náhuatl clásico.
Esa reglas se extraen de las gramáticas que los estudiosos hicieron de la lengua tal y como se hablaba en un momento específico, a la llegada de los españoles, su momento de mayor esplendor. También de diversos escritos no específicamente gramaticales pero  que  continen gramática.
Una vez delimitadas las reglas gramaticales de la lengua náhuatl clásica, podemos decir que el náhuatl clásico es «eso» y no «otra cosa» en gramática.
Los distintos elementos que complementan al núcleo oracional —que es el sujeto en giro de énfasis y no el verbo, como queda dicho— se introducen mediante una sintaxis pronominal, mediante giros propios que se describen específicamente en esta gramática, de modo que toda regla gramatical que se aparta —o se aparte— de la citada sintaxis no constituye «náhuatl clásico». 
La forma de introducir los distintos complementos que integran la sintaxis propia del náhuatl clásico queda descrita en esta gramática —más abajo— bajo el epígrafe dedicado a la sintaxis, y más específicamente, dedicado al «los complementos del núcleo oracional», donde se describe con claridad cómo se introducen los distintos complementos de la oración —nominativo, acusativo, dativo, genitivo, ablativo y verbal—.
Así definido el concepto gramatical de náhuatl clásico, podemos entender qué es lengua y hablar de una gramática del náhuatl clásico. De otra manera no tiene sentido alguno este artículo y se caería en la incoherencia más absoluta. Sería como si alguien hiciera una gramática del latín sin diferenciarlo del francés o del rumano.
Y en este punto, es especialmente relevante que todo giro legítimo que se aparte del náhuatl clásico quede identificado como variedad dialectal propia de tal zona específica, por ejemplo de tal comunidad de Tlaxcala.
Siendo deseable que el que desee comprender la gramática de la variedad dialectal tal —por ejemplo de una comunidad de Milpa Alta— sea remitido al artículo específico que trate de la gramática de tal variedad dialectal.

## Fonética y escritura
La escritura del idioma nahuatl por lo general ha estado bajo la sombra del español, desde la llegada de los castellanos comenzó a escribirse con caracteres latinos, que conforme como evolucionó el español, fue cambiando así mismo la escritura del nahuatlahtolli.
Los fonemas propios de esta lengua únicamente han sido valorizados hasta finales del siglo pasado, lo cual desglosaremos más abajo. Es bastante común que se pronuncie esta lengua como si fuera castellano, gran en error de quienes pretender simplificar la asimilación de otra lengua por medio de la propia, sin tomar en cuenta que los primeros misioneros se enfrentaron a un idioma con sonidos inexistentes en el suyo propio, por lo que recurrieron a utilizar lo que tenían, con lo que llegaron a representar sonidos por medio de grafemas dobles (ch, hu, cu, tl, tz), que mientras en español son dos letras, en nahuatlahtolli es una sola. La variación de la pronunciación a través del tiempo nos muestra como algunos sonidos evolucionaron para dar forma a las variantes dialectales actuales.
En este sentido también los estudios filológicos de la evolución del Yuto-nahua y el Proto-nahua (Dakin, 1982) nos ayudan a comprender la estructuración y composición de sílabas y su pronunciación, sin dejar de lado los estudios lingüísticos del habla moderna. Ciertamente la pronunciación correcta requiere estudios más cuidadosos.

### La ortografía
Los españoles en su intento de sistematizar la escritura del nahuatl siguieron las reglas que ellos tenían para su propio idioma, el cual de hecho no estaba regulado, pues cada autor escribía como quería o podía; era común en el siglo XVI no utilizar signos de puntuación, cambiar la letra “i” por “y” o a la inversa (qujtoaia – quitoaya), el uso de “q“ por “c” (quauhtli – cuauhtli), en ocasiones escribían “h” antes de “u” y en veces la omitían (tetzaujtl – tetzahuitl).
Durante el siglo XX gran parte de la documentación nahua se ha transliterado a las normas de escritura moderna del español, dándolo así a conocer al público en general, el cual cree que ‘siempre’ se ha escrito así, lo cual como lo vemos, es un error. Algunos estudiosos dicen que no tiene propiamente un alfabeto o abecedario, por carecer de algunas letras, entre ellas la «be» y la «de», de ahí que se usa el término «gramario» que viene de la palabra griega «gramma» (letra), para nombrar al conjunto de letras usadas. Los esfuerzos por una sistematización desde el enfoque nativo han llevado a nuevas propuestas de escritura, sobre todo para las variantes sobrevivientes del nahuatl; desde 2018 el Instituto Nacional de Lenguas Indígenas (INALI) en conjunto y apoyando a los hablantes nativos, está promoviendo una unificación de la escritura del idioma a nivel nacional, llevando a cabo reuniones en las comunidades para su pronta instauración. El alfabeto propuesto por ellos incluye la sustitución de los grafemas “c”, “q”, “u”, “z” y la “h” muda, utilizando solo una “h” con sonido. Un gramario similar ha sido difundido por grupos mexicanistas desde hace 50 años, quienes usan las letras “k” y “w” en sus escritos y estudios del “nawatl mexihkatlahtolli” (nahuatl clásico).
Una rama más crítica, en oposición por ejemplo al Gran Diccionario del Nahuatl presentado por la UNAM, es aquella de investigadores que ponen de manifiesto la relevancia de la consonante “h”, la cual tiene un valor y no debe confundirse con un mero acento; así, aunque Launey (1992) lo representa por medio de dos diacríticos diferentes, sería más sencillo y claro si lo escribiera con la ‘hache’, como así lo hacen Karttunen (1983) y Alexis Wimmer en su diccionario en línea.

### Vocales
Las vocales en nahuatlahtolli son ocho: A, E, I, O; y sus variantes largas, Ā, Ē, Ī, Ō.
Además podemos considerar otras dos vocales con una pronunciación intermedia, la más común es un sonido entre u y o, que debería escribirse con o; como ejemplo se llega a pronunciar ‘tultecatl’, pero el valor vocálico es ‘toltecatl’. El otro sonido es entre e e i; ihtetl en ocasiones se escribe ihtitl. Ortiz de Montellano (1990: 19-20) las denomina como vocales “oscuras” u “oscilantes”.
A las vocales largas en general se les ha puesto poca atención. Pocos documentos anteriores al año 1645 marcan una diferencia vocálica, no siendo constantes en ello, sin embargo, en ese año se publica una gramática escrita por el jesuita Horacio Carochi, que con un agudo oído nota que la pronunciación fluida de la lengua en su mayoría produce vocales breves, diferentes a las del español que son largas, encontrando que en algunas sílabas las vocales se pronunciaban como en español. Su agudeza lo lleva incluso a considerar tres longitudes vocálicas, lo cual ya no pudo ser corroborado por las variantes actuales, donde sobrevive la distinción entre ‘cortas’ y ‘largas’. Con los estudios filológicos y lexicográficos durante los sesenta se pone más atención a la longitud y comienza a registrarse en las variantes modernas, para finales de los setenta ya había un corpus amplio para analizar estas vocales, de ese material resultó el trabajo que realizó Frances Karttunen y cuya obra publicó en 1983: An Analytical Dictionary of Nahuatl, que viene a ser el punto de referencia para futuras revisiones, pues persiste la duda de la longitud en algunos vocablos, quedando a debate al igual que otras cuestiones de la lengua nahuatl.
Ante la poca utilidad en cuestiones literarias (no así del habla) la mayoría de los autores optan por no marcar las vocales largas, en oposición, para los lingüistas es indispensable conocerlas y emplearlas para un registro fiel y ver los cambios del lenguaje con el tiempo.
1) Vocal de apoyo y vocales débiles.
La vocal de apoyo es aquella que facilita la pronunciación, por ejemplo, cuando una palabra termina en doble consonante, recibe una i final que forma sílaba con la última consonante. Por ejemplo, el sufijo -tl(i) tiene una vocal de apoyo. Esta misma letra puede ser considerada una vocal débil.
- Yollohtli <yol-loh-tli> (corazón)

La vocal es débil cuando tiende a desaparecer al entrar en composición el sustantivo con los posesivos. Además de la “i”, suele desaparecer la “a” de la última sílaba.
- Caxitl <ca-xitl> (plato) → icax (su plato de él)

- Petlatl <pe-tlatl> (estera) → Amopetl (su estera de ustedes).

- Xayacatl <xa-ya-catl> (cara, rostro) → Noxayac (mi rostro).

- Tlancuaitl <tlan-cua-itl> (rodilla) → Motlancua (tu rodilla).

2) Hiatos y diptongos.
Sílaba es el sonido de una o varias letras que se pronuncian en una sola emisión de voz. Cuando dos vocales se pronuncian en una misma emisión de voz, su sonido forma una única sílaba y décimos que ocurre diptongo. Si su sonido se pronuncia en dos emisiones de voz, ocurre hiato. En castellano los diptongos suelen ocurrir cuando concurren dos vocales y una de ellas, al menos, es cerrada. Son cerradas las vocales «u» e «i». 
En náhuatl se marca una estructura silábica simple que trata de evitar los diptongos, por lo que tendremos hiatos. Todas las sílabas en nahuatlahtolli se agrupan en una de cuatro posibilidades: /V/, /VC/, /CV/, /CVC/ (véase abajo apartado sobre las sílabas).
Vistos desde la óptica castellana muchas palabras parecen poseer diptongos, triptongos y hasta incluso pentátongos (cosa que no existe en español), pero por lo general esta apreciación deriva de una incomprensión del valor de las letras mismas.
El hiato más común se presenta en los verbos, que suelen tener una terminación en -ia u -oa, como tlalia  (tla-li-a), o como tlaloa (tla-lo-a).
3) Aparente valor consonántico de «u» e «i».
Por la deficiente escritura durante la época colonial del nahuatlahtolli, aunado a la incomprensión del fonema /w/, el cual se escribía como “hu”, “uh”, o simplemente como “u”, visto desde la óptica europea parece que la “u” vocálica tiene valor consonántico; como ejemplo tomemos la palabra vista más arriba: tetzauitl (portento).
Desde la interpretación castellana tenemos: C-V-C-C-V-V-V-C-C. El primer acomodo por sílabas nos da: *CV-CV-(hiato)-V-(hiato)-VC, ya tomando en cuenta que la -tz- y la -tl- representan una sola consonante (véase más abajo estas letras); pero lo anterior es un error, ya que no existe la “u” como vocal, en realidad es la semiconsonante /w/, por lo que el verdadero orden silábico es: CV-CV-CVC (te-tza-uitl = te-tza-huitl).
Por la misma incomprensión de la estructura, la asimilación en la pronunciación de la “y griega”, la cual no se pronuncia como en español, sino más bien como una “i” alargada casi chirriante, se escribía como una simple “i”; ‘cochia’ en realidad era ‘cochiya’ (él dormía); escrito *pia y conjugado como ‘titlapia’, debía ser más bien ‘titlapiya’ (tú guardas algo). Por lo que vemos que tampoco la “i” tiene valor consonántico, sino que se confunde con la -y-. Ambas letras, la “u” /w/, y la “y” /j/ son semiconsonantes según la clasificación lingüística, pero en el uso y en la estructura del nahuatl funcionan como verdaderas consonantes.

### Consonantes
Las letras escogidas para representar las consonantes del nahuatl colonial son: c, ch, cu, h, hu, l, m, n, p, q, t, tl, tz, x, y, z.
Como ya se mencionó, esta forma de escribir deriva por completo de la ortografía del español, por lo que las reglas del castellano se aplican para el nahuatl. Tal es el caso del fonema /k/, que para articularse con las vocales se emplea la letra “c”: ca- /ka-/, co- /ko-/. Sin embargo, falla ante las vocales -i- y -e-, pues tenemos la pronunciación ci- y ce-. Por lo que igual que en español para realizar el sonido /k/ se utiliza la letra -q- que utiliza una “u” muda, teniendo que- /ke-/ y qui- /ki-/. Mismo caso sabemos que pasa entre las letras “c” y “z” para el sonido /s/. Es debido a esta serie de reglas que diversos grupos e investigadores propugnan por una escritura más simple, donde cada fonema sea representado inequívocamente por una sola letra, siendo más práctico usar ka, ke, ki, ko y za, ze, zi, zo (o: sa, se, si, so).
Al igual que en cualquier otro idioma, en nahuatlahtolli se presentan una serie de cambios morfofonémicos, ya sea que las palabras entren en aglutinación o pierda la terminación por formación del posesivo, la mayoría de las consonantes presentan alófonos o en algunos casos un simple ensordecimiento.
Ya mencionamos la semiconsonante /w/, que es en realidad una aproximante labiovelar sonora, la cual se escribe con los grafemas -hu- al principio de sílaba y como -uh- al final. El hecho de aparecer en este último orden suele confundir a los neófitos, quienes ven desde la óptica occidental, una vocal y le atribuyen un valor “glotal” a la “h”, aspirando la “u”, lo cual es un error. Tomemos como ejemplo la palabra cuauhtli (águila), que silábicamente está constituida como cuauh-tli (CVC-CV = /kwaw-ʈ͡ɬi/), donde no aparece ninguna aspiración después de la /w/.
Un caso bastante especial es la consonante ‘cu’, la cual no existe en español, es clasificada como oclusiva labiovelar, también denominada “oclusiva velar labializada”. Esta consonante no presenta problema al ser seguida por una vocal; cua-, cue-, cui-. El problema es cuando se encuentra al final de sílaba, donde debe pronunciarse simultáneamente la “u” y la “c” sin separarlas. En la época colonial algunos autores, instintivamente, decidieron agregarle una “h”, pues veían una “u” al final de sílaba: tecu-tli → tecuh-tli, siendo esto un error garrafal, pues rompe reglas ortográficas y fonéticas, no debe pronunciarse la “u” como vocal. Por fortuna, durante la misma etapa colonial, otros autores sí tuvieron cuidado al registrar este sonido correctamente como teuctli (señor), esta es la forma estándar de escribirla al final de sílaba que le corresponde. A veces esta consonante se asimila en su alófono, la oclusiva velar sorda /k/, como en tecpan (palacio; resultado de aglutinar teuc-tli + -pan).
Uno de los problemas mayores tanto para la escritura como para la pronunciación, es la consonante oclusiva glotal sorda /ʔ/, que en idioma nahuatl se ha optado por escribirlo con el grafema -h-. Esta decisión no está exenta de cuestionamientos. Al igual que las vocales largas, durante la etapa colonial no tuvo un registro sistemático, muy pocos la registraron; también fue Horacio Carochi quien dio mayores luces de en qué palabras aparecía, así mismo las investigaciones lingüísticas en nuestros días también aclaran su uso.  
Es lo que algunos llaman saltillo, reparo o singulto. Carochi lo representó con un acento apóstrofo inverso (à) también llamado “grave”, varios autores actuales lo usan recto (a’), además Carochi marca el saltillo al final de palabra con un acento circunflejo (â). El marcarlo con diacríticos suele confundir pues se llega a considerar que es “sólo una variación de la vocal”, es decir, un acento de ella, lo que es un error. Su ubicación más común es con las estructuras que marcan el tiempo pasado y los sufijos plurales:
- Teopixqui (sacerdote) → Teopixqueh (sacerdotes).

- Ninotlaloa (corro) → Oninotlaloh (corrí).

Otro de los problemas de esta consonante es que al usar la -h- con sonido, esta se opone a la -h- muda que acompaña al fonema /w/. Así, usualmente el pronombre personal ‘yo’ se escribe ‘nehuatl’, pero debe pronunciarse /neʔ-waʈ͜ɬ/, con saltillo después de la vocal ‘e’, por lo que se recomienda en estos casos, siendo ortográficamente correctos, escribirlo mejor como “nehhuatl”. De lo contrario continuaría la ambigüedad en palabras como la mismísima ‘nahuatl’, preguntándonos si la hache es sonora o muda.
La consonante africada lateral alveolar sorda, usualmente representada por el dígrafo -tl-, en el Alfabeto Fonético Internacional es /ʈ͡ɬ/ y en su versión antigua se usaba /ʎ/, en sí mismo es un sonido que era inexistente en el español del siglo XVI, hoy en nuestros días es únicamente por substrato del nahuatlahtolli que se utiliza en nuestro idioma, siendo en su lengua natal uno de los sonidos más comunes. Su pronunciación cuando va seguida de vocal no representa ninguna dificultad, tla-, tle-, tli-, tlo-; suele complicarse cuando va al final de sílaba, -atl, -etl, -itl, -otl; nunca debe separarse la t y la l, en este caso es recomendable escuchar a los hablantes nativos para percibir correctamente su pronunciación.
- Tepetl (monte, cerro) <te-petl>.

- Ahtle (nada) <ah-tle>.

- Cihuatzintli (dama) <ci-hua-tzin-tli>.

La consonante africada alveolar sorda /ʈ͡s/, que en nahuatlahtolli se escribe con el dígrafo -tz-, la encontramos en palabras como tzinacan (murciélago) o tzapatl (enano). Al igual que las consonantes -cu-, -tl-, e incluso el común sonido de la ‘che’ (-ch-) en español, no son sonidos dobles, son sonidos que se emiten en una sola emisión de aire, nunca está de más recordar que estas consonantes o son poco comunes en español o de plano inexistentes, siendo esto el motivo de que se hayan creado por medio de combinar dos letras.
La letra ‘equis’ (-x-) en el español de México tiene una pronunciación muy variada, en el caso del nahuatl representa un único valor, que a nivel fonético es una africada postalveolar sorda /ʃ/ que usualmente es más fácil asociar al sonido sh del inglés. Lo encontramos en xochitl (flor) o en xonacatl (cebolla). Puede ir al final de sílaba, como en cuitlaxcolli (tripas).

### Modificación de las raíces de las palabras
Muchas lenguas en el mundo presentan procesos alofónicos, es decir, sustituyen ciertos sonidos por otros equivalentes. Así por ejemplo, tanto en inglés como en francés ciertas consonantes suelen pronunciarse más débiles al final de palabra, también en estas lenguas aparecen letras mudas. El nahuatlahtolli presenta variaciones similares; varios autores lo entienden desde perspectivas personales y lo nombran según su criterio, por ejemplo, Michel Launey (1992: 16) habla de un “debilitamiento de consonantes”, por su parte Ortiz de Montellano (1990: 19-20) las nombra “oscilantes”. Desde la perspectiva lingüística, como ya se dijo, son parte de los procesos de sonorización y ensordecimiento.
Se asimila la -uh ante m produciendo una doble m: cuauh- + maitl = cuammaitl (rama).
La y al final de palabra se ensordece y se asimila en x: nitlapiya (tengo) → onitlapix (tuve).
La consonante m se sonoriza al final transformándose en n: nitlatema (lleno algo) → onitlaten (llené algo).
A la inversa la consonante n se ensordece y produce el sonido m ante vocal o las letras m o p: cen + ilhuitl = cemilhuitl (un día).
La consonante t se transforma en saltillo cuando queda a final de palabra, también a la inversa una “h” sonora puede transformarse en “t”: nicah (estoy) → ticateh (estamos). Nitlamati (sé) → onitlamah (supe).
La consonante tl se palatiza en l cuando sigue a otra l: Tlacatl (persona) → Millacatl (hombre de campo, campesino).
Otros de los cambios alofónicos por ensordecimiento que son bastante comunes, son los de la “l” y “n” final: nocal - mi casa; se llega a pronunciar “nocaɭ” /nokaɩ̥/, es decir, se cambia de un sonido ‘sonoro’ a uno ‘sordo’. Tlalpan - en la tierra / ʈ͡ɬalpan̥/; su ensordecimiento también produjo que en los documentos coloniales muchas veces se omitiera su escritura, como Tlalpa → Talpa (Talpa de Allende, Jalisco).
Además la letra “n” tiende a desaparecer o a duplicar las siguientes consonantes, x, c, z, tz e y.
- Mah tiqui(n)xox → mah tiquixxox - no los hechices (Paredes, 1979: 2).

- Xicce(n)tzacua → xiccetzacua - cierra del todo (Olmos, 1972: 201).

- Niqui(n)centlalia → niquizcentlalia - yo los junto (Paredes, 1979: 2).

- Moztla a(n)yazqueh →  moztla ayazqueh - iréis mañana (Olmos, 1972: 202).

La unión de consonantes africadas suele articularse de tal manera que se simplifica y únicamente se pronuncia la última consonante, esto es cuando tenemos -tzch-, -chtz-, -tztz-, -chch-.
- Mitzchiya → michiya - él te espera

- Nechchiya → nechiya - él me espera

### La sílaba
Existen distinto criterios para clasificar las sílabas, por lo general desde la utilidad de la gramática occidental, así se habla de distintas clasificaciones, puede ser según por el número de letras: monolítera, bilítera, trilítera, etc., también según su terminación se dividen en: “abiertas” y “cerradas”. Otra división desde el enfoque externo es acomodarlas en tres grupos: “directas”, las que empiezan por consonante; “inversas”, las que acaban en consonante y “mixtas” las que empiezan y acaban por consonantes. 
Sin embargo, la clasificación de sílabas que mejor ayuda a comprender la fonología es aquella bajo el criterio de Tonalidad, es decir, identificando si una sílaba es “tónica” o “átona”. La identificación de las sílabas que se acentúan prosódicamente sin duda mejora la pronunciación y hace una comunicación más efectiva.
A través del estudio mismo del nahuatlahtolli se identifica una estructura muy simple de la sílaba en sus palabras, que puede ser expresado por medio de la fórmula: (C)V(C), donde obviamente la ‘C’ representa una ‘consonante’ y la ‘V’ una ‘vocal’. La fórmula se desglosa estableciendo, como ya se había dicho más arriba, en la existencia de únicamente cuatro tipos de sílabas:
- /V/
- /VC/
- /CV/
- /CVC/

Toda palabra en este idioma se reduce a esta estructura, si encontramos algo diferente, será porque existe un error o nosotros estamos cometiendo un error en el análisis. Algo que es muy importante remarcar es que esta estructura silábica no rige los cambios morfofonémicos que se vieron arriba; las asimilaciones y pérdidas de sonidos ya sean vocálicos o consonánticos que forman nuevas palabras no dependen de la estructura primitiva. De aquí que una palabra como petlatl (CV-CVC) al componerse con el posesivo pueda perder también la “a” débil (CV-C/VC), quedando nopetl (CV-CVC), preservando lo rítmico y melodioso que distingue a esta lengua.

### Uso del acento
Las convenciones ortográficas más aceptadas sugieren que no se usen signos diacríticos en esta lengua, la única excepción es el caso vocativo, donde se permite el uso de la tilde o acento agudo. Se usa del vocativo como una exclamación para llamar la atención de nuestro interlocutor, en nahuatl para realizarlo se pospone una -e- acentuada (é).
Existen dos formas de marcarlo, siendo la diferencia por género; si habla un hombre dice: Petoloé -¡Hey! Pedro; Tlahtoanié - ¡Oh! Gobernante.
Las mujeres no utilizaban esa terminación, ellas únicamente levantaban la voz pronunciando la palabra aguda: Petoló - ¡Hey! Pedro; Tlahtoaní ¡Oh! Gobernante.

## Partes de la oración
La oración tiene sustantivos, adjetivos, participios, adverbios, pronombres, determinantes, preposiciones, conjunciones e interjecciones. Como en castellano, hay locuciones adverbiales, preposicionales o conjuncionales.

## Sintaxis
Por sintaxis entendemos aquí aquella parte de la gramática se ocupa del orden de las palabras y sintagmas dentro de la oración y las funciones que cumplen.
El náhuatl exhibe un orden de palabra bastante libre, si bien su morfología refleja un estadio antiguo donde el orden predominante refleja estructuras tipo Sujeto Objeto Verbo, en náhuatl tiende a ser más de tipo Sujeto Verbo Objeto y tampoco faltan ejemplos de Verbo Sujeto.
En realidad, en el náhuatl clásico el orden es absolutamente libre. Hay una razón que sustenta esta afirmación: tanto el sujeto como los objetos presentan marcas que permiten determinar si estamos ante un sujeto o ante un determinado tipo de objeto. 
- In octli techpactia in timexihcah → El pulque nos gusta a los mexicanos.

- In timexihcah techpactia in octli → A los mexicanos nos gusta el pulque.

- Techpactia in timexihcah in octli → Nos gusta a los mexicanos el pulque.

- Techpactia in octli in timexihcah → Nos gusta el pulque a los mexicanos.

- In octli in timexihcah techpactia → El pulque a los mexicanos nos gusta.

- In timexihcah in octli techpactia → A los mexicanos el pulque nos gusta.

Cuando el sujeto y el complemento indirecto están ambos en tercera persona, se deshace la ambigüedad explicitando el sujeto con el pronombre yehhuatl (él) antepuesto al sujeto.
- Yehhuatl in pilli quimaca in tapayolli in ilamatl → Él, el niño, le da la pelota a la anciana → El niño le da la pelota a la anciana.

- In ilamatl quimaca in tapayolli yehhuatl in pilli → A la anciana le da la pelota el niño.

O el complemento indirecto, con el pronombre in yehhuatl (a él) también antepuesto.
- In conetl quimaca in yehhuatl in ilamatl in tapayolli → El niño le da a ella, a la anciana, la pelota → El niño le da a la anciana la pelota.

- In yehhuatl in ilamatl quimaca in tapayolli in conetl → A ella, a la anciana, le da la pelota el niño.

Las oraciones compuestas, es decir aquellas que tienen una oración principal y otra subordinada, también exhiben un orden libre.
- Yehhuatl in aquin quitlazohtla → Es a él a quien ama.

- In aquin quitlazohtla yehhuatl → A quien ama es a él.

- Yehhuatl in tlein quitlazohtla → Es eso lo que ama.

- In tlein quitlazohtla yehhuatl → Lo que ama es eso.

- Yehhuatl aquin quitlazohtla → Es él quien lo ama.

- Aquin quitlazohtla yehhuatl → Quien lo ama es él.

- In aquin mitztlazohtla tehhuatl →  A quien ama es a ti.

- Nehhuatl in aquin tinechtlazohtla → Es a mí a quien amas.

El orden de los objetos también es libre.
- Nimitzmaca in tapayolli in tehhuatl → Te doy la pelota a ti.

- Nimitzmaca in tehhuatl in tapayolli → Te doy a ti la pelota.

- Nicmaca in tapayolli in cihuatl → Le doy la pelota a ella.

- Nicmaca in oquichtli in tapayolli → Le doy a él la pelota.

Lo que ocurre es que estas marcas a veces son facultativas y solo cuando hay necesidad se explicitan. 
Lo explicamos con el siguiente ejemplo: para decir haz el bien la construcción clásica es ma xicchihua in (tlein) cualli. El pronombre de objeto in tlein nos indica claramente que estamos ante un objeto.
- «El que no entra por la puerta al redil de las ovejas sino que sube por otro lugar es un bandido»: «In ahmo tlatlapoloyan oncalaqui in imithualco in ichcameh zan oc cezcan ontlehco yehhuatl huel ichtecquini» (Olmos, 1996: 76-7).

- «Es un bandido todo aquel que no entra por la puerta al redil de las ovejas sino que sube por otro lugar»: «Yehhuatl huel ichtecquini in ahmo tlatlapoloyan oncalaqui in imithualco in ichcameh zan oc cezcan ontlehco».

O bien.
- «... se sabrá hasta qué punto Dios odia mucho la lujuria y le enfurece»: «... huel machoz in quenin cencah quitlatzilhuia Dios in ahahuilnemiliztli, quicualancaitta» (Olmos, 1996: 106-7).

- «Hasta qué punto Dios odia mucho la lujuria y le enfurece... se sabrá»: «In quenin cencah quitlatzilhuia Dios in ahahuilnemiliztli, quicualancaitta... huel machoz».

### Estructura de la frase en náhuatl
1) La frase con complementos directo o indirecto.
| Sujeto          | Verbo con objetos | Complemento del objeto indirecto | Complemento del objeto directo |
| Giro de énfasis | verbo             | Giro de aposición                | Giro de aposición              |
- In amehhuantin in anchalcah cencah amechpactia in achtli → A vosotros, los chalcas, os gusta mucho el trigo.

| Sujeto          | Verbo con objetos          | Complementos del objeto indirecto |
| Giro de énfasis | verbo con objeto indirecto | Giro de aposición                 |
| (In) achtli     | amechpactia                | in amehhuantin in anchalcah       |
Esta construcción no sirve para verbos atributivos, en concreto para el verbo ser.
- Tehhuantin in timexihcah tiyezquiah in amehuantin in anchalcah → Nosotros, los mexicanos, seríamos vosotros, los chalcas.

El objeto siempre acompaña al núcleo verbal. De modo que en «amechpactia» el objeto es «amech-».
El objeto puede recibir uno o varios complementos en aposición, que tratándose del objeto «amech-», un complemento indirecto, siempre empiezan por in (in amehhuantin, in anchalcah). Y consecuentemente se pregunta por el complemento con el pronombre interrogativo ¿in aquin? (¿a quién?) o ¿in aquihqueh? (¿a quiénes?).
Los complementos en aposición no constituyen un nuevo objeto ni son propiamente el objeto.
En cambio el sujeto no va en aposición y por ello el pronombre interrogativo es ¿aquin? (¿quién?) o ¿aquihqueh? (¿quiénes).
El verdadero sujeto es el pronombre representado por los prefijos verbales sujeto, yo (ni-), tú (ti-), él (-), nosotros (ti-), vosotros (an-) y ellos (-).
- Nicuica → canto.

- Ticochi → Duermes.

- Choca → Llora.

- Tichocah → Lloramos.

- Ancuicah → Cantáis.

- Cochih → Duermen.

Los complementos del sujeto se introducen en giro de énfasis. Pueden ser tanto un pronombre, como un nombre.
- Nehhuatl nicochi → Soy yo quien duermo → Yo duermo.

- Tehhuatl ticuica → Tú eres quien cantas → Tú cantas.

Para preguntar por el sujeto se utiliza el pronombre interrogativo singular ¿quién? (¿aquin?) o el plural ¿quiénes? (¿aquihqueh?).
- ¿Quién canta? Yo → ¿Aquin cuica? Nehhuatl.

El pronombre interrogativo en función de sujeto no va precedido de la partícula in porque no está en aposición.
El complemento directo puede ser un pronombre indefinido, representado por los prefijos verbales te- (para personas —alguien—) y tla- (para cosas —algo—); o un pronombre definido c- (ante las vocales a y o), qu- (ante vocales e e i) o qui- (ante consonantes). 
- Nitlai → Bebo algo.

- Niteitta → Veo a alguien.

- Niqui octli → Bebo pulque.

- Nimitzitta → Te veo.

- Niquitta in Pedro → Lo veo, a Pedro. Nótese que el objeto es lo y que in Pedro es un complemento en aposición. Eso es importante como diremos a continuación.

El pronombre interrogativo para preguntar por el objeto es ¿qué cosa? (¿tlein?) o ¿a qué persona? (¿in aquin?) y puede adoptar una forma plural.
- ¿Tlein niqui? → ¿Qué (cosa) bebo?

- ¿In aquin niquitta? → ¿A quién veo?

El pronombre interrogativo va precedido de la partícula in cuando esperamos una respuesta con aposición («lo veo a Pedro»).
El verbo puede tener dos objetos.
- Nitetlamaca → Doy algo a alguien.

Cuando el verbo tiene dos objetos, uno puede estar representado por un prefijo objeto definido y el otro puede estar representado por un prefijo indefinido.
- Nictemaca → Se lo doy a alguien.

- Nictlamaca → Le doy algo.

Y en estos casos el prefijo puede tener complementos en aposición.
- Nictlamaca in yehhuatl → Le doy algo, a él.

- Nictemaca in tzapalotl → Le doy el plátano a alguien.

Y puede ocurrir que los dos objetos estén representados por un pronombre definido.
- Nicmaca → Se lo doy (ello) (a él).

En este último caso, uno de los dos objetos puede tener un complemento en aposición.
- Nicmaca in yehhuatl → Se lo doy, a él.

- Nicmaca in tzapalotl  → Se lo doy, el plátano.

Cuando los dos objetos tienen complementos en aposición, en el verbo solo aparece el prefijo verbal en función de complemento indirecto.
- Nicmaca in Pedro in tzapalotl → Se lo doy, a Pedro, el plátano → Le doy a Pedro el plátano.

Y si uno de los dos objetos es pluralizable, el prefijo objeto definido adopta su forma plural quin- o quim- ante m o vocal.
- Niquimmaca in yehhuatin in tlapalotl → Se lo doy a ellos, el plátano → Les doy a ellos el plátano.

A veces el prefijo objeto verbal en función de complemento directo es plural y queda expreso su complemento. En este caso el pronombre en función de complemento indirecto recibe la marca plural im.
- Nimitzimittia in noconehuan → Te (los) presento, a mis hijos.

- Otechimittih in iconehuan → Nos (los) presentó, a sus hijos.

- Nimitzimittitia in tehhuatl in noconehuan → Te presento a ti a mis hijos.

El pronombre interrogativo del objeto humano lleva in porque hay aposición, aunque haya omisión del prefijo verbal.
- ¿In aquihqueh nimitzimittia? → ¿A quiénes te presento?

- ¿in aquihqueh otechimittih? → ¿A quiénes te presento?

En los dos ejemplos que siguen, el pronombre «tech» es el único objeto expreso (prefijo que es ya plural) y, por ello, aunque recibe un complemento en aposición en plural no se convierte en «techim».
- «Socórrenos a los cristianos»: «Ma xitechmocnelilitzino in tichristianomeh (Olmos, 1996: 30-1).

- «Concédenos(la) tu gracia»: «Tla xitechmomaquilitzino in mocualticatzin» (Olmos, 1996: 84-5).

2) El objeto directo: complemento en giro de aposición.
Los mexicanos no dicen yo como la manzana sino yo la como la manzana, tú la comes la manzana, él la come la manzana, tú la comerás la manzana, él la comió la manzana.
El objeto directo está en composición con el verbo. Y lo que en castellano es el complemento directo del verbo, en náhuatl es un complemento no del verbo sino del objeto directo la.
Cuando el verbo tiene un complemento indirecto (por ejemplo, mitz- o tech-) el objeto la desaparece, pero queda sobreentendido. Aunque si el objeto directo es plural —las— modifica la terminación objeto indirecto (mitzim-, techim-).
- Cua, nitla- → Niccua in teoxocotl → La como la manzana → Como la manzana.

Únicamente los sustantivos que admiten el plural producen la mutación del objeto indirecto. Reciben sufijo plural los seres animados (humanos y animales) que no pertenecen al reino vegetal.
- Cua, nitla- → Niccua in teoxocotl → La como la manzana → Como la manzana.

- Yehuatl nechimmictili nichcahuan → Él me (las) mató mis ovejas.

| Sujeto          | predicado                                 |
| Yo              | como la manzana                           |
| Giro de énfasis | predicado con objeto en giro de aposición |
| Soy yo quien    | la come, a ella, la manzana               |
| Nehhuatl        | quicua in yehhuatl in teoxocotl           |
3) La frase con atributo.
Damos un ejemplo tomado del clásico, de múltiples aposiciones al pronombre nehhuatl, que deben por tanto coordinarse en número y persona. 
- «Ma xicmati... noxocoyouh... ca nehhuatl in nicenquizcacemihcacichpochtli, Sancta Maria, in niinantzin in huel nelli teotl Dios»: «conoce... hijo, que soy yo la enteramente por siempre virgen, María, madre del verdadero creador Dios» ((Ortiz, 1990: 78).

Dicha construcción corresponde al siguiente esquema.
| Sujeto          | atributo                          | aposición                  |
| Giro de énfasis | atributo                          | Nombre propio en aposición |
| Nehhuatl        | in nicenquizcacemihcacichpochtli  | , Sancta Maria...          |
| Yo soy          | la enteramente por siempre virgen | , Santa María...           |
Cuando se trata del verbo «ser» el giro de énfasis conlleva una inversión normalmente.
- Nehhuatl in nitlapalhuiani → Soy yo el pintor (giro de énfasis) → Yo soy el pintor (traducción al castellano).

Hay cuatro supuestos en relación con el atributo y las marcas que lo identifican:
A)
| Sujeto en giro de énfasis | Atributo          |
| Yo soy                    | el pintor         |
| Nehhuatl                  | in nitlapalhuiani |
B)
| Atributo          | Sujeto en giro de énfasis |
| El pintor         | soy yo                    |
| In nitlapalhuiani | nehhuatl                  |
C)
| Sujeto en giro de énfasis | Atributo    |
| El pintor soy             | yo          |
| In nitlapalhuiani         | ca nehhuatl |
D)
| Atributo    | Sujeto en giro de énfasis |
| Yo          | soy el pintor             |
| Ca nehhuatl | in nitlapalhuiani         |
El determinante tiene tres posibilidades:
A) Ausencia de determinante:
- Nitlapalhuiani → Pintor.

B) Determinante determinado:
- In nitlapalhuiani → El pintor.

C) Determinante indeterminado:
- Nice nitlapalhuiani → Un pintor.

Tanto el sujeto como el atributo pueden llevar determinante, sin que la marca del atributo sea el determinante «in», ni los prefijos verbales ««ni-», «ti-»...—, ni el pronombre personal absoluto —«nehhuatl», «tehhuatl», «yehhuatl»...— sino el adverbio «ca»:

A) 
| Sujeto en giro de énfasis | Atributo           |
| El niño es                | el pintor          |
| In pilli                  | ca in tlapalhuiani |
B)
| Sujeto en giro de énfasis | Atributo                    |
| El niño es                | él, el pintor               |
| In pilli                  | ca yehhuatl in tlapalhuiani |
C)
| Sujeto en giro de énfasis | Atributo                    |
| Él, el niño es            | él, el pintor               |
| Yehhual in pilli          | ca yehhuatl in tlapalhuiani |
D)
| Sujeto en giro de énfasis | Atributo           |
| Él, el niño es            | el pintor          |
| Yehhuatl in pilli         | ca in tlapalhuiani |
Los adverbios normalmente acompañan al verbo y lo anteceden. No es necesario que aparezca sino en los casos en que hay ambigüedad.
4) El objeto indirecto: giro de aposición y giro de énfasis.
El verbo se forma mediante la adición de prefijos y sufijos a la raíz verbal. Por ejemplo, al verbo «cuica» se le añaden los prefijos sujeto:
- Nicuica → Canto.

- Ticuica → Cantas.

- Cuica → Canta.

- Ticuicah → Cantamos.

- Ancuicah → Cantáis.

- Cuicah → Cantan.

El verbo en tercera persona no lleva prefijo verbal. Su sentido es doble:
- Cuica → Él canta.

- Cuica → Uno canta.

Por ello, al introducir un sujeto nominal en aposición al prefijo sujeto verbal, puede ser definido o indefinido:
- In pilli cuica → El niño canta.

- Ce pilli cuica → Un niño canta.

También podemos introducir un pronombre como sujeto, pero no mediante el giro de aposición sino mediante el giro de énfasis.
- Nehhuatl nicuica → Soy yo quien canta → Yo canto.

El sustantivo tlacatl puede recibir los prefijos sujeto:
- Nitlacatl → Soy persona

- Titlacatl → Eres persona.

Entre los prefijos, destacan por su importancia los prefijos objeto definidos.
- Nech- → Me.

- Mitz → Te.

- Qui- → Le.

- Tech → Nos.

- Amech → Os.

- Quin → Les.

Y los prefijos indefinidos —-te- y -tla-:
- Niteitta → Veo a alguien.

- Nitlatta → Veo algo.

Los prefijos objeto definidos se intercalan entre la raíz verbal y el prefijo sujeto:
- Nimitztlazohtla → Te amo.

- Nechpactia → Me gusta.

Cuando el verbo no tiene objeto, decimos que es intransitivo.
- Nicuica → canto.

Cuando el verbo tiene un objeto, decimos que es transitivo.
- Nechpactia in octli → Me gusta el pulque.

- Techpactia in octli → Nos gusta el pulque.

Cuando el verbo tiene dos objetos, decimos que es bitransitivo.
- Nimitztlamaca → te doy algo.

Los prefijos objeto pueden recibir complementos (el texto en negrita, que resalta el objeto y la correspondiente aposición).
- In octli techpactia in timexihcah → El pulque nos gusta a los mexicanos.

- In octli amechpactia in ammexihcah → El pulque os gusta a los mexicanos.

Debe quedar muy claro que el verdadero objeto es el prefijo definido (tech-, amech-). Los complementos que se añaden al objeto (in timexihcah, in ammexihcah) son elementos en aposición que no constituyen un objeto nuevo. El verbo pactia, nite- es un verbo transitivo y no varía eso al recibir su objeto complementos en aposición. La aposición es un giro que añade un complemento nuevo al objeto del verbo. 
Los pronombres sujeto, que se introducen mediante el giro de énfasis (como hemos dicho), también pueden recibir sustantivos en aposición.
- Nehhuatl nice nipilli nicuica → Soy yo, un niño, (quien) canto → Yo, un niño, canto.

- Tehhuantin in tichristianomeh ticuicah ipan tlateomahuiztiliztli → Los cristianos cantamos en misa.

Cuando los pronombres son complemento indirecto deben llevar antepuesta la partícula in y pueden llevar complementos en aposición.
- In tehhuatl in timexihcatl → A ti, mexicano.

- In tehhuatl in tice timexihcatl → A ti, un mexicano.

- In tehhuatl in yehhuatl in mexihcatl → A ti, el mexicano.

Los complementos en aposición pueden ser tantos como el hablante quiera —y la ortodoxia gramatical se relaja un poco—:
- In octli techpactia in tehhuantin in timexihcah → El pulque nos gusta a nosotros, los mexicanos → El pulque nos gusta a los mexicanos.

- In octli cencah quimpactia in yehhuantin in mexihcah in nemih huehca → El pulque les gusta mucho a ellos, los mexicanos que viven lejos/fuera.

Cuando el náhuatl introduce un complemento indirecto, lo hace mediante una aposición. Pero también en giro de énfasis.
- In tehhuatl nimitztlazohtla → Es a ti a quien amo → Te amo a ti.

Unos ejemplos clásicos con complemento indirecto, mientras el complemento directo lo ocupa una oración subordinada completiva:
- «Ordenó Dios al cielo que un día y una noche girara y así lo hace»: «Oquimonahuatilih Dios in ilhuicatl in momalacachoz cemilhuitl ce(n)yohualli no yuh quichihua» (Olmos, 1996: 104-5).

- «Ordenó al sol que viniera sobre nosotros para iluminar»: «Oquimonahuatilih in tonatiuh in topan hualquizaz inic tetlanextiliz» (Olmos, 1996: 104-5).

5) El sujeto: giro de énfasis.
El sujeto se introduce en náhuatl mediante el giro de énfasis. Se llama giro de énfasis porque se basa en los pronombres enfáticos (yo, tú, él, nosotros, vosotros, ellos).
| Sujeto          | Verbo     |
| Yo              | grito     |
| Giro de énfasis | Verbo     |
| Soy yo (quien)  | grito     |
| Nehhuatl        | nitzahtzi |
Y el pronombre personal puede recibir complementos antepuestos o pospuestos.
- Yehhuatl in conetl choca →  Es él, es el niño, quien llora → El niño llora.

- In conetl yehhuatl choca → Es el niño, es él, quien llora → El niño llora.

Aunque el pronombre también puede quedar elidido.  
- In pilli choca → Es el niño quien llora → El niño llora.

Los complementos al pronombre deben coordinar con él.
| Sujeto con aposición          | Verbo     |
| Yo, tu padre,                 | grito     |
| Giro de énfasis con aposición | Verbo     |
| Soy yo, tu padre, (quien)     | grito     |
| Nehhuatl in nimotah           | nitzahtzi |
Los complementos en aposición pueden ser definidos o indefinidos.
- Nehhuatl in nipilli nicuica → Yo, el niño, canto.

- (Yehhuatl) ce pilli cuica → Un niño canta.

- Nehhuatl (nicen) nipilli nicuica → Yo, un niño, canto.

2) Complementos relativos.
- Yehhuatl in cihuatl in aquin nictlazohtlac mitzpactia → La mujer a quien amé te gusta → Es la mujer a quien amé  quien te gusta.

| Sujeto                                          | Verbo      |
| La mujer a quien amé                            | te gusta   |
| Giro de énfasis                                 | Verbo      |
| Es ella, la mujer a quien amé, (quien / la que) | te gusta   |
| Yehhuatl in cihuatl in aquin nictlazohtlac      | mitzpactia |
Para expresar el sujeto se recurre al giro de énfasis, mediante el cual se resalta el pronombre, se halle o no expreso. El verdadero sujeto es el pronombre. Y lo que en castellano es el sujeto (tu padre, la mujer a quien amé) son simples complementos del sujeto.
El sujeto puede quedar omitido, aunque sobreentendido, de modo que únicamente aparezcan sus complementos.
6) El sujeto en giro de énfasis tematizado.
Normalmente quien lleva las marcas temporales es el atributo (o el predicado). 
| Sujeto                     | predicado                |
| Yo soy                     | el que canta             |
| Giro de énfasis tematizado | Giro relativo atributivo |
| Soy yo                     | quien canta              |
| Nehhuatl                   | aquin nicuica            |
Pero puede darse el giro inverso, el giro de tematización.
Lo que en castellano es el sujeto en náhuatl es el predicado; y viceversa, lo que en castellano es el predicado, en náhuatl es el sujeto. Por eso el pronombre absoluto suele expresarse en lo que en castellano es el sujeto y se omite en lo que en castellano es el atributo. 
| Sujeto                     | predicado                |
| Giro de énfasis tematizado | giro relativo atributivo |
| Yo seré                    | tu mujer                 |
| Nehhuatl niyez             | in nimocihuauh           |
- «Quiere decir que la mujer es la trampa del diablo, para atrapar, para apoderarse de la gente: Quihtoznequi ca yehhuatl in cihuatl in (i)matl in diablo inic teanaz, tetzitzquiz (Olmos, 1996: 46-7).

Por eso decimos que el verbo ser es un giro tematizado, porque de alguna manera el predicado aparece como sujeto. 
Como hemos dicho, el predicado no tiene que coordinar con el sujeto mediante los prefijos sujeto, porque no está en aposición.
En el presente el verbo ser no lleva las marcas temporales, pero se distingue del giro precedente porque lleva el pronombre relativo in.
- Nehhuatl nicuica → Yo canto (soy yo quien canto).

- Nehhuatl in aquin nicuica  → Yo soy el que canta (soy yo el que canto).

No debe confundirse con la aposición cuando esta lleva marcas temporales.
- Nehhuatl niteopixqui  → Yo soy un sacerdote.

- Nehhuatl in nice niteopixqui nicatca, ye nican ninohuica  → Yo, que fui un sacerdote, me voy de aquí.

7) No debe confundirse el giro de aposición con el giro de énfasis.
El giro de énfasis va referido a los pronombres enfáticos principalmente (estén expresos u omitidos) y su formulación sirve generalmente para expresar el sujeto que acompaña al verbo:
- Nehhuatl nicuica → Soy yo (quien) canto → yo canto.

El giro de aposición es para introducir partículas en aposición (que complementan a un pronombre o a un prefijo verbal objeto):
- Nehhuatl in nimotah nicuica → Yo, tu padre, canto.

8) Ausencia de la partícula in entre el sujeto y el verbo en el giro de énfasis.
Este giro es esencial para entender ciertas expresiones del tiempo indicativo:
El verbo también es un complemento del atributo en el giro denominado de énfasis o de focalización. Es un complemento verbal. Presenta alguna particularidad.
En el náhuatl clásico muchas veces no se dice él llora sino es él quien llora o es él el que llora: yehhuatl choca. Igualmente, no se dice la mujer grita sino es ella la mujer quien grita, giro que se conoce como focalización o énfasis:
- «La mujer grita» / «Ella grita» → «In cihuatl tzahtzi» / Yehhuatl in cihuatl tzahtzi.

| Sujeto                                      | predicado | predicado |
| La mujer                                    | grita     |           |
| Giro de énfasis complementado con aposición | verbo     |           |
| Es ella, la mujer, (quien)                  | grita     |           |
| Yehhuatl in cihuatl                         | tzahtzi   |           |
Cuando aparece la partícula in (ante cihuatl) sirve para indicar el artículo determinado (y solo aparece cuando estamos expresando el sujeto). 
El verbo tzahtzi, pese a ser una subordinada de relativo, no lleva la partícula in, porque se desea resaltar que es el verbo.
Algún ejemplo del giro de focalización en los clásicos:
- «Está escrito que Nuestro Señor Jesucristo despreció un árbol cuyo nombre es higuera que no daba frutos»: «ihcuiliuhtoc (ca) yehhuatl in Toteucyo Jesu Christo oquitelchiuh ce cuahuitl itoca higuera in ahtle itech mochihuaya» (Olmos, 1996: 212-3).

- «Habéis de saber que el adulterio quiere decir dormir en lugar de otro o acceso en cama de otro»: «Anquimatizqueh ca yehuatl in tetlaximaliztli quihtoznequi tecochian ahnozo tepehpechahciliztli» (Olmos, 1996: 124-5).

- «Porque nuestro primer padre, llamado Adán, robó sólo una frutita que le había denegado Dios»: «Yehica yehhuatl in achto totah in itoca Adan, ca centetl xocotzintli in oquichtec in oquimocahualtilica dios» (Olmos, 1996: 88-9).

### El núcleo oracional
El núcleo de la oración es el verbo. Decimos que lo es porque es el nexo que recibe todo tipo de complementos —complemento sujeto, complemento, indirecto, complemento directo, complementos circunstanciales—.
La oración compuesta es aquella en que una oración hace de complemento del núcleo oracional principal. Puede hacer por ejemplo de sujeto.
Dentro de las oraciones simples destacan aquellas en que hay un predicado nominal o adjetivo. Son casos en que el núcleo oracional es un sustantivo funcionando como verbo —o un adjetivo funcionando como verbo—. En castellano podemos decir «Pedro es pintor» o «Pedro es bueno». El verbo ser hace de cópula. La estructura en español tiene tres cuerpos: sujeto, núcleo oracional y atributo. En náhuatl encontramos una estructura distinta. El atributo recibe los prefijos verbales y se convierte en el núcleo de la oración. El núcleo oracional se identifica mediante los prefijos sujeto —que coordinan con el sujeto en persona y número—. De modo que la oración tiene dos cuerpos: complemento sujeto y núcleo oracional.
- Tehhuatl titlapalhuiani → Tú eres pintor.

- Tehhuatl ticualli → Tú eres bueno.

- Pedro tlapalhuiani → Pedro es pintor.

- Pedro cualli → Pedro es bueno.

- Nehhuatl nitlapalhuiani → Yo soy pintor.

- Nehhuatl nicualli → Yo soy bueno.

El núcleo verbal, sea sustantivo o adjetivo —o no—, puede recibir determinantes. En el náhuatl los determinantes preceden al núcleo verbal.
- Nehhuatl in nitlapalhuiani → Yo soy el pintor.

- Nehhuatl nice nitlapalhuiani → Yo soy un pintor.

En castellano los determinantes quedan en el tercer bloque de la estructura sintáctica. En náhuatl preceden al núcleo oracional. Algunos determinantes coordinan en persona y número con el núcleo. Otros son invariables. Los determinantes pueden en algunos casos ir pospuestos al núcleo.
- Yehhuatl tlapalhuiani i → Él es este pintor.

- Yehhuatl tlapalhuiani o → Él es ese pintor.

Normalmente lo preceden, en cuyo caso adoptan otra forma. De este modo sabemos que no van con el sujeto.
- Nehhuatl inin nitlapalhuiani → Yo soy este pintor.

- Nehhuatl inon nitlapalhuiani → Yo soy ese pintor.

Si queremos decir «aquel», normalmente utilizaremos un giro relativo —«el que está allí»—.
- Nehhuatl in nepan nicah nitlapalhuiani  → Yo soy el pintor que está allí  → Yo soy aquel pintor.

- Yehhuatl in nepan cah tlapalhuiani → Él es aquel pintor.

Por último, podemos complementar con un adjetivo.
- Nehhuatl nicualli nitlapalhuiani → Yo soy buen pintor.

- Nehhuatl nicualtlapalhuiani → Yo soy buen pintor.

### El atributo determinado
Hemos dicho más arriba que un atributo puede recibir complementos en aposición, que deben coordinarse en persona y número.
- «Nehhuatl in nicenquizcacemihcacichpochtli, Sancta Maria, in niinantzin in huel nelli teotl Dios»: «Yo soy la enteramente por siempre virgen, María, madre del verdadero creador Dios» (Ortiz, 1990: 79).

El artículo determinado, aquel que convierte al atributo en definido, precede al atributo.
| Sujeto          | determinante         | Predicado nominal              |
| Giro de énfasis | Artículo determinado | Atributo                       |
| Nehhuatl        | in                   | nicenquizcacemihcacichpochtli  |
| Yo soy          | la                   | enteramente por siempre virgen |
- In niteopixqui → Soy el sacerdote.

- Nehhuatl Juan in niteopixqui → Yo, Juan, soy el sacerdote.

- In tiyaoquizqui → Eres el soldado.

- Tehhuatl in tiyaoquizqui → Tú eres el soldado.

- Nehhuatl in niteopixqui → Yo soy el sacerdote.

- Tehhuantin in tiyaoquizqueh → Nosotros somos los soldados.

1) Dónde acaba el sujeto y dónde comienza el predicado. La coma.
Pero caben estructuras más complejas. A veces es difícil saber dónde acaba el sujeto y dónde comienza el predicado, dónde empiezan el atributo y sus complementos. El sujeto complejo suele carecer de comas, signo ortográfico que sí aparece en castellano. La ausencia de comas es importante para entender que todo el complejo funciona como sujeto. En el predicado tampoco hay comas. Entre el sujeto y el predicado podría haber una coma, al menos cuando el sujeto es complejo, cosa que no ocurre en castellano.
| Sujeto                                       | predicado                                                                            |
| Oración subordinada en función de sujeto     | Oración principal en función de predicado                                            |
| Aquin inon niquihtoa in nimonantzin nehhuatl | in nicenquizcacemihcacichpochtli Sancta Maria in niinantzin in huel nelli teotl Dios |
| Quien esto dice, tu madre, yo                | soy la enteramente por siempre virgen, María, madre del verdadero creador Dios       |
| Aquin inon niquihtoa in nimonantzin ,        | in nicenquizcacemihcacichpochtli Sancta Maria in niinantzin in huel nelli teotl Dios |
| Quien esto dice, tu madre ,                  | soy la enteramente por siempre virgen, María, madre del verdadero creador Dios       |
Vemos que la colocación del pronombre «nehhuatl», al final de la oración que hace de sujeto, marca dónde acaba el sujeto. Si el pronombre fuera parte del predicado llevaría alguna marca.
2) Formas de expresar el atributo en el verbo «ser».
2.1) Primera forma, coordinado con el sujeto que le precede.
- In niichpochtli (soy la virgen) → Nehhuatl in niichpochtli (soy yo la virgen) → Yo soy la virgen.

| Sujeto en giro de énfasis | predicado en giro de énfasis |
| Nehhuatl                  | in nichpochtli Sancta Maria  |
| Yo                        | soy la Virgen, Santa María   |
Se conjuga el atributo.
- Nehhuatl in nichpochtli niyez.

En el náhuatl normalmente el sujeto y el atributo coordinan. Pero ello ocurre porque hay identidad absoluta entre el sujeto y el atributo, por no ir referido el atributo a un tercero.
- Nehhuatl niteopixqui → Yo soy sacerdote.

2.2) Segunda forma, cuando el  atributo no coordina con el sujeto que le sigue.
El primer elemento de la oración es un pronombre en función de atributo —hipérbaton—. El sujeto es el pronombre relativo «in» que a su vez tiene otro atributo.
- Nehhuatl in tehhuatl → Soy (yo) el que tú eres → Soy tú.

Se conjuga el atributo. Recibe las marcas temporales y los prefijos verbales de persona y número.
- Nehhuatl niyez in tehhuatl → Seré yo quien tú seas → Seré yo tú.

En la oración subordinada sujeto, el sujeto es «in» y es invariable.
El pronombre que antecede, en el ejemplo «nehhuatl», es el que lleva las marcas temporales.
Hay construcciones en náhuatl que recuerdan a esta.
- Nehhuatl inic tehhuatl → Soy como tú eres.

- Nehhuatl inic in iconeuh inon tlacatl → Soy como (es) el hijo de esa persona.

En náhuatl se coordinan oraciones atributivas cuando no interviene un tercero, de manera que el sujeto «rige» el atributo. Es el atributo quien recibe las marcas del sujeto y no el sujeto el que recibe las marcas del atributo.
- Nehhuatl niyaoquixqui → Soy soldado.

Pero si interviene un tercero, cuando nos referimos a un tercero, no hay propiamente atributo del sujeto.
- Yehuatl cuica ahmo nehhuatl → Aquel que canta no soy yo.

- Yehhuatl cuica nehhuatl → Aquel que canta soy yo.

- In conetl in cuica ahmo tehhuatl → El niño que canta no eres tú.

- In conetl in cuica tehhuatl → El niño que canta eres tú.

- In conetl in cuica ahmo nehhuatl → El niño que canta no soy yo.

- In conetl in cuica nehhuatl → El niño que canta soy yo.

- Ahmo tehhuatl nehhuatl → Tú no eres yo.

Cuando no nos referimos a un tercero, sí hay un atributo coordinado con el sujeto. El atributo recibe las marcas del sujeto.
- Nehhuatl in niconetl in nicuica → Yo soy el niño que canta.

- Ahmo nehhuatl in niconetl in nicuica → Yo no soy el niño que canta.

2.3) Tercera forma, sin coordinar con el sujeto que le precede.
Para decir «yo soy él» o «yo soy tú» se emplea el giro de énfasis  —yo soy quien tú eres—. Hay dos oraciones enlazadas por un pronombre relativo «aquin» omitido.
La primera es el sujeto, siguiendo el orden sintáctico natural. Está en giro de énfasis o focalización.
En la segunda oración el sujeto es otro, un tercero —aquin—, pero está omitido por el giro de énfasis. Como atributo debería llevar ciertas marcas, pero al estar omitido no se ven. Pero como sujeto tiene su propio atributo, que coordina con él.
- Nehhuatl yehhuatl → Yo soy quien es él → Yo soy él.

- Nehhuatl tehhuatl → Yo soy quien  eres tú → Yo soy tú.

El pronombre pospuesto es el que lleva las marcas temporales. El sujeto no puede llevar las marcas temporales.
- Nehhuatl tehhuatl tiyez → Yo seré quien tú serás → Yo seré tú.

La oración que va en primer lugar —en giro de énfasis— no requiere marcas temporales porque en náhuatl el presente es el tiempo coetáneo a otro expresado. Así como el pasado es el tiempo anterior al expresado y el futuro el posterior al expresado.
2.4) Cuarta forma. cuando el atributo coordina con el sujeto que le sigue.
Este supuesto implica alteración del orden sintáctico natural —hipérbaton—. No podemos decir que hay tematización porque el sujeto es «in metztli» y no el verbo.
- Huel yehhuatl tonatiuh yezquia in metztli → Sería el mismo sol la luna.

3) Recapitulación.
1) Si queremos decir «tú eres el niño», diremos:
- Tehhuatl in ticonetl → Eres tú el niño.

2) Si queremos decir «tú eres un niño». diremos:
- Tehhuatl tice ticonetl → Tú eres un niño.

3) Si queremos decir «tú eres niño», diremos:
- Tehhuatl ticonetl.

E igualmente, 
1) si queremos decir «nosotros seremos los chalcas», diremos:
- Tehhuantin tichalcah tiyezquez→ Nosotros seremos los chalcas

2) si queremos decir «nosotros seremos ellos unos chalcas», diremos:
- Tehhuantin tiyezqueh in yehhuantin cemeh chalcah.

Y si queremos decir «vosotros seréis nosotros, los chalcas», diremos:
- Amehhuantin anyezqueh in tehhuantin in tichalcah.

Cuando el atributo es determinado, pronombre puede faltar en ambos lados (el del sujeto y el del predicado) si se expresa el sustantivo:
- «Nacatl in itlacual cuauhtli»: «la carne es el alimento del águila» (Garibay, 1989: 81).

En este caso, el sujeto (nacatl) no lleva la partícula in porque sustituye al pronombre yehhuatl que no la lleva.

### Tematización
Es un giro para enfatizar el verbo, convirtiéndolo en sujeto. 
- Aquin choca Pedro → Quien llora es Pedro.

Puede no haber hipérbaton y sí tematización. 
- In nichoca nehhuatl → El que llora soy yo.

O a la inversa, puede haber hipérbaton y no tematización.
- Nehhuatl in nichoca → Soy yo el que llora.

No es lo mismo tematización que focalización o énfasis. Porque el sujeto en énfasis no lleva nunca las marcas temporales del verbo. Si las llevara dejaría de ser sujeto. Podemos tematizar cualquier verbo, pero no el verbo «ser». Porque el giro de énfasis lo impide.
- Nehhuatl in niteopixqui → Yo soy el sacerdote.

Consiste en invertir el orden en el giro de focalización. En lugar de poner primero el sujeto (en giro de énfasis) y luego el verbo, se invierte el orden: 1º el verbo y 2º el sujeto. 
| Sujeto               | predicado         |
| Quien canta          | es Pedro          |
| Giro de tematización | giro con yehhuatl |
| El que canta         | es Pedro          |
| Aquin cuica          | yehhuatl Pedro    |
- Aquin quihtoa yehhuatl Pedro → Quien lo dice es Pedro.

- Aquin niquihtoa nehhuatl → Quien lo dice soy yo.

Cuando el sujeto no lleva aquin (giro relativo) sino in, estamos ante un pronombre indefinido (todo aquel que no entra por la puerta..):
- «El que no entra por la puerta al redil de las ovejas sino que sube por otro lugar es un bandido»: «In ahmo tlatlapoloyan oncalaqui in imithualco in ichcameh zan oc cezcan ontlehco yehhuatl huel ichtecquini» (Olmos, 1996: 76-7).

1) El pronombre yehhuatl tematizado.
Sabemos que el pronombre yehhuatl puede ser sujeto y puede ser atributo.
Como sujeto:
- Yehhuatl cuica → Él canta.

Como atributo:
- In cuica huel yehhuatl → Quien canta es él.

Puede haber hipérbaton:
- Huel yehhuatl in cuica → Es él quien canta.

Cuando funciona como atributo suele llevar algún adverbio que nos indica que no es sujeto. Los más usuales son huel o zan.
| Sujeto     | predicado         |
| Yehhuatl o | in tlein nicnequi |
| Eso        | es lo que quiero  |
| Predicado       | Sujeto            |
| Huel yehhuatl o | in tlein nicnequi |
| Es eso          | lo que quiero     |
El predicado  huel yehhuatl significa precisamente eso (es lo que quiero) o eso mismo (es lo que quiero). Pero puede no traducirse el adverbio porque en realidad se pone para marcar el atributo.
| Predicado                      | Sujeto                    | Oración subordinada                                  |
| Huel yehhuatl Tonatiuh yezquia | in metztli Teucciztecatl, | intla yeh achto onhuetzini tlehco                    |
| Sería el mismo sol             | la luna Teucciztécatl     | si al contrario primero se hubiera arrojado al fuego |
2) Tres variantes en la tematización.
Podemos destacar el sujeto, mediante el pronombre in (prefijo sujeto).
- Huel yehhuatl aquin quilhuia → Es él el que se lo dice.

Podemos destacar el objeto, mediante el pronombre in tlein (prefijo objeto).
- Huel yehhuatl in tlein quilhuia → Es eso lo que él le dice (prefijo objeto).

- Huel yehhuatl in aquin quilhuia → Es a él al que se le dice.

El pronombre yehhuatl permanece invariable en los tres supuestos, no se pone in yehhuatl, porque no se trata de un complemento indirecto sino de un tributo. Y especialmente porque los pronombres para preguntar por él son ¿tlein? o ¿aquin? —y no ¿in aquin?—.
- ¿Tlein in tlein quilhuia? → ¿Qué es lo que él le dice?

- ¿Aquin in aquin quilhuia? → ¿Quién es al que se le dice?

3) La tematización no es simple inversión de posiciones.
No se debe confundir con la hipérbaton. En el siguiente ejemplo, el sujeto es «in metztli» y no hay tematización, pero sí hipérbaton.
Ponemos a continuación, un ejemplo tomado del clásico que no es un supuesto de tematización:
| Antecedente: oración principal                               | Oración subordinada de relativo        | Oración subordinada de relativo |
| [Huel yehhuatl tonatiuh yezquia] [in metztli Teucciztecatl]  | in tla yeh achto onhuetzini tlehco     |                                 |
| La luna Teucciztécatl (sujeto) sería el mismo sol (atributo) | si al contrario hubiera caído al fogón |                                 |
Si anteponemos el sujeto deshaciéndo la hipérbaton, el giro sería así.
- In metztli huel yehhuatl tonatiuh yezquia... → Teucciztécatl, la luna, sería el mismo sol, si se hubiera lanzado al fuego.

| Sujeto     | Predicado                      |
| In metztli | huel yehhuatl tonatiuh yezquia |
Sabemos que la luna, cuyo nombre era Teucciztecatl, no se arrojó al fuego en primer lugar sino Nanahuatl, quien con su sacrificio se transformó en el sol.

### La aposición
Véase Anexo:Aposición al sustantivo en náhuatl
La aposición es la yuxtaposición de un elemento a otro para especificarlo o explicarlo. Es una construcción en la que un sustantivo o adjetivo tiene unidad sintáctica con su antecedente, al que acompaña sin nexo alguno.
En náhuatl suele ir precedido del relativo in. No en los nombres propios, que sí llevan el artículo determinado.
- La virgen María → In ichpochtli Maria.

- Nehhuatl Juan nichoca → Yo, Juan, lloro.

- El emperador Moctezuma → In tlahtoani Moteuczoma.

- Pedro El Cruel → Pedro in ahtetlaocoliani.

- Pedro, hijo mío → Pedroé in tinoconeuh.

- El hombre, amigo de Juan → In oquichtli in iicneuh in Juantzin.

- Moctezuma El viejo → Moteuczoma in huehue.

Los adjetivos (y asimilados) que van pospuestos llevan in.
- La Ciudad de México → In Altepetl in Mexihco.

- Habitante de Cuauhtitlán → Chaneh in Cuauhtitlan.

- El soldado, hambriento y enfadado → In yaoquixqui in apizmiqui in yollohpozonqui.

- El hombre bueno → In tlacat in cualli.

- La mujer casada → In cihuatl in namiqueh.

- El hombre soltero → In oquichtli in ahmo tenamic.

- La madre soltera → In nantli in zan iuh nemi.

- Carlos in ic macuilli → Carlos Quinto.

- Un saco de patatas (de papas) → Centlayahualolli totztli.

- Un puñado de trigo → Centlamahpictli achtli.

Pueden ser explicativas o especificativas. Las explicativas pueden ser nominales o adjetivales. Las especificativas pueden dar nombre, pueden indicar materia.
- «... monexitih in itlazohixiptlatzin in iixpan yancuican Obispo Don Fray Juan de Zumárraga»: «apareció su preciosa imagen en presencia del primer Obispo Don Juan de Zumárraga» (Ortiz, 1990 75).

Damos un ejemplo tomado del clásico, de múltiples aposiciones al pronombre nehhuatl, que deben por tanto coordinarse en número y persona.
- «Nehhuatl in nicenquizcacemihcacichpochtli, Sancta Maria, in niinantzin in huel nelli teotl Dios»: «Soy yo la enteramente por siempre virgen, María, madre del verdadero creador Dios» (Ortiz, 1990: 78).

Y otro ejemplo, cuyo antecedente es «Dios».
- In huel nelli teotl Dios, in ipal nemohuani, in teyocoyani, in tloqueh nahuaqueh, in ilhuicahuah in tlalticpaqueh: el verdadero salvador Dios, por quien se vive, el Creador, el omnipresente, señor del cielo y de la tierra (Ortiz, 1990: 78).

1) Aposiciones definidas e indefinidas.
Cuando el nombre o el pronombre complementados mediante aposición son definidos, la aposición lleva explícito el pronombre relativo in. 
- Nehhuatl in nimotah nican ninohuica → Yo, que soy tu padre, me voy de aquí → Yo, tu padre, me voy de aquí.

Cuando el nombre o el pronombre son indefinidos, la aposición no lleva explícito el pronombre relativo in. De modo que si no lleva el pronombre el complemento en aposición mediante la partícula in tenemos que considerarlo indefinido (y yehhuatl no significa él sino aquel).
- «Cequintin cencah tlapanahuia inic ixpopoyottinemih , in zan momatih in ayac teotl»: «Algunos que andan muy ciegos se piensan que Dios no existe» (Olmos, 1996: 78-9).

- «In ahmo tlatlapoloyan oncalaqui in imithualco in ichcameh zan oc cezcan ontlehco yehhuatl huel ichtecquini: «Todo aquel que no entra por la puerta al redil de las ovejas sino que sube por otro lugar es un bandido» (Olmos, 1996: 76-7).

- «Yehhuatl mocuehcuenohuia, in zan ixcahhuiloznequi inic ittaloz, ihtoloz, tenehualoz, in zan ic tepahpatzahua, tepihpitziloa, texitta, tetlaniitta, motepololtoca...»: «Aquel que se pavonea, que quiere ser él solo el centro de atención , para ser admirado, ser ensalzado, ser alabado, que por ello ridiculiza a la gente, critica a la gente, la menosprecia, la desprecia, persigue la ruina de la gente...» (Olmos, 1996: 8-9).

- «Yehhuatl mopoa, in zan nen motenehua, mocualihtoa, mopantlaza, motlanitztia, in conihtoa, in teilhuia, in tlein ahmo nelli itech cah, ahnozo ahmo oncah, ahquipiya in oquihtoh»: «Aquel que se engríe, que se enaltece excesivamente, se encumbra (fanfarronea), se endiosa (presume), se ensoberbece, que dice, que afirma, lo que no está en él (lo que no tiene), o que no hay (lo que no existe), que no tiene lo que dijo» (Olmos, 1996: 8-9).

Aunque el pronombre relativo se omite ante pronombre indefinido, es posible que se interponga el adverbio ca (que significa ciertamente, efectivamente) que de alguna manera podemos traducir como pronombre relativo que introduce aposiciones que complementan a sintagmas antecedentes indefinidos.
2) El complemento sujeto en aposición.
Debemos distinguir si la aposición es a un elemento definido o indefinido.
Cuando el complemento sujeto está en aposición al pronombre personal absoluto la indeterminación se marca con el determinante ce.
- Yehhuatl ce pilli choca → Él, un niño, llora → Un niño llora.

- Pilli choca → Un niño llora.

Y la determinación con in.
- Yehhuatl in pilli choca → Él, que es un niño, llora → El niño llora.

- In pilli choca → El niño llora.

Cuando el sujeto se expresa mediante un sintagma nominal se introduce mediante un giro de aposición. La aposición puede ir referida al prefijo verbal sujeto o en su caso al pronombre personal.
El pronombre personal se introduce mediante el giro de énfasis:
- Nehhuatl nichoca → Soy yo quien llora → Yo lloro.

- Nichoca → Lloro.

Y con aposición:
- Nehhuatl in nipilli nichoca → Yo, el niño, lloro.

- Nehhuatl (nice) nipilli nichoca → Yo, un niño, lloro.

- (Ce) pilli choca → Un niño llora.

- In pilli choca → El niño llora.

Cuando el pronombre sujeto se encuentra elidido, el prefijo sujeto puede recibir complementos en aposición.
En náhuatl exige la presencia del pronombre relativo in cuando se yuxtapone un elemento definido en posición de sujeto y la anteposición de los prefijos verbales.
- «Ticmatih in tichristianomeh in...» → «Lo sabemos (nosotros), los cristianos, que...» (Olmos, 1996: 32-33).

- In tichristianomeh ticmatih → Los cristianos lo sabemos.

- In anchristianomeh anquimatih → Los cristianos lo sabéis.

3) El complemento objeto en aposición.
Cuando el objeto verbal recibe complementos en aposición, deben concordar. El complemento definido lleva la partícula in.
- In octli techpactia in timexihcah → El pulque nos gusta a los mexicanos.

- «In iuh quintelchihua in tetah in ipilhuan in ahmo quitlacamatih , in zan ic quintohtocac, zan no ic quinhualtohtocac, quinhuallaz dios in ilhuicac in itlachihualhuan, in ahmo cualtin angelomeh in diblomeh»: «Así como desprecia el padre a sus hijos que no le obedecen, que sólo por ello los corre, también solo por ello corrió, arrojó Dios en el cielo a sus criaturas, a los ángeles malos, a los diablos» (Olmos, 1996: 14-5).

4) Cuando la aposición es al objeto que ocupa el lugar del pronombre te-'.
El pronombre objeto va en plural cuando hay algún complemento en plural. El siguiente ejemplo es muy interesante porque el elemento en plural es el poseedor, porque lo poseído no es pluralizable.
El pronombre personal absoluto en aposición al objeto que ocupa el lugar del pronombre  te-, siempre va antecedido del relativo in sin que ello indique determinación.
- «Cencah quincualancaitta Dios in ome iyolloh, ome in inehnepil in zann nen tlapictinemih»: «En gran manera los odia Dios (a ellos) el corazón doble, la doble lengua de los hipócritas» (Olmos, 1996: 12-3).

Puede ser que el pronombre personal mitz funcione como complemento directo y el pronombre personal absoluto como complemento del complemento directo (en aposición).
- Niteitta (veo) → Nimitzitta (te veo) → Nimitzitta in tehhuatl, tice timexicatl (te veo a ti, un mexicano).

En el ejemplo pronombre personal tehhuatl lleva in antepuesto porque para preguntar por él se utiliza el interrogativo ¿in aquin? (¿A quién?):
- ¿In aquin niquitta? In tehhuatl (tice) timexihcatl nimitzitta → ¿A quién veo? A ti, un mexicano, te veo.

Se distingue así del interrogativo ¿aquin? (¿quién?) que pregunta por el sujeto y no por el objeto.
- ¿Aquin mitzitta? Nehhuatl nimitzitta → ¿Quién te ve? Yo te veo.

El pronombre personal para preguntar por el objeto es ¿tlein?, que no va precedido de la partícula in —¿in tlein?— .
- Nimitzmaca in tapayolli in tehhuatl → Te doy la pelota a ti.

- ¿Tlein nimitzmaca? Yehhuatl in tapayolli → ¿Qué te doy? Ella, la pelota.

Puede ocurrir que el pronombre personal absoluto in tehhuatl funcione como complemento indirecto en aposición a un complemento indirecto (mitz).
- Nitetlamaca (doy) → Nimitztlamaca (te doy) → Nimitztlamaca in tehhuatl (te doy a ti algo).

Si el pronombre absoluto en aposición lleva a su vez complementos en aposición, estos llevan también el
pronombre relativo in si son determinados. En realidad están también en aposición a mitz.
- Techmaca in tehhuantin in timexihcah (nos lo da a nosotros los mexicanos).

No es necesario que el pronombre personal figure.
- Techmaca in timexihcah ( nos lo da a los mexicanos).

Si la aposición al pronombre introduce complementos indeterminados, no llevarán el relativo in.
- Techmaca in tehhuantin ticemeh timexihcan (nos lo da a nosotros, unos mexicanos).

Cuando la aposición al objeto y el sujeto no pueden confundirse, no es preciso anteponer el relativo in. Ello no supone falta de determinación. Pero es mejor anteponer tal partícula.
- «Intla (in) ichpochtli nicanaz, ahtle ipan nechittaz... ahcic tetlaximaz. Intla nicanaz (in) ilamatzin ahhuelnechpalehuiz»: «Si elijo a la joven, nada verá en mí... y con seguridad me engañará con otro. Si escojo a la anciana, ésta no me satisfará...» (Olmos, 1996: 126-7).

5) Cuando la aposición es al objeto que ocupa el lugar del pronombre tla-'.
Del mismo modo que el prefijo verbal sujeto puede ser interpretado como él (prefijo definido) o uno (prefijo indefinido), el prefijo objeto verbal que recibe aposiciones puede ser definido o indefinido, llevando o no la partícula in
Cuando el sustantivo va en aposición directamente al objeto verbal, puede ser determinado o indeterminado.
- Niccua yehhuatl in tlaxcalli → La como, a ella, la tortilla de maíz → Como la tortilla de maíz.

- Niccua yehhuatl ce tlaxcalli → La como, a ella, una tortilla de maíz → Como una tortilla de maíz.

Como para preguntar por el objeto el interrogativo es ¿tlein (niccua)? y no ¿in tlein (niccua)?, el pronombre es yehhuatl y no in yehhuatl. 
- ¿Tlein ticcua? In tlaxcalli, yehhuatl. → ¿Qué comes? La tortilla de maíz, a ella.

No ocurre lo mismo en el siguiente ejemplo.
- Yehhuatl in chiquilictli quicua in yehhuatl in azcatl → La cigarra come a la hormiga (y no a la inversa).

Para preguntar ¿quién come? y a quién come? como se trata de animales (que si son objeto se suplen por el pronombre verbal -tla-, se usan los pronombres interrogativos ¿tlein? (¿quién?) e ¿in tlein? (¿a quién?). De ahí que el pronombre yehhuatl en el caso del sujeto no lleve in y sí en el caso del objeto.
El pronombre personal puede omitirse, en cuyo caso la aposición va referida a los prefijos verbales.
- «Cencah quicualancaitta dios «in nepoaliztli»»: «En gran manera odia Dios la soberbia» (Olmos, 1996: 12-3).

- «Ihcuiliuhtoc ca yehhuatl, in Toteucyo Jesu Christo, oquitelchiuh ce cuahuitl itoca higuera in ahtlei itech mochihuaya. Inezca in tlahtlacoani in ayic monemilizcuepa, zan mochipa tlatziuhtinemi»: «Está escrito que Él, Nuestro Señor Jesucristo, despreció un árbol denominado higuera, que no producía nada. Representa al pecador que nunca se corrige y siempre vive en la indolencia»  (Olmos, 1996: 212-3).

- «Porque nuestro primer padre, llamado Adán, robó sólo una frutita que le había vedado Dios»: «Yehica yehhuatl in achto totah in itoca Adan, ca centetl xocotzintli in oquichtec in oquimocahualtilica dios» (Olmos, 1996: 88-9).

El objeto puede estar en una oración pasiva como sujeto.
- «Totahtziné Diosé ma huel nohuian ihtolo, tenehualo in mosanctotocatzin»: «Padre Nuestro, Dios, que por todas partes sea alabado, elogiado (él) tu santo nombre» (Olmos, 1996: 38-9).

- «Yehhuatl ipampa nemi tlahueliloc in tlalticpac inic monemilizcuepaz ahnozo inic ehehcoloz in cualli iyolloh»: «Aquel que es perverso vive en la tierra o para enmendarse o para que ejercite su corazón el bueno» (Olmos, 1996: 100-1).

- Auh in axcan inic huel imacahxoz yehhuatl tlahtlacolli in cualantli namechihuiz quezquitlamantli in itech quiza: Y ahora, para que sea evitado el pecado de la ira diré todo cuanto proviene de él  (Olmos, 1996: 184-5).

6) El complemento pronominal en aposición.
- Notech timixcuitia → Tomas ejemplo en mí → Me tomas como ejemplo.

- Itech timixcuita → Tomas ejemplo en él → Lo tomas como ejemplo.

La aposición es al pronombre, no a la preposición.
- «Ma notech ximixcuitican»: «Tomad ejemplo en mí» (Olmos, 1996: 12-3).

- «... itettzinco in toteucyo Jesu Christo, timixcuitiz»: «... tomarás ejemplo en él, en Nuestro Señor Jesucristo»  (Olmos, 1996: 12-3).

Los pronombres preposicionales van complementado al verbo y su aposición puede anteceder al sintagma verbal, posponerse al mismo o ir en la mitad.
- Iixpan ninopechteca in notah → Me humillo ante él, (que es) mi padre.

- In notah iixpan ninopechteca → Me humillo ante él, (que es) mi padre.

- Iixpan in notah ninopechteca → Me humillo ante él, (que es) mi padre.

7) En náhuatl no existen preposiciones ni posposiciones en determinados giros.
El pronombre interrogativo ¿in aquin? significa ¿a quién?, ¿de quién?, ¿para quién?, ¿ante quién?, ¿por quién? o ¿con quién? porque es un pronombre que está en aposición al verbo.
- ¿In aquin itech pohui in amoxtli? In nehhuatl notech pohui. → ¿A quién le pertenece el libro? A mí me pertenece.

- ¿In aquin ica tihuetzca? In tehuatl moca nihuetzca. → ¿De quién te ríes? De ti me río.

- ¿In aquin ixpan nopan titlahtoa?  In yehhuatl ixpan mopan nitlahtoa. → ¿Ante quién intercedes por mí? Ante él por ti intercedo.

8) Cuando se quiere expresar una preposición se suple mediante giros.
- Ipan quihtoa in Pedro → Lo dice de Pedro.

- Ipan quihtoa in:  → (Lo dice) de:

- Ipan mihtoa in quenin quimpehpenayah tetlatzontequilianimeh → De cómo elegían jueces  (Sahagún, HGNE, Libro VIII, f. 36, p. 286, anverso).Necesario colocar obra en la bibliografía[cita requerida]

- Ipan mihtoa in: → (Se dice) de:

- Itech pohui in Juan → De Juan (le pertenece a Juan).

- Itech pohui in:  → De:

- Ipan yauh in: → (Le afecta) a:

- «Y ahora, para que no se alargue el sermón, no se dirán todos y cada uno de los aspectos que afectan a los hijos de la soberbia»: «Auh in axcan, inic ahmo huehcahuaz in tlahtolli, ahmo mihtoz in quexquich in icehcentlamantli ipan yauh in ipilhuan in nepoaliztli» (Olmos, 1996: 8-9).

Al tratar de las preposiciones se explican estos giros.
9) El giro propio de los verbos semiatributivos.
Los verbos semiatributivos son aquellos verbos que en castellano se asemejan a los verbos atributivos (ser, estar, parecer), que son los que llevan un atributo.
Quedarse asombrado.
Sentirse bien.
Volverse loco.
Resultar interesante.
Ponerse colorado.
Encontrarse mareado.
LLegar a ser estresante.
En náhuatl los verbos semiatributivos introducen el atributo mediante un giro propio que no es giro de aposición, porque falta el relativo in.
- Ninotocayotia niJose → Me llamo José.

- Ninocuepa nixolopihtli → Me vuelvo loco.

- Oninocuep nicoatl → Me convertí en serpiente.

- Mi totonqui in xocolatl→ El chocolate se bebe caliente.

Solo el verbo lleva las marcas temporales.
- Ninocuepaz nixolopihtli → Me volveré loco.

El atributo puede preceder al verbo.
- Nixolopihtli ninocuepaz → Me volveré loco.

## El núcleo oracional y sus complementos
Así como en las gramáticas de lenguas indoeuropeas el núcleo de la oración es el verbo y es él el que recibe los complementos (el complemento sujeto, el acusativo, el dativo, el genitivo y el ablativo), en el náhuatl es el sujeto el núcleo de la oración y él recibe los distintos complementos (el complemento verbal, el ablativo, el acusativo y el dativo).

### El nominativo
Véase el enlace el Nominativo en la lengua náhuatl.

### El acusativo
Véanse los enlaces Acusativo en lengua náhuatl y Acusativo indefinido en náhuatl.

### El dativo
Véase el enlace Dativo en náhuatl.

### El genitivo
Véase el enlace Complemento genitivo del sustantivo nahua.

### El ablativo
Véase el enlace Ablativo en náhuatl.
Véase el enlace Complemento ablativo en tetech en náhuatl.

### El vocativo
Véase el enlace El vocativo en náhuatl.

### El sintagma verbal
Véase el enlace Sintagma verbal en náhuatl clásico

## Los determinantes
El artículo determinado —el, la, los, las— y el indeterminado —un, uno, una, unos, unas— los hemos ido viendo más arriba; y los veremos al tratar de los pronombres.
- Nehhuatl in nicpochtli Maria → Yo soy la virgen María.

- Tehhuantin ticemeh in titeopixqueh → Nosotros somos unos de los sacerdotes.

- Ce oquichtli → Un hombre.

- In cihuatl → La mujer.

- In cuanaca → El gallo.

- In tlatlatzqui → La gallina.

- In cuanacaconetl → El pollo.

- In cihuah → Las mujeres.

- In oquichtin → Los hombres.

Los pronombres se convierten en determinantes cuando acompañan a un nombre.
- Acah (alguien) → Acah oquichtli (algún hombre).

- Tlei achitzin (poca cosa) → Tlei achitzin iztatl (poca sal).

- Ce (uno) → Ce cihuatl (una mujer).

- In (el que, la que, los que, las que) → In tochtli (el conejo).

El determinante ce no es invariable, por lo que como determinante tampoco es invariable.
- Amehhuantin ancemeh in yehhuantin → Vosotros sois unos de ellos.

- Cemeh cihuah → Unas mujeres.

- Cemeh in cihuah → Unas de las mujeres.

Los nombres que no admiten el plural llevan los determinantes en singular.
- Ce ahcopechtli (una mesa) → Ce ahahcopechtli (unas mesas).

- In tlahuilcalli (una lámpara, un farol) → In tlahtlahuilcalli (las lámparas, los faroles).

## Pronombres y sintagmas pronominales
Los pronombres se introducen como sujeto mediante el giro de énfasis.
- Nehhuatl nichoca → Soy yo quien llora → Yo lloro.

Muchos pronombres pueden tener antepuestos los pronombres personales.
Los pronombres personales son:
- Nehhuatl → Yo.
- Tehhuatl → Tú.
- Yehhuatl → Él, ella, ello.
- Tehhuantin → Nosotros, nosotras.
- Amehhuantin → Vosotros, vosotras.
- Yehhuantin → Ellos, ellas.

Además, tienen formas abreviadas y medias, las cuales únicamente corresponden en el singular.
- Neh, nehhua → Yo.
- Teh, tehhua → Tú.
- Yeh, yehhua → Él, ella, ello.
- Tehhuan → Nosotros, nosotras.
- Amehhuan → Vosotros, vosotras.
- Yehhuan → Ellos, ellas.

Encontramos su forma reverencial que sirve para expresar respeto ya sea a nuestro interlocutor o de la tercera persona de quien se habla. Se forman con los sufijos reverenciales -tzin y tzitzin a la forma media, por lo que no llevan sufijo absoluto -tl o -tin. La primera persona del singular carece de reverencial. 
- Tehhuatzin → Usted.
- Yehhuatzin → Él, ella → El honorable, la honorable.
- Tehhuantzihtzin → Nosotros → Yo y ustedes.
- Amehhuantzihtzin → Ustedes.
- Yehhuantzihtzin. → Ellos, ellas → Los honorables, las honorables.

Los pronombres personales pueden estar en aposición.
- Ma topan huallauh in tehhuantin in motlahtocayo → Que nos venga a nosotros tu reino → Venga a nosotros tu reino.

Pueden recibir complementos en aposición.
- Yehhuatzin in huehuehtzin ahmo moyetzticah → El honorable anciano no está.
- Ma topan huallauh in tehhuantin in timexihcah in motlahtocayo → Venga a nosotros los mexicanos tu reino.

Pero el pronombre personal puede quedar elidido.
- Ma topan huallauh in motlahtocayotzin → Que nos venga tu reino (a nosotros).
- «Totahtziné Diosé, ma topan hualahci motlahtocayottzin»: «Oh Dios, Padre Nuestro, que venga a nosotros tu reino» (Olmos, 1996: 78-9). Literalmente: «que nos alcance tu reino».

Se antepone el adverbio huel al pronombre para enfatizar la identidad del sujeto (huel nehhuatl),  yo mismo, precisamente yo
- «Y ahora aquello que en primer lugar nace de la envidia, que es precisamente la calumnia»: «Auh in axcan yehhuatl inic 1. in itech quiza in neyolcohcoliztli, huel yehhuatl in tetech tlatlamiliztli» (Olmos, 1996: 244-5).

Puede posponerse el demostrativo singular in o el plural on.
- Huel yehhuatl in → Precisamente esto mismo.

Se puede expresar un énfasis de los pronombres, de manera que parece un pleonasmo. Se trata de un giro propio de la aposición, donde los pronombres objeto se encuentran en composición con el verbo.
- Nechpactia in octli.

En este caso podemos enfatizar el pronombre anteponiendo el sintagma pronominal en aposición como sigue.
- In nehhuatl nechpactia in octli → A mí me gusta el pulque.

Puede ocurrir que el pronombre adopte otras formas.
- Notech pohui in amoxtli → Me pertenece el libro.

En este caso enfatizamos el pronombre anteponiendo el sintagma pronominal como sigue.
- In nehhuatl notech pohui in amoxtli → A mí me pertenece el libro.

Puede ocurrir que el pronombre adopte otras formas.
- Moca nihuetzca → Me río de ti.

### Los pronombres demostrativoséste,ese,aquel(yehhuatl in,yehhuatl on,yehhuatl)[33]
Los pronombres personales de tercera persona tienen valor demostrativo. Yehhuatl cubre todos los géneros: él, ella, ello, aquel, aquella, aquello.
- Yehhuatl in → Este.
- Yehhuatl on → Ese.
- Yehhuantin in → Estos.
- Yehhuantin on → Esos.
- Inon → Eso
- Inin → Esto.
- Inihqueh in → Estos.
- Inihqueh on → Esos.

En el náhuatl clásico, como consecuencia del giro de focalización, el pronombre más utilizado es «yehhuatl» (él, ella, ello) con un valor demostrativo, para indicar «ése» —de aquí o de ahí— (o «ésa» y «eso», si pensamos en los géneros femenino y neutro):
- ¿Quién es (ése / aquel) al que cantan los soldados? (o ¿A quién le cantan los soldados?): ¿Ac yehhuatl in aquin quicuicatiah in yaoquizqueh?

Puede ir acompañado de las partículas «i(n)» y «o(n)», para indicar cercanía y lejanía (ese de ahí o ése de allá): yehhuatl in o yehhuatl on. O de otras partículas, con el mismo sentido: «Yehhuatl in ompa cah» («Ése que está allá»). Porque yehhuatl reúne en sí mismo todas las variantes (éste, ese, aquel). Puede ir contraído en yehi y yeho.
Las formas «inin» e «inon» son totalmente equivalentes, por ser el mismo giro con elisiones:
- Ése de ahí: (Yehhuatl) in in.
- Ése de allá: (Yehhuatl) in on.

Además encontramos que yehhuatl se utiliza como pronombre indefinido siendo una aposición que se pospone al verbo.
- «Yehhuatl ipampa nemi tlahueliloc in tlalticpac inic monemilizcuepaz ahnozo inic ehehcoloz in cualli iyolloh»: «Aquel que es perverso vive en la tierra o para enmendarse o para que el bueno ejercite su corazón» (Olmos, 1996: 100-1).

Con este giro se incorporan dos aposiciones:
- Yehhuatl tlahueliloc → Aquel que es perverso.
- Yehhuatl nemi in tlalticpac → Aquel que vive en la tierra.

Y el verbo nemi tiene dos aposiciones:
- Ipampa nemi inic monemilizcuepaz → O bien vive para enmendarse.
- Ipampa nemi inic ehecoloz in cualli iyolloh → O bien vive para que el bueno ejercite su corazón.

Literalmente:
- Es para ello que vive un perverso en la tierra, bien para enmendarse, bien para que el bueno se ejercite.

### El pronombre demostrativo indefinidotanto(izqui)
En plural tantos (izquintin).
- «Nehhuatl nimitzmacaz izqui ahnozo izqui»: «Yo te daré tanto o tanto (Arenas, 1611: 59).

También funciona como determinante:
- «Ticcohuaz intla huel tiquimittaz izquintin zoltin»: «Comprarás si las hallares tantas codornices» (Arenas, 1611: 16).

### Pronombres posesivos
La forma pronominal sirve para expresar el pronombre posesivo nuestro, vuestro, suyo.
- ¿In ical in aquin, in amehhuantin ahnozo in tehhuantin? → ¿La casa de quién, la vuestra o la nuestra?
- In naxca → La mía.
- In maxca  → La tuya.

A veces el objeto poseído va pospuesto o elidido:
- In Pedro ical → La casa de Pedro.

En este último caso se suele presentar un problema interpretativo. Porque en náhuatl in Pedro significa a la vez Pedro (sustantivo), es Pedro (predicado nominal) y de Pedro (sintagma preposicional). Si sólo queremos decir “de él”, “de Pedro” o “de la casa”, a falta de objeto poseído a veces se hace necesario marcar el sintagma preposicional que suple el caso genitivo con el adverbio ye: in ye calli (“de la casa”), ye Pedro (“de Pedro”) o in ye yehhuatl (“de él”). Literalmente “que es de él”. Pero se debe evitar traducir el adverbio ye como una preposición.
Para expresar “mío”, “tuyo”, “suyo”, se forma con el sustantivo axcaitl (patrimonio, pertenencias) y los determinantes posesivos (no, mo, i, to, amo, in).
- Ca naxca → Es mío.
- Ca maxca → Es tuyo.
- Ca iaxca → Es suyo.
- Ca taxca → Es nuestro.
- Ca amaxca → Es vuestro.
- Ca imaxca → Es suyo.

Como determinantes posesivos acompañan al nombre:
- Notahtzin → Mi padre / Padre mío.
- Noyolloh → Mi corazón.
- Motahtzin → Tu padre.
- Itahtzin → Su padre.
- Iyolloh → Si corazón.

### Algunos pronombres indefinidos
1) Hemos explicado los pronombres un y unos (ce y cemeh) al tratar de los determinantes definido e indefinido. 
- Ce → Un, uno.
- Cemeh → Unos.

A veces encontramos cequin o cequintin por cemeh.
- Cequin cihuah → Unas mujeres, algunas mujeres.

Cuando el hablante quiere dirigirse a un grupo y a la vez a una persona que pertenece a ese grupo específico, por ejemplo, al grupo de las mujeres, puede decir una de vosotras que sois mujeres o al grupo de los hombres pudiendo decir uno de nosotros los hombres. 
El pronombre tehhuantin puede recibir un complemento en aposición, que al ser indefinido no lleva in.
- Ce tehhuantin toquichtin → Ce toquichtin → Uno de nosotros que somos hombres → Un hombre (dicho por un hombre a un grupo de hombres).
- Ce amehhuantin ancihuah → Ce ancihuah → Una de vosotras que sois mujeres → Una mujer (dicho por un hombre a un grupo de mujeres).

Como hemos visto, cuando el nombre no complementa al pronombre, sino que lo sustituye, suprimimos el pronombre.
Y cabe el giro en plural.
- Cemeh ancihuah → Unas mujeres.
- Cemeh toquichtin → Unos hombres.

Este giro puede ser usado tanto por hombres como por mujeres. Pero adaptado a cuando habla una mujer.
2) El pronombre cada cual o cada uno (cehcenyaca, cehcemeh, cuando acompaña a un nombre o a un pronombre funciona como determinante.
- Cehcenyaca in tehhuantin → Cada uno de nosotros.
- Cehcenyaca in amehhuantin → Cada uno de vosotros.
- Niquimmacaz in cehceyaca in yehhuantin in imaxca → Les daré a cada cual lo suyo.
- Niquimmacaz in cehcemeh in imaxca → Les daré a cada uno lo suyo.

3) El pronombre indefinido otro (cequi), se puede traducir como algún otro o simplemente como otro.
Como hemos dicho, en función de pronombre lleva los prefijos sujetos.
- Ticemeh otimohuicaqueh, ticequintin timonactihqueh → Unos nos fuimos (de aquí), otros nos quedamos.

En plural adopta la forma cequintin.
- Cemeh yahuih, cequintin hualhuih → Unos van, otros vienen.

4) El pronombre indefinido otro más (cosas, personas) se dice oc cequi. 
5) El pronombre indefinido algo más aún o alguno más se dice oc achi cequi.
6) El pronombre indefinido otra cosa más o algo más se dice tlei oc cequi.
7) El pronombre indefinido no tanto se dice aocmo noquel ixquich.
8) El pronombre indefinido neutro de cantidad más se dice miec.
9) Los pronombres indefinidos alguien, alguno (acah) y algo, alguno (itlah):
- Acah → Alguien, alguno, alguna.
- Acahmeh → Algunos, algunas.
- Itlah → Algo, alguno, alguna, algunos, algunas.

Estos pueden recibir complementos:
- Itlah in neuctli → Algo de miel.

El complemento lleva la partícula «in» y el pronombre puede sustituirse por un sustantivo.
- Neuhcayotl in neuctli → Pan de miel.

10) Los pronombres indefinidos negativos nadie, ninguno (ayac, ayac cemeh) y nada, ninguno (ahtle) 
- Ayac → No es nadie. No existe.
- Ahtaqueh → No somos nadie. No existimos.
- Amayaqueh → No sois nadie. No existís.
- Ayaqueh → No son nadie. No existen.

E incluso.
- Aoc nac → Ya no soy nadie. Ya no existo.
- Aoc tac → Ya no eres nadie. Ya no existes.
- Aoc ac → Ya no es nadie. Ya no existe.
- Aoc taqueh → Ya no somos nadie. Ya no existimos.
- Aoc amaqueh → Ya no sois nadie. Ya no existís.
- Aoc ayaqueh → Ya no son nadie. Ya no existen.

Cuando ayac va seguido de un verbo que no está en tercera persona del singular sino en plural, significa ninguno (de nosotros), ninguno (de vosotros), ninguno (de ellos). Como en castellano decimos «no fuimos ninguno (de nosotros)» con el verbo en plural.
Como determinantes, acompañan al nombre:
- Ayac pilli → Ningún niño.
- Ahtle amoxtli → Ningún libro.

Y con aoc:
- Aoc tlein in nacatl → Ya no hay nada de carne. Ya no hay carne. Ya no queda carne.

11) Los pronombres indefinidos nadie más y nada más, aoc ac, aoc tlein
- Aoc(mo) tlein nicnequi → Ya no quiero nada más (a partir de ahora no quiero nada más).
- Aye(mo) tlein nicnequi → Todavía no quiero nada más (por ahora no quiero nada más).
- Aoc(mo) ac huitz → Ya no viene nadie más.
- Aye(mo) ac huitz → Todavía no viene nadie más.

12) El pronombre indefinido «aquello» o «algo» in tlein o tlein. Los complementos en aposición en castellano pueden traducirse con lo o lo que. Las aposiciones no llevan el pronombre relativo in.
- «In tlein ahcualli, ahyectli, axixtli, cuitlatl, in quiyolotia in Diablo»: «Aquello que es malo, lo perjudicial, lo inmoral, lo que gusta al Diablo» (Olmos, 1996: 70-1).

Como hemos dicho arriba, Tlein seguido de oc cequi significa algo más.
El pronombre in tlein (cualquier) puede funcionar como determinante cuando acompaña a un sustantivo.
13) El pronombre indefinido in sirve para formar oraciones relativas que se asemejan a construcciones participiales:
- In tlanamaca (el que vende, todo aquel que vende) → Tlanamacac (vendedor).
- In cuica (el que canta, todo aquel que canta) → Cuicani (cantante).

14) El pronombre indefinido sujeto «quien quiera que» o «cualquiera» zazo aquin. Cuando va precedido de in significa «a cualquiera» 0 «a quien sea» (in zazo aquin) en función de complemento indirecto.
En los textos antiguos encontramos «in tlein» (lo que sea) por «zazo tlein» (cualquier cosa) e «in aquin» (el que sea) por «zazo aquin» (cualquiera). Pero es muy recomendable utilizar zazo para ganar en claridad.
Tiene forma plural.
- In zazo aquihqueh → quienes quiera que sean los que...
- «In zazo aquihqueh cuicah, huel quichihuah»:  «Quienes quiera que sean los que cantan, lo hacen bien».

15) El pronombre indefinido poco o poca cosa se dice tlei achitzin:
- Ma xinechmaca tlein achitzin → Dame poca cosa → Ponme poco.

Como determinante: Ma xinechmaca tlein achitzin iztatl → Ponme poca sal.
16) Pronombres de exclusión cel significa solo (hacer algo en soledad):
- Icel Mexihco omohuicac → Salió solo de México.

Se combina con los determinantes posesivos.
- Nocel → Yo solo.
- Mocel → Tú solo.
- Icel → Él solo.
- Tocel → Nosotros solos.
- Amocel → Vosotros solos.
- Incel → Ellos solos.

Pueden ir precedidos del pronombre absoluto con valor de determinante:
- Nehhuatl nocel oyah → Fui solo.

Como determinante «El único», puede ir combinado con un sustantivo.
- In icel Dios → El Dios único.

Se opone a iyoh, pronombre que significa solamente.
- Nehhuatl niyoh oniquihtoh itlah → Sólo yo lo dije algo → Únicamente yo dije algo.

17) En los textos clásicos se encuentra escrito miec (singular); miequin,  miequintin o miectin (plural).
- Miquintin oyahqueh → Muchos se fueron.

Puede funcionar como nombre.
- In miequintin → La muchedumbre.

Como determinante indefinido: Mucho, abundante, copioso, inmenso, excesivo, demasiado.
- Miec amoxtli → Muchos libros.
- Miequintin temachtianimeh → Muchos profesores.

18) El pronombre bastante poco o poca cantidad zan quexquich. Se contrapone a achi quexquich (“bastante”). 
En plural es zan quexquichtin.
- Nitlahtoa zan quexquich → Hablo poco.
- Ohuallahqueh zan quexquichtin → Vinieron pocos.

Como determinante:
- Zan quexquichtin tlacah nechtlazohtlah → Pocas personas me aman.

19) Poco (tepitzin) y poquito (zan tepitzin). Indica poca cantidad. A veces va precedido de zan para indicar muy poca cantidad (poquito).
- Mirad que es tarde y hemos hecho muy poco → Ma xiquittacan ca ye tlahcah auh in ye toconchihuah zan tepitzin.

Como determinante, acompañando a un sustantivo, a un adjetivo:
- Titlahtoaya ica zan tepitzin netemachiliztli → Hablabas con muy poca confianza → Poquita confianza.

20) El pronombre tlein seguido de oc cequi significa algo más y un poco más.
21) El pronombre bastante o bastante cantidad (achi quexquich),
- Nicahcicamati achi quexquich → Entiendo bastante.

Como determinante cuando acompaña a un sustantivo o a un adjetivo:
- Omochiuh ye achi quexquich xihuitl → Sucedió hace bastantes años.
- Achi quexquich patio → Bastante costoso.

### Los pronombres interrogativos y adverbios interrogativos
1) El pronombre en giro de énfasis ¿quién? (¿aquin?). Sirve para preguntar por el sujeto cuando es un humano.
- «¿Aquin mitztolinia?»: «¿Quién te maltrata?» (Arenas, 1611: 105).

El pronombre interrogativo ¿quién de vosotros? (¿ac in amehhuantin?)
- ¿Ac in yehhuantin oquihtoh? → ¿Quién de ellos lo dijo?

Puede invertirse el orden. Se advierte entonces que el interrogativo puede empezar por in sin perder su condición de interrogativo.:* ¿In yehhuantin ac oquihtoh? → ¿De vosotros, quién lo dijo?
Los pronombres interrogativos ¿a quién? y ¿de quién? están en aposición a un pronombre. El pronombre interrogativo sustituye al pronombre en énfasis (in tehhuantin, in amehhuantin). No llevan ninguna preposición.
Si el pronombre en énfasis no lleva preposición, tampoco el interrogativo que pregunta por él.
2) El pronombre interrogativo ¿con quién? (¿in aquin inahuac?).
- ¿Con quién sales? → ¿In aquin inahuac tiquiza?

Pero se puede recurrir a otro giro, poniendo al pronombre de sujeto, si el sentido lo permite.
- ¿Quién sale contigo? → ¿Aquin motloc quiza?
- «¿Quién se fue con él?»: «¿Aquin inahuac oyah?» (Arenas, 1611: 109).

3) El pronombre interrogativo ¿con quién? (¿in aquin itlan?).
- «¿(In) aquin itlan ticah?»: «¿Con quién estás?» (Arenas, 1611: 36).

4) El pronombre interrogativo ¿Qué? (¿tlein?). Sirve para preguntar por el sujeto o el objeto no humanos. En realidad, es un pronombre relativo interrogativo (¿Qué cosa?).
- «¿Tlein mitzcocohua?»: «¿Qué te duele?» (Arenas, 1611: 93).
- «¿Tlein mitztequipachohua?»: «¿Qué te preocupa?» (Arenas, 1611: 94).

Sirve para preguntar por el objeto cuando no es humano.
- ¿Tlein ticcua? → ¿Qué comes?

Puede ir en plural, si va referido a sustantivos pluralizables.
- ¿Tleihqueh tehhuantin? → ¿Qué cosa somos nosotros?

5) El pronombre ¿cuál (cosa)? (¿catleh?). El pronombre ¿catleh? es una contracción de ¿catlehhuatl? (¿qué cosa? o ¿qué persona?').
- ¿Catleh mitzpactia → ¿Cuál te gusta?
- «¿Catlehhuatl  in ohtli in ompa?»: «¿Cuál es el camino a allá (a tal parte)?»  (Arenas, 1611: 34).

6) El pronombre ¿cuál (persona)? (¿Catleh?). El pronombre ¿catleh? es una contracción de ¿catlehhuatl? (¿cuál de ellos?). Y tiene una forma plural ¿catleihqueh? (¿cuáles de ellos?) que se construye en paralelo a ¿aquihqueh? (¿quiénes?) y a ¿tleihqueh? (¿qué cosas?).
- ¿Catleihqueh omitznotzqueh? → ¿Cuáles te llamaron?

7) El pronombre interrogativo ¿en qué lugar?, ¿dónde? (¿can?). El pronombre relativo «¿en qué lugar?» se suple con el adverbio relativo «¿dónde?.
- «Can timotlatiz, can timianaz, in ticnotlacatl?»: «¿Dónde te cobijarás, dónde te guarecerás tú, hombre humilde?» (Olmos, 1996: 14-5).

Con el sufijo -pa (hasta) se añade un matiz algo distinto de manera enfática («¿adónde?», «¿a qué lugar?»).
- «Omohuitic, o motlahueliltic campa tiaz, campa toncalaquiz?»: «Desdichado, infeliz, ¿adónde irás? ¿a dónde emigrarás?» (Olmos, 1996: 14-5).

8) El pronombre interrogativo ¿en qué lugar?, ¿dónde? (¿canin?, ¿campa?). El adverbio castellano dónde es un compuesto («de», «onde») y significa en dónde. 
Del mismo modo campa es un compuesto. Can significa lugar y pa significa de o hacia.
- ¿Campa timoyetzticah? Nicah campa tehhuatl timoyetzticah → ¿Dónde estás? Estoy donde estás tú.

El adverbio canin es sinónimo del anterior. Es un adverbio relativo que significa en qué lugar.
- «¿Canin ye nicah? ¿Canin ye ninotta?»: «¿Dónde estoy? ¿Dónde me hallo?  (Ortiz, 1990: 76).
- ¿Canin oancatcah? → ¿Dónde estuvistéis?

9) El adverbio relativo interrogativo ¿adónde? (¿campa in?). El adverbio relativo «¿adónde?» equivale al adverbio relativo interrogativo ¿a qué lugar?.  Y siendo interrogativo se escribe todo unido «¿adónde?» en castellano —o simplemente «¿dónde?».
- «¿Campa tiauh»: «Adónde vas?»  (Arenas, 1611: 68).
- «¿Campa in oyah?»: «¿Adónde fue?» (Arenas, 1611: 5).

Las respuestas invierten el orden, puesto que empiezan por la partícula in —que en el interrogativo va pospuesta—.
- In oncan → Allí (a allí).
- In Mexihco → A México.

10) El adverbio relativo interrogativo ¿de dónde? (¿campa ye?). Equivale al adverbio relativo  «¿de qué lugar?».
- «¿Campa ye tihuitz?»: «¿De dónde vienes?» (Arenas, 1611: 36).

11) El adverbio relativo interrogativo ¿por dónde? (¿campa ic?, ¿cayepa? o ¿can yeppa?). Equivale al pronombre relativo interrogativo ¿por qué lugar?, ¿por qué parte?.
- ¿Campa ic ticah? Ic campa ticah tehhuatl → ¿Por dónde estás? Por donde estás tú.

Con verbos de movimiento se suele utilizar seguido de la partícula ic.
- «¿Campa ic in otipanoc tehhuatl?»: «¿Por dónde pasaste tú?» (Arenas, 1611: 35).

Con verbos estáticos el interrogativo ¿campa? (¿Adónde?) se utiliza en el mismo sentido.
- «¿Campa ticah?»: «¿Adónde estás?» «¿Por dónde estás?» «¿Dónde estás?».

12) El adverbio relativo interrogativo ¿hacia dónde? (¿campa oc achi?).
- ¿Campa oc achi tiyauh? Oc achi campa ticah tehhuatl → ¿Hacia dónde vas? Hacia donde estás tú.

La respuesta puede ser:
- Oc achi oncan → Hacia ahí.
- Oc achi ompa → Hacia allá..

13) El pronombre interrogativo ¿para qué? («¿tlein inic?»).
Se forma con el instrumental inic pospuesto. ¿Con qué motivo? ¿Por qué causa?
- ¿Tlein inic niquihtoz? → ¿Para qué he de decirlo?

Frecuentemente se abrevia en ¿tlein ic?:
- Tlein ic oyah Pedro Mexihco? : ¿Para qué iría (habrá ido) Pedro a México? (Olmos, 1996: 268).

Pero en realidad ¿tlein ic? significa ¿de qué?:
- «¿Tlein ic omomiquilih?»: «¿De qué murió?» (Arenas, 1611: 107).

14) El pronombre interrogativo causal ¿por qué? (¿tleican?).
- «¿Tleican ahmo tiquihtohua?»: «¿Por qué no lo dices?» (Arenas, 1611: 102).

15) El pronombre interrogativo causal ¿por qué? («¿tle ipampa?»). Sirve para preguntar la causa de una acción consecutiva.
- «¿Tle ipampa ahmo ticcuaz? Ahmo nechpactia, ipampa inon ahmo niccuaz»: «¿Por qué causa no lo has de comer? No me gusta, por eso no lo he de comer».

16) El pronombre interrogativo modal ¿cómo? («¿quen?»)
- ¿Quen ticah? → ¿Cómo estás?

Para preguntar por el nombre de alguien se usa el interrogativo ¿tlein?.
- «¿Tlein itoca inin altepetl?»: «¿Cómo se llama este pueblo?» (Arenas, 1611: 35).

17) El adverbio relativo interrogativo temporal ¿cuándo? (¿iquin?). Equivale al pronombre relativo ¿en qué momento?.
- «¿Iquin omochiuhqueh?»: «¿Cuando lo hicieron?» (Arenas, 1611: 99).

18) El adverbio relativo interrogativo temporal ¿cuándo? (¿quemman?). Equivale al pronombre relativo ¿en qué momento?
- ¿Quemman omochiuh? → ¿En qué momento sucedió?

19) El pronombre interrogativo de número ¿cuánto? (¿quezqui?). Se utiliza cuando no se pregunta por una cantidad sino por un número concreto. Cuando se pregunta por una cantidad se espera una respuesta indefinida —mucho, poco, algunos— sino una cifra —tres, cinco, siete—.
- «¿Cuánto quieres por esto? ¿Cuánto quieres por eso?» «¿Quezqui ticnequi ipampa inin? ¿Quezqui ticnequi ipampa inon?» (Arenas, 1611: 41).

Cuando no se pregunta por un número sino si es mucho o poco, se sustituye por ¿quexquich?
- ¿Quexquich atl oncah? → ¿Cuánta agua hay?

Poco importa o nada si el sustantivo es contable —sabemos que los árboles son incontables—.
- ¿Quezqui cuahuitl oncah? Yei → ¿Cuánto(s) árbol(es) hay? Tres.

20) El pronombre interrogativo de cantidad ¿por cuánto? (¿quezqui ic?).
- «¿Quezqui ic omocouh»»: «¿Por cuánto se compró?» «¿Cuánto costó?» (Arenas, 1611: 66).

21) El pronombre interrogativo de cantidad ¿a cómo? (¿quenin?).
- ¿A cómo vendéis la unidad? (cada unidad) → ¿Quenin anquinamaca in cehcentetl?

22) El pronombre interrogativo ¿qué tal? (¿quenamih?).
- «¿Qué tal está el camino?»: «¿Quen amih in ohtli?» (Arenas, 1611: 36).

23) El pronombre interrogativo instrumental ¿de qué? (¿tlein ic?)
- «¿Tlein ic omomiquilih?»: «¿De qué murió?» (Arenas, 1611: 107).

El pronombre interrogativo «¿para qué?» (¿tlein inic?) va frecuentemente abreviado en (¿tlein ic?).
24) El pronombre interrogativo instrumental ¿de qué? ¿Con qué? (¿tlein ica?)
- «¿Tlein ica cocoliztli (omic)?»: «¿De qué enfermedad (murió)?» (Arenas, 1611: 107).

Podemos encontrar ic por ica con el mismo sentido.
- «¿Tlein ic omomiquilih?»: «¿De qué murió?» (Arenas, 1611: 107).

25) El pronombre interrogativo instrumental ¿con qué? (¿tlein ica?).
- ¿Tlein ica omitztoneuh? → ¿Con qué te has lastimado?

26) Las oraciones completivas en la interrogación indirecta, sus pronombre son iguales a los pronombres interrogativos en la interrogación indirecta, con la salvedad de que van precedidos de la partícula in, por ir en aposición. Son pronombres relativos.
Una oración completiva es una oración que sustituye al pronombre y que por tanto puede ser sujeto u objeto.
- Ma xinechilhui (dímelo) → Ma xinechilhui in tlein tictemoa (dime lo que buscas).

Si fuera un pronombre interrogativo en la oración indirecta sería así.
- Ma xinechilhui tlein tictemoa (dime qué buscas).

27) Las oraciones completivas de objeto: tres variantes pronominales.
- Nechihtlanilia in cuix yehhuatl catca (aqu)in oquilhuih → Me pregunto si fue él el que se lo dijo.
- Nechihtlanilia in cuix yehhuatl catca in tlein oquilhuih → Me pregunto si fue eso lo que él dijo.
- Nechihtlanilia in cuix yehhuatl catca in aquin oquilhuih → Me pregunto si fue a él al que él le dijo.

### Los pronombres relativos
1) El pronombre relativo sujeto aquin (quien, el que).
- Yehhuatl aquin quitlazohtla  → Es él quien la ama.

2) El pronombre relativo sujeto in (quien, el que). Introduce una oración subordinada sujeto, que sigue a un atributo.
- «Miec in tiquihtlani»: «Es mucho lo que pides» «Pides mucho» (Arenas, 1611: 59).

Algunos autores dicen que el atributo va seguido de la partícula «in».
3) El pronombre relativo objeto indirecto in aquin (a quien, al que).
- Yehhuatl in cihuatl in aquin quitlazohtla → Es ella, la mujer, a quien él ama.

4) El pronombre relativo objeto directo in tlein (lo que).
- «Ahmo monemac in tlein ticnextia»: «No mereces lo que ganas» (Arenas, 1611: 106).

5) El pronombre relativo in (que).
- Cualli in tlacualo → Es bueno que todo el mundo coma.

Sirve para introducir complementos en aposición.
- In cuahuitl in ohuetz → El árbol que se cayó.
- In amoxtli in onicpouh → El libro que leí.
- In calli in niccohuatiuh → La casa que voy a comprar.

6) El pronombre relativo a el cual —o a la cual— (in itech). En plural, a los cuales, a las cuales.
- «Cahmo tlazohtin in notetlayecoltihcahuan, in notihtitlanhuan, in huel intech niccahuaz in quitquizqueh in nihiyo in notlahtol»: «Que no son escasos mis servidores, mis mensajeros, a los cuales dejar que se encarguen de mi mensaje» (Ortiz, 1990: 83).

7) El pronombre relativo instrumental conque (in ic).
- In amoxtli in ic onicnomachtih → El libro conque estudié.

8) El pronombre relativo modal de qué modo, de qué manera, hasta qué punto en la interrogación indirecta (in quenin).
- «En segundo lugar se sabrá hasta qué punto Dios odia mucho la lujuria y le enfurece»: «Inic. 2. Huel machoz in quenin cencah quitlatzilhuia Dios in ahahuilnemiliztli, quicualancaitta» (Olmos, 1996: 106-7).

9)El pronombre relativo final para que (in tlein ic). Se suele encontrar en su lugar la conjunción inic (para) que introduce subordinadas finales. Las dos opciones son válidas.
- Nicquihtoa in tlein ic timocahua → Lo digo para que te calles.

10) El pronombre relativo de lo que (in tlein ica).
- «Acuérdate tú de lo que te he encargado»: «Xiquilnamiqui tehhuatl in tlein ic(a) onimitznahuatih» (Arenas, 1611: 155).

11) El pronombre instrumental cuyo.
- In oquichtli in ipiltzin niquixmati → El hombre cuyo hijo conozco.

12) El pronombre relativo de lugar (en) donde (in campa o in canin). Puede aparecer canin (en que, en la que) en lugar de in campa (donde, en donde). 
- «... y me mandó a la cumbre del cerrito en donde antes la había visto yo»: «auh onechmihualih in icpac tepetzintli in canin yeppa noconnottiliani» (Ortiz, 1990: 95).

13) El pronombre relativo de lugar a donde (in ompa).
- Niyaz in ompa tinechtlalhuiz → Iré a donde me digas.

14) El pronombre relativo de lugar hacia donde (oc achi campa).
- Niyaz oc achi campa tinechilhuiz tehhuatl → Iré hacia donde me digas tú.

15) El pronombre relativo de lugar de donde  (in ye ompa). Si va con el adverbio «ye» indica de donde.
- «Viene presto de donde le envían»: «Ihciuhca huallauh in (ye) ompa titlano» (Arenas, 1611: 27).

16) El pronombre relativo de lugar  allí donde (in oncan canin, in oncan campa).
- «Y la Señora del Cielo inmediatamente le mandó que subiera a lo alto del cerrito, allí donde antes la veía»: Auh in ilhuicac cihuapilli niman ic quimonahuatilih inic ontlehcoz in icpac tepetzintli, in oncan canin yeppa conmottiliaya»  (Ortiz, 1990: 91).

No se debe confundir con el siguiente giro, que explicita lo que el pronombre sustituye.
- Y allí en la cumbre del cerrito»: «Auh in oncan icpac tepetzintli»  (Ortiz, 1990: 91).

17) El pronombre relativo de acompañamiento con el que (in itloc).
- In ihcpochtli in itloc niquiza → La chica con la que salgo.

18) El pronombre relativo al que —o el que— (in). Para decir «el niño que canta no vendrá» se utiliza la partícula invariable «in». Son supuestos en que el antecedente es sujeto.
- In conetl in cuica ahmo huallaz → El niño, el que canta, no vendrá.

Y si el antecedente está en función de complemento indirecto, se usa el pronombre relativo «in aquin».
- In conetl in aquin tiquitta ahmo huallaz → El niño que ves no vendrá.

## El verbo

### Semántica verbal
El significado del verbo depende de varios factores.
1) De los prefijos que se anteponen al mismo.
Por ejemplo, el verbo yauh, ni- significa ir, pero si lleva ipan se traduce ipan yauh, ni- como incidir en algo, incumbir, afectar a algo.
- «Auh in axcan, inic ahmo huehcahuaz in tlahtolli, ahmo mihtoz in quexquich in icehcentlamantli ipan yauh in ipilhuan in nepoaliztli»: «Y ahora, para que no se alargue el sermón, no se dirán todos y cada uno de los aspectos que afectan a los hijos de la soberbia» (Andrés de Olmos, Tratado sobre los Siete Pecados Mortales, pp. 8-9, Edición de Georges Baudot, UNAM, 1996).

Con ihuicpa se traduce ihuicpa yauh como combatir, mitigar.
- «In ihcuac mihtoa... Panen nostrum quotidianum da nobis hodie... ihuicpa yauh xihxicuiyotl»: «Cuando se dice... danos hoy el pan nuestro de cada día... se combate la gula» (Andrés de Olmos, Tratado sobre los Siete Pecados Mortales, pp. 4-5, Edición de Georges Baudot, UNAM, 1996).

2) Del sujeto.
Si el sujeto es una flecha: Alcanzar el blanco.
- Ipan yauh in mitl → Dar en el blanco, acertar.

Si el sujeto es un corazón: Caer en la cuenta.
- Ipan yauh noyolloh → Caer en la cuenta

3) Del objeto.
- Itta, nino- → Admirarse.

- Itta, nite- → Apreciar a alguien.

- Itta, nitla → Encontrar una cosa perdida.

4) De si el objeto es el pronombre ahtle.
En el siguiente ejemplo ipan va referido al pronombre te- y no al pronombre ahtle.
- Ahtle ipan itta, nite- → Despreciar a alguien.

- Ahtle ipan niquitta → No veo nada (complemento objeto) en él (complemento preposicional) → Lo desprecio.

- Ahtle (pronombre objeto) → Poca cosa → Nada

- «Intla ichpochtli nicanaz, ahtle ipan nechittaz... ahcic tetlaximaz. Intla nicanaz ilamatzin ahhuelnechpalehuiz»: «Si elijo a la joven, nada verá en mí... y con seguridad me engañará con otro. Si escojo a la anciana, ésta no me satisfará...» (Andrés de Olmos, Tratado sobre los Siete Pecados Mortales, pp. 126-127, Edición de Georges Baudot, UNAM, 1996).

- Ahtle ipan nimitzitta → Te desprecio.

5) De si el objeto es el pronombre itlah.
En el siguiente ejemplo el pronombre itlah (algo, provecho)  es el complemento directo e itechpa va con el pronombre qu(i)-.
- Itlah → Algo, provecho.

- Itlah itechpa niquitta → Hallar algo en él → Sacar provecho de él → Él me resulta útil

- Itlah itechpa tinechitta → Encuentras provecho en mí → Yo te soy útil.

- Itlah notechpa tiquitta → Yo te soy útil.

No sería muy exagerado decir que el sujeto en castellano es el pronombre que acompaña a techpa y el sujeto del verbo es el complemento indirecto en castellano.
Con ahtle es lo contrario.
- Ahtle itechpa niquitta → No encuentro provecho en él → Me resulta inútil.

6) Del sentido del radical verbal al encontrarse con el pronombre objeto itlah elidido.
Si al caso anterior le quitamos itlah el verbo significa aprender
- Motechpa → de ti.

- Motechpa niquitta → Aprendo de ti (saco provecho de ti o saco de ti) → Me sirves de ejemplo.

- Notechpa quitta → Él aprende de mi → Le sirvo de ejemplo.

7) Del adverbio que acompaña al verbo.
- Ye no → De nuevo.

- Ye no itta, nitla- → Reencontrar.

8) Del sentido del reflexivo al ir con otros adverbios.
En vez de ahtle ic (con nada) encontramos ahtle quem.
- Ahtle quem → Con nada.

- n(o)ittla → Encontrarme.

- Ahtle quem nitta → Perderlo yo todo.

- Ahtle quem nittac → Lo perdí todo, me encontré con nada.

- Ahtle quem mittac → Lo perdiste todo, te encontraste con nada.

### Morfología verbal
La morfología verbal es la parte más compleja de la morfología del náhuatl, debido a la enorme complejidad que puede llegar a tener una forma verbal en náhuatl. De hecho, un verbo puede llegar a tener la forma compleja de hasta 15 morfemas, entre la raíz (R), los prefijos (P), los sufijos (S) y los clíticos (Cli) dada por la siguiente fórmula:

{\displaystyle (Cli)\ (P_{1})-(P_{2})-P_{3}-(P_{4})-(P_{5})-(P_{6})-(P_{7})-R-S_{1}-(S_{2})-(S_{3})-(S_{4})-(S_{5})}

Donde los elementos entre paréntesis no aparecen en todos los casos, y los elementos sin paréntesis son obligatorios, siendo el significado de los mismos:
{\displaystyle Cli\,} es una partícula clítica requerida en el optativo y otros tiempos: mā, māca, tlā, tlāca.
{\displaystyle P_{1}\,} es una marca de negación, en náhuatl clásico usualmente es ah- aunque puede escribirse como palabra separada ahmo (> act. amo). En los dialectos modernos existe la forma alternativa de prefijo negativo x- (Guerrero)
{\displaystyle P_{2}\,}, es el prefijo ō- que aparece solo en los tiempos de pasado, en náhuatl clásico se usa siempre con el pretérito perfecto y opcionalmente con el imperfecto, en varios dialectos modernos dialectos se ha convertido en obligatorio en esos dos casos.
{\displaystyle P_{3}\,}, es la marca obligatoria de persona para el sujeto: n-/ni- (1ª sing) , t-/ti- (2ªsing y 1ªpl), am-/an- (2ª pl) o Ø para las terceras personas.
{\displaystyle P_{4}\,}, es la marca de persona del objeto (obligatoria con verbos transitivos): nēch-, mitz-, qui- para el singular; tēch-, amēch-, quim-/quin- para el plural.
{\displaystyle P_{5}\,}, es un direccional huāl- 'aquí, hacia aquí, ahora' o on- 'allí, hacia allí, entonces' prácticamente siempre optativo.
{\displaystyle P_{6}\,}, es la anáfora reflexiva, que es incompatible con la marca de objeto {\displaystyle P_{4}\,}.

### Cuadro de prefijos verbales
| sujeto | objeto definido | direccionales | reflexivo definido | reflexivo indefinido | indefinido humanos | indefinido no humanos |
| ni-    | nech-           | on- o hual-   | no-                | ne-                  | te-                | tla-                  |
| ti-    | mitz-           | on- o hual-   | mo-                | ne-                  | te-                | tla-                  |
| -      | qui-            | on- o hual-   | mo-                | ne-                  | te-                | tla-                  |
| ti-    | tech-           | on- o hual-   | to-                | ne-                  | te-                | tla-                  |
| an-    | amech-          | on- o hual.   | mo-                | ne-                  | te-                | tla-                  |
| -      | quin-           | on- o hual-   | mo-                | ne-                  | te-                | tla-                  |

### Los cuatro tipos de conjugaciones
En náhuatl clásico, al igual que en español, la flexión del verbo depende ligeramente de la forma de la raíz, concretamente de su terminación. Las dos principales clases (conjugaciones II y III) están formadas por raíces que terminan en -VCV y -VCVV. La clase I es similar a la II solo que la consonante suele ser velar, y finalmente la clase IV suele incluir la mayor parte de los verbos monosílabos. Sin embargo, estas reglas informales anteriores tienen un número importante de excepciones.

### Aspecto gramatical
La raíz de un verbo tiene tres formas diferentes según el aspecto gramatical:
- Imperfectivo. La forma de que marca el aspecto imperfectivo sirve para formar tres tiempos: presente, presente cotidiano y pretérito imperfecto.
- Perfectivo. Esta forma sirve para formar el pretérito perfecto, el pluscuamperfecto y el admonitivo.
- Prospectivo. Esta forma sirve para formar el futuro, el optativo y el condicional.

### Verbos reflexivos de sentimiento en náhuatl
Véase el enlace Verbos reflexivos de sentimiento en náhuatl.

## Adverbios
Adverbio es una parte de la oración que modifica por lo general al verbo, pero también puede modificar a los adjetivos e incluso a otro adverbio. Normalmente precede a la palabra que modifica. En general en la mayoría de las lenguas se consideran nueve diferentes tipos de adverbios: de afirmación, de negación, de cantidad, de comparación, de duda, de orden, de tiempo, de lugar y de modo. 
Por locuciones adverbiales entendemos combinaciones de partículas que tienen valor de adverbio, algunas veces de conjunción.
- Za ixtomahuac → Absolutamente tonto.

- Za ahhuel nicchihuaz → De ninguna manera lo he de hacer.

- Zannen onicoch → He dormido demasiado.

### Afirmación y Negación
LA AFIRMACIÓN. El adverbio de afirmación “sí”, “evidentemente”, “sin duda”, “efectivamente”, “en efecto” (quemah).
1) El adverbio de afirmación “claro”, “sin duda” (za quemah).
2) La locución adverbial de afirmación “puede ser”, “probablemente sí” (ahzo quemah).
3) La locución adverbial de afirmación “por supuesto”, evidentemente (canozo).
4) El adverbio de enfático “bien”, “ciertamente”, efectivamente, verdaderamente (huel).
LA NEGACIÓN. La posición del adverbio ahmo (no). Suele ir al principio de la frase. Recordemos que ahmo en sí mismo es una partícula para negar y tiene múltiples valores (ahmotzin, ca ahmotzin, Ahmo, ahmotzin, ca ahmotzin / ah- /ahmonel- ahnel /ahmo nelnozo, ahmonozo, ahmo nozonel).
1) Si hay desorden —hipérbaton—, el sujeto puede colocarse detrás. Es un giro propio de la sintaxis figurada.  Ahmo ohuallah Pedro → no vino es Pedro → Pedro no vino.
2) El adverbio ahmo puede ir en otras posiciones cuando la negación no es absoluta sino parcial —en cuyo caso la negación va referida a algún elemento concreto y no a toda la oración—.
Así ocurre cuando se responde a la pregunta que excluye de la negación al sujeto «¿(Sí) es Pedro quien no canta?».  Quemah, Pedro ahmo cuica → Sí, es Pedro quien no canta → Sí, Pedro no canta. 
3) El adverbio de negación “de ninguna manera”, “en absoluto” (za ahmo huel, za ahhuel). Za ahhuel nicpohuaz → De ningún modo lo he de leer.
4) El adverbio de negación “tampoco”, “ni”, “de ninguna manera” (ahmo no). Tras ahmo no, ahnozo también significa ni.
5) El adverbio de negación “jamás”, “nunca” (aic). 

### Adverbios de Cantidad e Intensidad
LA CANTIDAD. El adverbio de cantidad “mucho”, “con fuerza” (chicahuaca).
1) El adverbio de cantidad “más” (oc ye). Axcan oc ye nimitztlazohtla → Hoy te quiero más.
2) El adverbio de cantidad “mucho”, “un montón” (miec).  Miec nimiztlazohtla → Te quiero mucho.
3) El adverbio de cantidad “menos”, “no tanto” (quen ahmo).  Ma xinechtlamaca quen ahmo → Dame menos.
4) El adverbio comparativo “menos” (quen ahmo inic).  Nehhuatl quen ahmo inic nicuauhtic in tehhuatl → Soy menos alto que tú.
5) El adverbio de cantidad “apenas”, “casi no” (achi ahmo).  Achi ahmo onechittac, oquiz → Apenas me vio, salió.
6) El adverbio de cantidad “casi”, “por poco (y)” (achi).  Achi nimiqui inn ihcuac onimitzittac → Casi me muero cuando te vi.
7) El adverbio de cantidad “un poco más” (oc achi tepiton, ocachi tepiton ).  Oc achi tepiton: «Un poco más» (Arenas, 1611: 20). 
LA INTENSIDAD. El adverbio de intensidad “mucho” (cencah). Cencah nimitztlazohtla → Te quiero mucho.
1) El adverbio de intensidad “mucho”, “en gran manera”, (tlacuauh). Se antepone al verbo.
- Tlacuauh nimitztlazohtla → Te quiero mucho.

- Chicahuaca nimitztlazohtla → Te quiero mucho.

2) El adverbio de intensidad “mucho” (tequi). Se intercala entre el sujeto y los objetos. O va unido a la raíz.
- Tequicochi, ni- → Nitequicochi → Duermo mucho.

- Nitequitlacua → Como mucho.

3) El adverbio de intensidad demasiado, “por demás” (Olmos, 1972: 181), “excesivamente” (zannen).  Zannen onitlacuah → He comido demasiado.
4) El adverbio de intensidad casi (achi iuh).  Achi iuh nimiqui → Casi me muero.
5) El adverbio de cantidad “del todo”, “por completo” (ye mochi).
Deriva del pronombre mochi (en latín omnis, en castellano sintagma preposicional de todo).
- ... ye mochi oniquilcauh → ... por completo olvidé.

### Adverbios de Comparación y Duda
EL COMPARATIVO. El adverbio comparativo “más” (oc ye inic).  Nenhuatl oc ye inic nicualli in tehhuatl → Soy mejor que tú.
El adverbio comparativo “mucho más” (oc cencah inic). Nehhuatl oc cencah inic nicuauhtic in tehhuatl → Soy mucho más alto que tú.
El adverbio comparativo de igualdad “tan” (ic).
- Nehhuatl ic nicuauhtic in iuhqui tehhuatl → Soy tan alto como tú.

- Ahmo nehhuatl ic nicualli in iuhqui tehhuatl → No soy tan bueno como tú.

LA DUDA. El adverbio de duda “probablemente”, “posiblemente”, “quizá”, “acaso”, “tal vez” (ahzo).
1) El adverbio de duda “probablemente no”, “quizá o”, “acaso no” (ahzocahmo / acazohmo).
2) El adverbio de duda “seguramente”, “ciertamente”, con seguridad”, verdaderamente” (tlacahzo). No se debe confundir con el adverbio de modo “seguramente” (tlacaco), que indica que una acción se desarrolla apaciblemente, tranquilamente, sin contratiempos.
3) El adverbio de duda "¡ojalá!" (¡a ma oc! / ¡ma cueleh!). Aunque es una exclamación, cuando modifica el sentido del verbo algunos gramáticos lo consideran un adverbio de duda.
La partícula ma cueleh significa si por un momento o si tan solo por un momento. La partícula del optativo ma indica un deseo. Cuel indica un lapso de tiempo breve. La terminación eh es propia de la conjunción adversativa yeh, que significa al contrario.
- Ma cueleh otiquittani → Si por un momento lo hubiéramos visto → Ojalá lo hubiéramos visto.

### Adverbios de Lugar
1) El adverbio de lugar “debajo” (tlani). Se opone a pani (“arriba”).
- Tlanipa, tlanihuicpa → Desde abajo o hasta abajo (locución preposicional).

- Tlanihuic, tlanipahuic → Desde abajo o hacia abajo (locución preposicional).

2) El adverbio de lugar “arriba” (pani). Se opone a tlani (“abajo”).
- Panipa, panihuicpa → Desde arriba o hasta arriba (locución preposicional).

- Panihuic, panipahuic → Desde arriba o hacia arriba (locución preposicional).

Fuera, fuera de alcance, lejos, afuera.
- Zan pani → Fuera, exteriormente, afuera.

3) El adverbio de lugar “dentro” (teihtec / tlahtec). Se forma con la locución preposicional ihtec y los pronombres indefinidos te- y tla-.
4) El adverbio de lugar “aquí” (nican).
5) El adverbio de lugar “por aquí” (ic nican). Ic nican niquizaz → Saldré por aquí.
6) El adverbio de lugar “de aquí” (ye nican o ye in nican). El adverbio ye indica la anterioridad, bien temporal bien espacial. Indica el origen del desplazamiento con un verbo de movimiento. No debe confundirse con una preposición.
7) El adverbio de lugar “aquí mismo” (zanyeno nican). Zanyeno nican xiccahua → Déjalo aquí mismo.
8) El adverbio de lugar “ahí”, “allí” (oncan).
9) El adverbio de lugar demostrativo “en ese lugar” (oncan on). Con la partícula on pospuesta adquiere un sentido demostrativo. Ma xiccahua oncan on → Déjalo en ese lugar.
10) El adverbio de lugar “allí mismo” (zanyeno oncan). Zanyeno oncan omochiuh → Sucedió allí mismo.
11) El adverbio de lugar “allá” (nepa ). No faltan ejemplos en que se usa ompa por nepa.
Y lo encontramos como adverbio, expresado de un modo independiente.
- Nepa tinechittatiuh: «Acullá (allá) me hallarás» (Arenas, 1611: 73)

- Nepa cah: «Acullá (allá) está» (Arenas, 1611: 90)

Y el adverbio ompa se usaba mucho en lugar de la preposición en.
- Ompa teopan: «En la iglesia» (Arenas, 1611: 23)

12) El adverbio de lugar “de allá” (ye ompa). Indica el origen del desplazamiento con un verbo de movimiento.
- Ma ye ompa xiquiza  → Sal de allá.

- Ye ompa , ye ilhuicac, ohualtemoc in ipiltzin in Dios → De allá, del cielo, bajó el hijo de Dios.

13) El adverbio de lugar demostrativo “en aquel lugar” (ompa on).  Ma xichuica in ompa on → Llévalo a aquel lugar.
14) El adverbio de lugar “a allá” (in ompa). Indica meta.
- ¿Quexquichca inic nican in ompa? : «¿Cuánto (tiempo) hay desde este lugar a allá? (Arenas, 1611: 34)

- Ma xiauh in ompa → Ve allá.

15) El adverbio de lugar “a allí” (in oncan). Indica meta o destino. «Xihualmocuepa in oncan» →  «Vuelve allí»
16) El adverbio de lugar (a) ahí (in oncan on). Indica meta o destino. Xihualmocuepa in oncan on →  «Vuelve ahí»
17) El adverbio de lugar “más allí”, “allende”, “del otro lado”, “al otro lado” (nechca o nachca).
- Nechca oncah ce calli → Al otro lado hay una casa.

- Nechca in hueyatl → Al otro lado del mar.

18) La locución adverbial de lugar “más cerca”, “más acá”, “hacia acá” (oc ye nican). Ma oc ye nican xictlali → Ponlo más cerca.
19) El adverbio de lugar “fuera” (quiahuac). Yuh xiccahua nepa quiahuac: «Déjalo así allá fuera» (Arenas, 1611: 64)
20) El adverbio de lugar “por aquí”, “por los alrededores”, “cerca”, “aquí” (iz).
- In iz mochantia → lugareño, el que habita por aquí, cerca.

- Quin iz oquizqueh → Acaban de pasar por aquí.

No tiene que ver con la partícula in que adopta la forma iz cuando precede a Z.
21) La locución adverbial “más lejos”, “en la lejanía” (oc ye nepa). Oc ye nepa motta nochan → Más lejos se ve mi hogar.
22) El adverbio de lugar “fuera”, “fuera de alcance”, “lejos” (huehca).
23) El adverbio de lugar “fuera”, “en el exterior” (quiyahuac). Quiyahuac nitlatlatia: «Poner una cosa fuera de la casa» (Simeón, 1988: 428).
24) El adverbio de lugar “aparte”, “separadamente” (cecni). Cecni ximotlali → Siéntate aparte.
25) El adverbio de lugar “en otra parte”, “en otro lado” (oc cecni). Ma cecni xicchihua → Hazlo en otro lugar.

### Adverbios de modo
1) El adverbio de modo “bien” (huel). A modo, oportunamente, convenientemente, precisamente, afortunadamente, inexorablemente, especialmente, realmente, auténticamente, favorablemente, efectivamente.
A veces acompaña al verbo y lo dota de un significado específico.
- Chihua, nitla- (hacer) → Huel chihua, nitla- (cumplir).

La partícula huel acompaña a otras aumentado el sentido de la palabra a la que precede:
- En gran manera → Huel cencah
- Enfermar gravemente / Agravarse Mucho → Huellanahui, ni- (Ortiz, 1990: 140)
2) El adverbio de modo “mal” (ahiuh). Así no, al revés. Ahiuh oticchiuh → Lo hiciste mal.
El sustantivo “mal”, “maldad” es ahyecyotl. El adjetivo “malo” (ahmo cualli, ahcualli).
3) El adverbio de modo “rápidamente” (ihciuhca). Pronto, a prisa, inmediatamente, ya, ahora. ye expa otzahtzic in cuanaca, anca ye ihciuhca tlahuizcalehuaz: «... el gallo ha cantado tres veces, seguramente amanecerá pronto» (Simeón, 1988: 694-695)
4) El adverbio de modo “absolutamente” (za cen, za cencah). Indica el grado. Se suele usar en los superlativos. Locución adverbial que deriva del adverbio cen (“completamente”). Za cen nicnequi → Lo quiero de un modo absoluto.
5) La locución adverbial modal “de ninguna manera” (ahmo ic). De ningún modo, de ninguna manera, en absoluto. Intla amocolhuan, in ayamo mocuatequiah, tlein cualli conchihuayah, ahmo ic oncalaquiah in ilhuicac: «Y si vuestros antepasados, que todavía no se bautizaban, hacían algo bueno, de ninguna manera iban al cielo» (Olmos, 1996: 26-27).
6) El adverbio de modo “lentamente” (iyolic). Despacio, poco a poco, paulatinamente, tranquilamente, sosegadamente, serenamente. ihuan immanon ye matlapitztiuh itlah tlaiximachcuicatl ihuan onehnemia zan iyolic: «Y entonces solía silbar (iba silbando) algo, alguna canción conocida, y caminaba muy despacio» (Silva, 1992: 266-267).
7) El adverbio de modo “individualmente”, “aparte”, “separadamente”, “por separado”, “aisladamente” (noncuah). A veces adopta la forma nohnoncuah, separadamente unos de otros. Noncuah ximotlalican → Sentaos separadamente.
8) El adverbio de modo “conjuntamente”, “en común” (nepanotl). Ma nepanotl xicchihua → Hacedlo conjuntamente.
9) La locución adverbial de modo “sobre todo”, “principalmente”, “especialmente”, “mayormente” (in macheh). Ocochque ihciuhca, in macheh (ocochqueh) in pihpiltohtontin → Se durmieron pronto, especialmente los niños.
10) El adverbio de modo “bien” (cualli ic). «Yo te pagaré bien»: Nehhuatl cualli ic nimitzixtlahuiliz (Arenas, 1611: 41).

### Adverbios de Tiempo
1) La locución adverbial “a veces”, “a ratos”, “a tiempos”, “alternativamente”, “alguna vez”, “algunas veces” (zan quemmanian).
2) El adverbio “frecuentemente” (atzan). Repetidamente, invariablemente.  Atzan nipano → Paso a menudo.
3) El adverbio temporal “brevemente” (achica, achic). Por poco tiempo.  Achica nipano → Paso brevemente.
4) He aquí (Izcatqui).  Izcatqui in ahtetlahpaloliztli itech quiza in nepohualiztli: «He aquí la irreverencia que surge de la soberbia» (Olmos, 1996: 30-31).
5) El adverbio “siempre” (mochipa).
6) El adverbio “permanentemente” (cemihcac). Para siempre.
7) El adverbio de cantidad “frecuentemente”, “a menudo”, “repetidamente”, “asiduamente” (miecpa).
8) El adverbio de tiempo “anualmente” (Cece(n)xiuhtica).  Cece(n)xiuhtica → Anualmente (cada año).
9) El adverbio de tiempo '”mensualmente” (Cecemmetztica).  Cecemmetztica → Mensualmente (cada mes).
10) El adverbio de tiempo “dentro de poco”, “muy pronto”, “en breve” (oc achitonca).
- Oc achitonca: «De aquí a un poco» (Arenas, 1611: 39).

11) El adverbio de tiempo “dentro de una hora” (ipan in ce imman).  Ipan in ce imman niquizaz → De aquí a una hora saldré.
12) El adverbio de tiempo “hará una hora que” (ahco ic ce imman in). 
- Ahco ic ce imman in oquiz → Hará una hora que salió.

- Ahco ic ce metztli:  «Hará un mes» (Arenas, 1611: 39).

13) El adverbio de tiempo “antes de cinco días” (in ayahmo macuilli ilhuitl). Mochihuaz in ayahmo eyi ilhuitl → Sucederá antes de tres días.
14) El adverbio de tiempo “dentro de dos años” (axcan ipan oc ome xihuitl). De aquí a dos años.
- Axcan ipan ce xihuitl ye otimic → Dentro de un año habrás muerto.

Los pronombres no suelen formar los mismos compuestos, salvo quezqui con ilhuitl.
- ¿Quezqui?  (¿cuántos?) → ¿Ca ye quezquilhuitl in...?  (¿Cuantos días hace que...?).

15) La locución adverbial “hace un rato” (yehua).  Yehua oahcico Juan: «Hace rato que vino Juan» (Olmos, 1972: 183)
16) El adverbio de tiempo “luego” (niman).  «Dile que vaya luego»: Xiquilhui ma niman yauh (Arenas, 1611: 6).
17) El adverbio de tiempo “pronto”, “temprano”, “de mañana” (icippa).  Moztla icippa niyaz → Iré mañana temprano.
18) El adverbio de tiempo “tarde”, “a deshoras”, “tardíamente” (tlahcah).  Ye tlahcah, ma xiquiza → Ya es tarde, sal.
19) El adverbio de tiempo “ayer”, “antes”, “anteriormente” (yalhua).  Antes de ayer, anteayer → Yeppa yalhua.
20) El adverbio de tiempo “mañana” que indica futuro, porvenir (moztla). Mañana al amanecer: Moztla tlahuizcalpan.
21) El adverbio de tiempo “pasado mañana” (huiptla).  Huiptla niyaz → Iré pasado mañana.
22) El adverbio de tiempo “hace algunos días” (yectel).  Yectel onihuetz → El otro día me caí.
23) El adverbio de tiempo “hoy”, “actualmente”, “ahora” (axcan).
24) El adverbio de tiempo “en breve” (ocachitonca).  Ocachitonca ticmatiz → En breve lo sabrás.
25) El adverbio de tiempo “hasta ahora” (in ayahmo axcan).  In ayahmo axcan ayac oquimah → Hasta hoy nadie lo supo.
26) El adverbio de tiempo "enseguida” (axcampa). Inmediatamente después. Pronto, ya, inmediatamente (desde luego), a continuación (luego), con anticipación (con tiempo, sin dilación), previamente, en primer lugar, antes de nada.
- Ma axcampa xicchihua → Hazlo ahora, inmediatamente, sin dilación.

27) La locución adverbial “nunca más” (aoc ic).  Nunca más lo diré → Aoc ic niquihtoz.
28) El adverbio de tiempo “de ahora en adelante” (axcan mochipa).  Axcan mochipa ahmo tiyaz → De ahora en adelante no irás.
29) El adverbio de tiempo “en la tarde”, “a la tarde” (teotlac).
- Yalhua teotlac → Ayer en la tarde.

30) El adverbio de tiempo “al mediodía” (nepantlah tonatiuh).  Axcan nepantlah tonatiuh → Hoy al mediodía.
31) El adverbio “de noche” (yohuac).  Oniquiz yohuac → Salí de noche.
32) El adverbio “de mañana”, “en la mañana”, “por la mañana”, “de día” (tlaca).
- Onihuallah tlaca → Salí por la mañana.

33) El adverbio de tiempo “primero” (oc).  Primero desayunaré → Oc nitenihzaz.
34) El adverbio de tiempo “antes”, “anteriormente”, “previamente”, “anticipadamente” (achtopa).
35) El adverbio de tiempo “después”, “posteriormente”, “luego”, “ulteriormente”, “tarde”, “tardíamente (zatepan).
36) Los adverbios “antes de” (ayemo) y “después de” (aocmo). Si ye tlaca significa “tras amanecer”, al anteponer el adverbio de negación “no” (ahmo) a ye obtenemos ayemo o ayamo. Este adverbio ahmo, antepuesto a cualquier adverbio que indica un periodo de tiempo, significa “antes de”.
- In aya(mo) tzinti, in ayamo pehua in cemanahuatl: «Antes de que comenzara, antes de que se iniciara el mundo»  (Launey, 1992: 326)

El adverbio quin significa “justo dentro de”.  Quin macuilxihuitl ninocuepaz (regresaré justo dentro de cinco años).
37) El adverbio de tiempo “todavía”, “aún”, “por el momento” (oc).
38) El adverbio de tiempo “entonces” (quin ihcuac). Algunas veces se utiliza no ihcuac con el mismo sentido.  «Entonces se toparon con una persona (que les era) conocida, Jerónimo Romero...»: Quinihcuac oquimonamiliqueh ce tlacatzintli in tlaiximachtzintli, Jeronimohtzin Romero...  (Silva, 1992).
39) La locución adverbial temporal “mientras tanto”, “durante el tiempo que”, “hasta que” (oquixquichca -oc ixquich cahuitl).  Ximocuitlahuitihuian in oquixquichca tonquizah in altepetl ihtec: «Vayan con cuidado en tanto salen del pueblo» (Arenas, 1611: 33).
40) El adverbio interrogativo temporal ¿iquin? (“¿cuándo?”). Se encuentra también contracto en ic.
- ¿Cuándo vuelves? → ¿Iquin tihuallaz?

41) Los adverbios indefinidos temporales icah (“alguna vez”) e icah oc cequi (“alguna otra vez”).
- ¿Alguna otra vez has visto eso? → ¿Icah oc cequi otiquittac yeh o?

42) Los adverbios de repetición temporales quemmanian (“a veces”, “unas veces”) y quemmanian oc cequi (“otras veces”).
- A veces olvidas esto → Quemanian tiquilcahua yeh in.

## El sistema vigesimal de numeración
Para conocer en detalle cómo se opera en el sistema vigesimal se recomienda acceder al enlace: Sistema vigesimal.
Hay unidades (del uno al diecinueve) y series basadas en el número veinte (veintenas, tetracentenas...).
Hay dos tipos de ligaduras. Entre las distintas series verticales se usa la ligadura ipan y dentro de cada serie se usa la ligadura on- (om- ante de m, p o vocal), como se explica a continuación.
Como los nahuas representaban las cifras verticalmente, unas sobre otras, agrupadas en base vigesimal, la ligadura ipan (sobre) servía para expresar las cantidades oralmente.
- 01.03.15 → Centzontli ipan epohualli ipan caxtolli (una tetracentena sobre tres veintenas sobre quince unidades) = 475 unidades en el sistema decimal.

- 16.04  →  Caxtolli oncempohualli ipan nahui (dieciséis veintenas sobre cuatro unidades) = 324 unidades en el sistema decimal.

- 03.14 → Epohualli ipam mahtlactli onnahui (tres veintenas sobre catorce unidades) = 74 unidades en el sistema decimal.

Debe evitarse utilizar la conjunción ihuan porque era utilizada para sumar.
- Mahtlactli once ihuan nahui, caxtolli → once y cuatro son quince → once más cuatro son quince.

### La ligaduraonno introduce una nueva serie.
Con el siguiente ejemplo queda claro. 
- Caxtolpoalli omome → 17 veintenas (17 X 20 = 340 unidades).

Debe evitarse interpretarlo así.
- Caxtolpoalli omome → 15 veintenas y dos unidades [(15 X 20) + 2 = 302 unidades].

Dicha cantidad se expresa así.
- Caxtolpoalli ipan ome → 15 veintenas y dos unidades [(15 X 20) + 2 = 302 unidades].

- «.. y por ello Dios castigó a la ciudad haciéndola perecer. Veintitrés mil hombres [(2 X 8000) + (17 X 400) + (10 X 20)] justamente murieron por ello»: «... ihuan ic Dios oquitzacuiltih in altepetl inic oquimictih.  Onxiquipilli ipan caxtoltzontli omome ipan mahtlacpoalli in tlacah in huel ic omicqueh»  (Andrés de Olmos, Tratado sobre los Siete Pecados Mortales, pp. 110-111, Edición de Georges Baudot, UNAM, 1996).

Fray Molina de Molina se confunde al dar al final del Vocabulario en Lengua Castellana la numeración. Toma la cuenta de las veintenas (ompohualipilli once, 21 veintenas) y la extiende a la cuenta de los pohualli (cempohualli once, veintiuno).

### Los números ordinales y cardinales. Sus sufijos
Los ordinales expresan orden (primero, segundo, tercero...) y los cardinales cantidad (un, dos, tres...).
Los ordinales van siempre precedidos de ic, pero, por lo demás, los ordinales y los cardinales se expresan de la misma manera, pudiendo llevar —o no— ciertos sufijos especiales: -tetl, -tlamantli, -pantli...
- Primero → Ic ce, ic centetl, ic centlamantli, ic cempantli, ic cemmecatl, ic centacatl, ic centlamapictli, ic centlaltectli...

- Segundo → Ic ome, ic ontetl, ic ontlamantli, ic ompantli, ic ommecatl...

- Tercero → Ic eyi, ic etetl, ic etlamantli, ic epantli...

- Cuarto → Ic nahui, ic nauhtetl, ic nauhtlamantli, ic nauhpantli...

Cuando van precedidos de inic hay una ligero cambio de matiz.
- El primero → Inic ce, inic centetl, inic centlamantli...

- El segundo → Inic ome, inic ontetl, inic ontlamantli...

- El tercero → Inic eyi, inic etetl, inic etlamantli...

- «Noteiccahuané, ontlamantli in tlahtlacolli in itech quiza in in tzohtzocayol... Inic centlamantli... Inic ontlamantli...»: «Hermanos, dos tipos de pecados surgen de la avaricia...: El primero... El segundo...» (Andrés de Olmos, Tratado sobre los Siete Pecados Mortales, pp. 74-75, Edición de Georges Baudot, UNAM, 1996).

- «Tres tipos de cosas habrá que conocer para identificar bien, que sea conocida, la glotonería, para decir cómo sabemos si está en nosotros la gula»: «Etlamantli cacoz inic huelicamaz macho xihxicuiyotl, inic nihtoz in quenin huel ticmatizque in ahzo totech catqui in xihxicuiyotl» (Andrés de Olmos, Tratado sobre los Siete Pecados Mortales, pp. 140-141, Edición de Georges Baudot, UNAM, 1996).

El sufijo -tlamantli sirve para contar cardinal u ordinalmente conjuntos, grupos, pares, tipos de objetos o ideas, clases.Se trata de objetos, clases, ideas que son iguales u homogéneas.
- Un grupo → Centlamantli.

- Dos conjuntos → Ontlamantli.

El sufijo -tetl sirve para contar cardinal u ordinalmente unidades, seres animados redondos o rollizos (como gallinas, cerdos...), objetos redondos (como huevos, frutas y verduras, montes...) y conceptos que expresan ideas cíclicas (como años, meses, horas...). Se contrapone a -tlamantli.
- Unidad, una unidad → Centetl

- Dos unidades → Ontetl.

- Una vaca, una res → Centetl cuacuahueh.

El sufijo -tlamahmanquizqui sirve para contar conjuntos, grupos, colectivos de cosas diferentes, distintas. Se contrapone a -tlamantli.
El sufijo -tlamahpictli sirve para contar puñados, montones... etc.
- Un puñado de trigo → Centlamahpictli achtli.

El sufijo -tlayahualolli sirve para contar sacos, costales, paquetes.
- Un saco de patatas (de papas) → Centlayahualolli totztli.

El sufijo -tlacuitlalpilli sirve para contar paquetes, hatos, fardos, bolsas, paquetes, envases (recipientes para objetos menudos).
El sufijo -mecatl sirve para contar manojos, ristras, racimos, ramilletes... (objetos atados o cosidos).
El sufijo -tacatl sirve para contar matas, plantas, hierbas, verduras...
- Dos lechugas → Ontacatl axoxouhquilitl.

El sufijo tlaquechcuitl sirve para contar espigas, granos.
- Una espiga de trigo → Centlaquechcuitl achtli.

El sufijo -tlaltectli sirve para contar sorbos, tragos.
El sufijo -camatl sirve para contar bocados, mordiscos.
El sufijo -tentli sirve para contar palabras.
El sufijo -pantli sirve para contar cardinal u ordinalmente hileras, filas, paredes, surcos, renglones, líneas, versos...
El sufijo -tlatlapantli o -tlatectli sirve para contar pedazos, fragmentos, partes, piezas, estrofas.
El sufijo -tlaixtli sirve para contar cosas finas, delgadas... como hojas de libros, pliegos, papeles, papiros.
El sufijo -tlatehtectli sirve para contar ovillos, madejas, bovinas, carretes.
El sufijo -tlaxotlalli sirve para contar rebanadas, lonchas, tajadas...
El sufijo -texcalli sirve para contar turnos, tandas, partidas, hornadas... (de pan, de patatas...).
El sufijo -tlachipinilli o -tlachipintli sirve para contar gotas.
El sufijo -xomahtli sirve para contar cucharadas.
El sufijo -tlamotlalli sirve para contar pedradas, fustazos, latigazos, hondazos.
El sufijo -tlaixtlapantli sirve para contar mitades.
El sufijo -nacaztli sirve para contar cuartos.
El sufijo -tlaxochtli sirve para contar copos (porciones de productos con forma de escama).
- Un copo de maíz → Centlaxochtli elotl.

El sufijo -tlaololli sirve para contar masas, amasijos, pellas, bolas (de manteca, de mantequilla...).
El sufijo -tlacxitl sirve para contar pasos, pisadas, huellas.
El sufijo -necxianaliztli sirve para contar pasos, zancadas, trancos, metros.
La falta de ic o de inic convierte el número en cardinal.
- «Mucho se ha de (evitar / temer) el robo, incluso si no es notorio, incluso si es de poca monta lo que se ha llevado: porque a aquel que fue nuestro primer padre, de nombre Adán, que robó sólo una frutita, a él lo alejó de ese lugar (el paraíso) Dios»: «Cencah imacahxo in ichtequiliztli, macihui in ichtaca mochihuaz, macihui in tlein achitzin cuihuaz: yehica yehhuatl in achto totah in itoca Adán, ca centetl xocotzintli in oquichtec, in oquimocahualtilica Dios» (Andrés de Olmos, Tratado sobre los Siete Pecados Mortales, pp. 88-89, Edición de Georges Baudot, UNAM, 1996).

- «Y allá un cerro, llamado Cerro del Pregón, todavía hoy se llama (precisamente) así...»: «Auh oncan centetl tepetl, motocayotia tzahtzitepetl, no zan iuh mihtoa in axcan...» (Sahagún, L. III, fº 9, p. 210, reverso).

### Sufijos especiales para contar veintenas
Los sufijos que se van a exponer a continuación sirven para contar veintenas, de una en una, hasta diecinueve veintenas. No más.
El sufijo -ipilli sirve para contar de veinte en veinte objetos planos (papel, alfombras, mantas, vestidos, ropa, tortillas, galletas, libros...).
- Una veintena de alfombras → Cemipilli palpetlatl.

- Dos veintenas → Omipilli, onquimilli.

- Once veintenas → Mahtlacipilli once.

- Dieciséis veintenas → Caxtolipilli once.

El sufijo -quimilli para contar fardos, paquetes, sacos... de veinte piezas.
- Una veintena de fardos de cemento → Cenquimilli tenexzoquitl.

- Once veintenas → Mahtlacquimilli once.

El sufijo -olotl sirve para contar objetos redondeados o rollizos, de veinte en veinte (naranjas, plátanos, columnas, semillas...).
- Dos veintenas de plátanos → Omolotl tzapalotl.

El sufijo -tecpantli para contar estibadores, peones, cargadores, costaleros, ganado, casas, piedras... de veinte en veinte. Con la particularidad de que cuando se usa para contar personas va en plural, cosa que Rémi Siméon no tiene en cuenta.
- Una veintena de peones → Centecpantin tlachihuanimeh.

El sufijo -tlamic sirve para contar mazorcas de maíz
- Centlamic → Una veintena de mazorcas.

- Dos veintenas → Ontlamic

- Once veintenas → Mahtlactlamic once.

- Dieciséis veintenas → Caxtollamic once.

## El adjetivo
El adjetivo puede aparecer con dos funciones, como aposición especificativa o como epíteto.

### El adjetivo como aposición especificativa
El adjetivo en aposición especificativa restringe la extensión del sustantivo que complementa. Este complemento lleva el pronombre relativo in.
- Moteuczoma in huehueh → Moctezuma El Viejo.

- In huehueh Moteuczoma → Moctezuma El Viejo.

- Pedro in ahtetlaocolih → Pedro El Cruel.

- In ahtetlaocolih Pedro → Pedro El Cruel.

- Carlos in ic macuilli → Carlos Quinto.

- In ic yei amoxxehxeloliztli → Capítulo tercero.

### El adjetivo calificativo y el epíteto
Es epíteto un adjetivo cuando resalta una cualidad propia del sustantivo. Por ejemplo, la blanca nieve o su roja sangre. No restringe al sustantivo, porque toda la nieve es blanca y la sangre roja.
Por el contrario, es adjetivo cuando restringe al sustantivo, por ejemplo no todo hombre es joven.
- In oquichtli in telpochtli → El hombre joven.

- Cualli oquichtli → Buen hombre.

El adjetivo calificativo puede preceder o anteceder al sustantivo.
- In tlacatl in cualli → El hombre bueno.

- Cualli tlacatl → Buen hombre.

El adjetivo calificativo lleva la partícula in cuando va pospuesto. Se introduce mediante el giro de aposición.
- In cihuatl in namiqueh → La mujer casada → La mujer que es casada.

- In cihuatl in cualli → La mujer buena.

- In oquihctli in zan yuh nemi → El hombre soltero.

Cuando el posesivo lleva complemento poseedor es preferible poner el poseedor detrás, para que no se produzcan construcciones equívocas.
- Ical in anqui → La casa del cazador.

Antes que:
- In anqui ical → La casa del cazador.

Porque se dan frases como esta (que no debe traducir como «para que ejercite su buen corazón»):
- «Yehhuatl ipampa nemi tlahueliloc in tlalticpac inic monemilizcuepaz ahnozo inic ehehcoloz in cualli iyolloh»: «Aquel que es perverso vive en la tierra o para enmendarse o para que el bueno ejercite su corazón» (Andrés de Olmos, Tratado sobre los Siete Pecados Mortales, pp. 100-101, Edición de Georges Baudot, UNAM, 1996).

En el ejemplo precedente, si la frase fuera activa, el sujeto sería el bueno y el objeto su corazón. Pero la frase es pasiva.  Encontramos el verbo (y)ecoa, nitla-. A falta de sujeto agente entendemos que estamos ante una construcción impersonal sea puesto a prueba el corazón del bueno. El sujeto paciente es iyolloh. E in cualli es el poseedor.
Cuando el adjetivo calificativo precede al sustantivo, puede formar un sintagma que puede ir precedido de la partícula in.
- In cualtin cihuah yazquez in ilhuicac → Las buenas mujeres irán al cielo.

- In ahcualli ohtli → El mal camino.

Por último, el adjetivo puede ser atributo cuando se usa como verbo, concretamente como predicado nominal. Y no lleva in.
- In tlacatl ahcualli → El hombre es malo.

También puede ser predicado adjetival.
- Yehhuatl ahcualli tlacatl → Es mal hombre.

### Adjetivos numerales
Hay cuatro variantes.
- Ic yei chalco tlahtocat → Tercer señor de Chalco → Tercero que gobernó en Chalco.

- Ic yei tlahtocat in chalco → Tercer señor de Chalco.

- In ic nahui tlahtoani chalco → El cuarto señor de Chalco.

- In ic nahui chalco tlahtoani → El cuarto señor de Chalco.

### Adjetivos enic
- Cualli (bueno) → Cualli ic (bien)

- Huel (a modo, bien) → Huel ic (sabroso).

- «Ma cualli ic tlachihualli ca ye nimitztlaxtlahuia»: «Que vaya bien hecho pues yo te pago» (Pedro de Arenas, Manual de Vocabulario de las Lenguas Castellana y Mexicana, p. 60, año 1611, Biblioteca Digital Mundial, UNESCO).

- «Cualli ic cah, dejadlo así»: «Está bien, dejadlo así» (Pedro de Arenas, Manual de Vocabulario de las Lenguas Castellana y Mexicana, p. 64, año 1611, Biblioteca Digital Mundial, UNESCO).

### Adjetivos nominales acabados en-yoh,-loh,-oh
Derivan del sustantivo. Se unen a su raíz. Muchos de ellos son adjetivos de materia. 
- Texcalli (roca) → Texcalloh (rocoso).

- Atl (agua) → Ayoh (líquido, acuoso).

- Tezoquitl (arcilla) → Tezoquiyoh (arcilloso).

- Chichihualayotl (leche) → Chichihualayoh (lácteo).

- Omitl (hueso) → Omiyoh (óseo).

- Teocuitlatl (oro) → Teocuitlayoh (dorado).

- Zoquitl (lodo, fango, barro) → Zoquiyoh (lodoso).

- Tlalli (tierra) → Tlalloh (terroso).

- Xalli (arena) → Xalloh (arenoso).

- Ocuilin (gusano, lombriz) → Ocuilloh (agusanado, podrido).

- Mahuizotl (gloria) → Mahuizoh (glorioso).

- Iztatl (sal) → Iztayoh (salado).

- Tlaelleltiliztli (problema) → Tlaelleltilizoh (problemático).

- Eztli (sangre) → Ezoh, ezzoh (sanguinolento).

Forman el plural en -queh.
- Teoyoh (divino) → Teoyohqueh (divinos).

- Ohuicayoh (peligroso) → Ohuicayohqueh (peligrosos).

- Tlaelleltilizoh (problemático) → Tlaelleltilizohqueh (problemáticos).

- Nacayoh (carnoso, corpulento) → Nacayohqueh (corpulentos).

Pueden utilizarse circunloquios.
- Tenyoh (célebre, famoso, cubierto de gloria).

- Ezzoh (sanguinolento, cubierto de sangre).

- Iztayoh (salado, lleno de sal).

### Adjetivos nominales acabados en-tic
Indican semejanza. Hacen el plural en -queh.
- Huitztli (espina) → Huitztic (puntiagudo, semejante a la espina).

- Tlilli (tinta, colorante) → Tliltic (negro).

- Quilitl (verdura) → Quiltic (verde).

- Cuahuitl (árbol) → Cuauhtic (alto).

- Camohtli (camote) → Camohtic (tierno, blando).

- Camatetl (moflete, mejilla) → Camatetic (gordo, mofletudo).

- Tlacatl (persona) → Tlacatic (humano)

Pueden tener un origen verbal.
- Tetl (piedra) → Teti, ni- (endurecerse, petrificarse) → Tetic (duro).

El plural.
- Cuauhtiqueh (altos).

### Adjetivos nominales acabados en-ctic
Indican tendencia, propensión.
- Tlilehua, ni- (ennegrecerse) → Tlilehuac (negro, cosa negra) → Tlilectic (negruzco, negro).

- Tlilihui, ni (ennegrecerse) → Tliliuhqui (negro, cosa negra) → Tlilictic (negruzco, negro).

- Camilehua, - (madurar el fruto) → Camilehuac (pardo, marrón)  → Camilectic (pardusco, terroso, castaño).

- Camilihui, - (madurar el fruto) → Camiliuhqui (pardo, marrón) → Camilictic (pardusco, terroso, castaño).

- Chihchilihui, ni- (enrojecer) → Chihchiliuhqui (rojo, colorado) → Chihchiltic (rojizo, bermellón, rojo)

- Huitolihui, ni- (torcerse, arquearse) → Huitoliuhqui (arco, puente, cosa arqueada) → Huitolictic (arqueado, torcido).

Los acabados en -ctic, derivados de nombres que designan al agente acabados en -huac.
- Chipahua, ni- (limpiarse) → Chipahuac (limpio) → Chipactic (higiénico —que tiene la cualidad de limpiar—).

- Catzahua, ni- (ensuciarse)) → Catzahuac (sucio, mugroso) → Catzactic (ensuciadizo —que ensucia—).

- Alahua, ni- (resbalarse) → Alahuac (resbaloso) → Alactic (resbaladizo —que tiene la cualidad de resbalar—).

- Canahua, ni- (adelgazar) → Canahuac (delgado) → Canactic (adelgazante —que tiene la cualidad de adelgazar—).

- Tomahua, ni (engordar) → Tomahuac (gordo, grueso) → (espesante, engrosador —que engorda—)

«La soberbia todo lo gobierna, todo lo favorece: lo negro (la indecencia), lo sucio (la inmoralidad), el vicio»: «In nepoaliztli ixquich quitoca, ixquich in quinahnamiqui: in tliltic, in catzahuac, in tlahuelilocayotl» (Andrés de Olmos, Tratado sobre los Siete Pecados Mortales, pp. 10-11, Edición de Georges Baudot, UNAM, 1996).

### Adjetivos acabados en-ibleo-able(-loni)
Derivan de verbos transitivos, con el pasivo y la terminación -ni.
Indican que algo es susceptible de ser objeto de la acción verbal o no.
- Cua, nitla- (comer) → Cualoni (comestible).

- Neltilia, nitla- (verificar, demostrar) → Neltililoni (demostrable, verificable, probable, comprobable).

- Chihua, nitla- (hacer) → Chihualoni (posible, factible, viable)

- I, nitla- (beber) → Ihuani (bebible, potable).

- Itta, nitla- (ver) → Ittoni (visible).

- Caqui, nitla- (entender, oír, percibir) → Caquiloni (perceptible).

- Amoxpohua, ni- (leer) → Amoxpohualoni (legible).

Pueden ser negados.
- Ahmo ittoni, Ayittoni → Invisible.

- Ahcualoni → Incomestible.

- Ahcaquiloni → Imperceptible, inaudible.

### Adjetivos verbales acabados en-c
Los acabados en -c derivados de verbos intransitivos.
- Chipahua, ni- (limpiarse) → Chipahuac (limpio).

- Catzahuac, ni- (ensuciarse) → Catzahuac (sucio).

### El grado del adjetivo
Sin perjuicio de que se tratará de ello al hablar de las oraciones subordinadas comparativas, conviene tratar ahora de los grados del adjetivo.

#### El adjetivo en grado positivo
El grado positivo es aquel que no es ni comparativo ni superlativo.
- Cualli (bueno)

- Ahcualli (malo).

- Huelnexqui (guapo).

Forma adverbios si se le pospone la preposición ic (con).
- Cualli (adjetivo) → Cualli ic (adverbio).

Puede ir acompañado de adverbios.
- Cencah cualli → Muy bueno.

#### El adjetivo en grado comparativo
Indica que se posee una cualidad en un grado igual, mayor o menor.
- Cualli (bueno) → Oc achi inic cualli (mejor, más que bueno).

- Hueyi (grande) → Oc achi inic hueyi (mayor, más grande).

- Tepiton (pequeño) → Oc achi inic tepiton (menor, más pequeño).

- Ahcualli (malo) → Oc achi inic ahcualli (peor, más que malo).

- Cualli (bueno) → Ic cualli (tan bueno).

- Cuauhtic (alto) → Ic cuauhtic (tan alto).

#### El adjetivo en grado superlativo
Indica que alguien posee una cualidad en grado extremo.

##### El superlativo relativo
Si queremos decir que alguien es el más alto, más alto «que nadie», debe emplearse así el superlativo.
- Aquin tepanahuia inic cuauhtic → Quien sobrepasa a todos en cuanto alto → El más alto.

- In tepanahuia inic cuauhtic → El más alto de todos.

- Cualli (bueno) → Tlapanahuia inic cualli (excelente, superando a todo en cuanto bueno).

- In tlapanahuia inic cuauhtic → El más alto, el que posee la cualidad en grado extremo.

##### El superlativo absoluto
Indica que se posee una cualidad en grado extremo.
Se puede formar con el adverbio cenquizca (enteramente, del todo).
- Chipahuac (limpio) → Cenquizca chipahuac (limpísimo).

- Tomahuac (gordo) → Cenquizca tomahuac (gordísimo).

Hay partículas que forman términos que se asemejan al adjetivo superlativo. A veces tienen un sentido nominal.
El adverbio cen se une al adjetivo para significar del todo, completamente, para siempre, por siempre.
- Cenhuelitini → Todopoderoso, poderosísimo, por siempre poderoso.

- Cenchipahuac → Virgen, purísima, por siempre limpia.

Cuando acompaña a un sustantivo es adjetivo.
- Cenchipahuac ichpochtli → Doncella por siempre pura → Virgen purísima.

Los sufijos -huah y -eh.
- Tloqueh Nahuaqueh → Omnipresente, siempre presente.

- Cualeh → Siempre bueno.

- Yecnemiliceh → Santo.

## El participio
Hay por lo menos cinco clases participios. El activo, que puede ser de presente o de pasado; el pasivo; los participios que equivalen a los participios latinos acabados en -dus; los participios que equivalen a los latinos acabados en -urus; y el participio que se forma con el presente de indicativo sin sufijos participiales.
Algunos en castellano excepcionalmente se pueden suplir por adjetivos sinónimos.
- Horrendo, horroroso, horrible → Tetzauhqui, temauhtiani.

- Estupendo, maravilloso, elogiable → Ihtoloni, tenehualoni, ittaloni.

### El participio activo de presente
Marca la propensión del sujeto a realizar la acción verbal.
Con verbos transitivos. El verbo queda en tema presente.
- Chalania, nite- (atacar a alguien) → Techalaniani (pendenciero, agresivo).

- Pilchihua, nitla- (pecar) → Tlapilchihuani (pecador, infractor, transgresor).

- Ihtlacoa, nitla- (dañar, deteriorar) → Tlahtlacoani (descuidado, negligente).

- Cua, nite- (comer personas) → Tecuani (feroz, salvaje).

- Cua, nitla- (comer) → Tlacuani (insaciable, glotón).

- Omitl quicuani (roedor).

- Cahua, nino- (callarse) → Mocahuani (silencioso).

- Zahua, nino- (ayunar) → Mozahuani (ayunador).

- Icnomati, nino- (ser humilde, rebajarse) → Mocnomatini (humilde).

Con verbos intransitivos.
- Nehnemi, ni- (caminar, transitar) → Nehnemini (caminante, transeúnte, peatón).

- Huetzca, ni- (reír) → Huetzcani (risueño).

- Choca, ni- (llorar) → Chocani (llorón).

- Temiqui, ni- (soñar) → Temiquini (soñador).

### El participio activo de pasado
Se forma con el tema pasado. Muchos son nombres de oficios o profesiones o designan estados. 
- Namaca, nitla- (vender) → Tlanamacac (vendedor).

- Calpiya, ni- (atender la casa) → Calpixqui (mayordomo).

En castellano hay muchos participios irregulares que se usan como adjetivos y no para formar tiempos compuestos. Muchos de ellos se forman con el participio activo pasado e indican un estado. 
- Tzonquiza, ni- (extinguirse, consumirse) → Tzonquizqui (extinto).

- Xelihui- (dividirse) → Xeliuhqui (diviso, dividido).

- Pano, ni- (pasar) → Panoc (pretérito, pasado —que pasó—).

- Temi, ni- (llenarse) → Tenqui (lleno —que se llenó—).

- Pachihui, ni- (Satisfacerse) → Pachiuhqui (repleto, satisfecho).

- Poztequi, ni- (quebrarse) → Poztecqui (roto —que se rompió—).

- Nemilizcuepa, nino- (convertirse) → Monemilizcuepqui (converso —que se convirtió—).

### Participios en presente de indicativo
En castellano son pasivos, pero tienen una significación activa e indican un estado.
- Ahtlaneltoca, ni- (descreer, apostatar) → Ahtlaneltoca (descreído).

- Pohua, nitla- (leer) → Tlapohua (leído —quien ha leído mucho—).

- Tlanihuia, nite- (disimular) → Tetlanihuia (disimulado —el que disimula—).

- Chicotlamati, ni- (desconfiar) → Chicotlamati (desconfiado —el que desconfía—).

- Toloa, nino- (medirse) → Motoloani (medido —el que se mide).

### Participios equivalentes a los latinos en-dus
En castellano forman nombres o adjetivos en -endo o -ando. Como memorando (memorable, lo que ha de recordarse), o dividendo (lo que ha de dividirse).
En náhuatl no deben confundirse con los acabados en -loni y en -huani, con desnencias pasivas y sin prefijos objeto.
- Cua, nitla- (comer) → Cualoni (comestible —susceptible de ser comido—).

- I, nitla- (beber) → Ihualoni (bebible —susceptible de ser bebido).

- Xeloa, nitla- (dividir) → Xeloloni (divisible).

Se forman con el eventual. Tema activo presente. Los verbos transitivos no pierden el prefijo objeto. 
- Xelihui, ni- (dividirse) → Xelihuini (dividendo, que ha de dividirse).

- Ilnamiqui, nitla- (recordar) → Tlalnamiquini (memorando, que ha de recordarse)

### Participios equivalentes a los latinos en-urus
En náhuatl se forman con el eventual. Tema presente.
- Miqui, ni- (morir) → Miquini (perecedero —que ha de perecer—, mortal).

- Toquilia, nitla- (venir después) → Tlatoquiliani (venidero —que ha de venir—).

- Ixtlahuia, nitla- (pagar) → Tlaxtlahuiani (pagadero —que ha de pagarse—).

- Pano, ni- (pasar) → Panoni (futuro —que ha de pasar).

### El participio pasivo  en «-ado» e «-ido»
Indica que se sufre la acción descrita por el verbo. En castellano los verbos de la primera conjugación (acabados en «-ar») lo forman en «-ado» —marear, mareado—, los de la segunda conjugación en «-ido» —beber, bebido— y los de la tercera en «-ido» —reír, reído—.
Cuando el verbo tiene un objeto «te-» pasa a «tla-». Cuando el verbo acaba en doble vocal (-ia, -oa), pierde la última). 
- Cuaihuintia, nite- (marear a alguien) → Tlacuaihuintilli (mareado).

Cuando el verbo tiene dos objetos  (tetla-) pasan a tetla-.
- Machia, nitetla- (administrar) → Tetlamachilli (administrado, conferido).

Los sufijos varían en función de si el tema verbal es el presente o el pasado.
Utilizando el tema pasado.
Se añaden los sufijos -tli, -tl. Admite los tres prefijos indefinidos (te-, ne-, y tla-).
- Chihua, nitla- (hacer) → Tlachiuhtli (elaborado, hecho).

- Notza, nite- (llamar a alguien) → Tlanotztli (llamado).

Utilizando el pasivo.
Se añade el sufijo -lli. Este sufijo adjetivo es la suma del sufijo pasivo y el sufijo adjetivo.
Se quitan las terminaciones -o, -hua y generalmente añaden el prefijo objeto tla- .
- Chihua, nite- (engendrar) → Chihualo, ni- (ser hecho) → Tlachihualli (creado).

- Machtia, nite- (enseñar) → Machtilo, ni- (ser instruido) → Tlamachtilli (instruido, enseñado).

- I, nitla- (beber) → Ihua, ni- (ser bebido) → Tlailli (bebido).

#### Una construcción alternativa al adjetivo: el pasivo
- Yectenehua, nitla- (alabar una cosa) → Yectenehualo

Ma yectenehualo in motocatzin → Alabado sea tu nombre.
- Mixihuitia, nite- (engendrar, concebir a alguien) → Mixihuitiloc

Mixihuitiloc, ahmo chihualoc → Engendrado, no creado.

## Morfología nominal
La morfología flexiva nominal es relativamente simple comparada con la morfología verbal. En realidad el náhuatl no tiene una flexión de caso para marcar las relaciones gramaticales. El nombre tiene dos formas básicas la forma no-poseída (absolutivo) y la forma poseída. La forma absolutiva se marca mediante alguno de los sufijos: -tl o sus variantes (-tli, -li) o -in. Los nombres derivados de verbos no llevan marcas de absolutivo. La marca -tl deriva del marcador de un acusativo genuino *-ta conservado todavía en otras lenguas utoaztecas.
El náhuatl clásico no distingue género gramatical propiamente dicho, aunque sí distingue semánticamente la clase de los animados y los inanimados. Los animados marcan obligatoriamente el número gramatical (singular o plural) y los inanimados en general usan la misma forma para el singular que para el plural. En náhuatl moderno, por influencia del español, todos los nombres contables usan marcas de número con independencia si designan animados o inanimados.
En el náhuatl existen dos tipos de sustantivos, los primitivos y los derivados. Los sustantivos primitivos son fácilmente identificables por tener cuatro terminaciones (sufijos absolutivos), /-tl, -tli, -li/ (alomorfos generales fonéticamente condicionados) e /-in/ (restringido a clases semánticas restringidas). Los sustantivos derivados se aglutinan con otras palabras para formar nuevas palabras, como ejemplo del castellano para facilitar su comprensión; es la palabra sacapuntas, que está formada de dos palabras distintas que al unirlas crean una nueva palabra. Ejemplo:
Naca-+ tamal-li > nacatamalli (tamal de carne o "nacatamal")
Tēuc- + Tlahtōl-li > Tēuctlahtōlli (Lengua de los señores o "lenguaje culto")
Chīchīhual- + ā-tl > chīchīhualātl (Agua de seno o "leche")
(En el caso de topónimos mexicanos de origen náhuatl, la traducción se lee de atrás hacia delante). Ejemplo :
Chapōl- + tepē- + -c > Chapōltepēc (En el cerro de los saltamontes)
- En caso de que aparezca una vocal débil precediendo al sufijo nominal, esta desaparece junto con el sufijo. Por ejemplo:

Chiquih- + cal-li > chiquiuhcalli (casa de canastas)
Cuahui- + tlah > cuauhtlah (junto a los árboles o bosque)

### Sufijos nominales

#### El sufijo valorativo «-illo» (-pil)
El sufijo -pil es un sufijo diminutivo que denota conmiseración, ternura y connota fragilidad o desamparo.
- Tototl (pájaro) → Totopil (pajarillo).

- Telpocatl (chico, crío, muchacho) → Telpocapil (chiquillo).

- Ichpochcatl (chica, cría, muchacha) → Ichpocapil (chiquilla).

- Itzcuintli (perro) → Itzcuimpil (perrillo).

- Cihuatl (mujer) → Cihuapil (mujercilla).

- Temachtiani (maestro) → Temachtihcapil (maestrillo)

En plural -pihpil se aplica sobre la forma singular. 
- Telpochtli (joven) →  Telpohpochtin (jóvenes) → Telpochpihpil (jovencillos).

- Conetl (niño) → Cohconeh (niños) → Conepihpil (niñillos).

La forma posesiva es como sigue.
- Motemachtihcapil → Tu maestrillo.

- Motemachtihcahuanpihpil → Tus maestrillos.

El vocativo añade la vocal -é si hablan un varón o simplemente acaba en vocal tónica si habla una mujer.
- Telpochpilé / Telpochpíl

#### El sufijo despectivo «-uelo» (-pol)
Es un sufijo aumentativo que denota desprecio, repulsa o connota arrogancia y soberbia.
- Telpochtli (joven) → Telpochpol (jovenzuelo).

- Cihuatl (mujer) → Cihuapol (mujerzuela).

- Tlahtoani (rey) → Tlahtohcapol (reyezuelo).

- Tehhuatl (tú) → Tehhuapol (adefesio, mamarracho).

- Amoxtli (libro) → Amoxpol (libraco).

- Mahcehualli (plebe, gentío, gente) → Mahcehualpol (gentuza, chusma, populacho).

Hace el plural en -pohpol.
- Amehhuantin (vosotros) → Amehhuanpohpol (adefesios, mamarrachos)

#### Los sufijos aumentativos y diminutivos-polliy-tontli
El sufijo aumentativo -polli se aplica como sigue, sin variar según tenga o no sufijo el sustantivo que lo recibe.
- Tecpin(tli) (pulga) → Tecpinpolli (pulgota).

- Miccazayolin (mariquita, catarina —insecto volador que se hace el muerto—) → Miccazayolpolli (catarinota).

- Oquichtli (hombre, varón) → Oquichpolli (hombrezote).

- Acapolco (Acapulco, lugar entre cañas grandes).

El sufijo diminutivo -tontli denota pequeñez, nunca desprecio. Y adopta la forma -ton si el sustantivo que lo recibe no lleva sufijo.
- Ichcatl (oveja) → Ichcatontli (ovejita).

- Conetl (niño) →  Conetontli (niñito).

- Oquichtli (hombre) → Oquichtontli (hombrecito).

- Ocuilin (gusano) → Ocuiltontli (gusanito)

- Huehueh (viejo) → Huehuehton (viejito).

- Temachtiani (maestro) → Temachtihcatontli (maestrito).

#### El sufijo aumentativo-tzintli
El sufijo aumentativo -tzintli denota respeto, admiración y connota grandeza, poder, estatus. 
Si el nombre carece de sufijo, estos sufijos se ven privados de la terminación -tli.
- Ilamah (vieja) → Ilamahtzin (anciana).

- Huehueh (viejo) → Huehhuetzin (anciano).

- In tinonan (mamá) → In tinonantzin (madre).

- In tinotah (papá) → In tinotahtzin (padre).

De alguna manera, podemos decir que los nombres sin el sufijo -tzintli son propios del ámbito familiar o coloquial (entre amigos) donde las normas de respeto se relajan. Sirve para designar a los nombres hipocorísticos.
- Itzcuintli (chucho) → Itzcuintzintli (can).

- Chichi (chucho) → Chichitzin (perro)

Los nombres propios de persona y asimilados llevan el sufijo -tzin a menudo.
- Cuauhtemoc → Cuauhtemoctzin.

- Cuitlahuac → Cuitlahuactzin.

- Teotl → Teotzin.

La traducción al castellano muchas veces requiere del diminutivo, para resaltar el valor afectivo y no para indicar pequeñez ni fragilidad.
- Imahtzin → Sus manitas (de alguien a quien se respeta y aprecia).

- Namoxtzin → Mi librito (por el que siento aprecio).

#### Los sufijos-ehy-huah
Estos sufijos se añaden a la raíz del sustantivo e indican al poseedor.
- Calli (casa) → Caleh (casero).

1) Regla principal.
Los nombres que acaban en vocal añaden el sufijo -huah y los que acaban en consonante el sufijo -eh.
- Conetl (niño) → Conehuah (madre, padre, progenitor).

- Milli (granja, finca) → Mileh (granjero, campesino).

- Chimalxochitl (girasol, mirasol) → Chimalxochihuah (aquel que tiene girasoles).

2) Reglas secundarias.
Los nombres de seres vivos reciben el sufijo -huah y los nombres de las partes del cuerpo reciben el sufijo eh. Con la particularidad de que los nombres de las partes del cuerpo cuya raíz acaba en vocal, la pierden antes de recibir el sufijo -eh.
- Ichcatl (oveja) <ser vivo> → Ichcahuah (mayoral, ovejero).

- Milli (sembradío) <no es ser vivo> → Mileh (campesino, grenjero).

- Pilli (niño) <ser vivo> → Pilhuah (madre, padre, progenitor).

- Michtli (pescado) → Michhuah (pescadero, pescatero).

- Nacaztli (oreja) <parte del cuerpo> → Nacazeh (dotado de orejas).

- Yacatl (nariz) → Yaqueh (dotado de nariz).

- Cuaitl (cabeza) → Cuayeh (provisto de cabeza).

3) Excepciones.
Las palabras siguientes no siguen las reglas indicadas.
- Nantli (mamá) → Naneh (hijo, vástago).

- Tahtli (papá) → Tateh (hijo, vástago).

- Tlatquitl (bienes, cosa, objeto, pertenencias) → Tlatquihuah (rico, adinerado).

- Axcaitl (patrimonio, hacienda) → Axcahuah (dueño, propietario).

#### El sufijo-in
Sirve para designar animales y objetos pequeños. No es un diminutivo.
- Cilin → Caracol.

- Cuixin → Gavilán.

- Zolin → Codorniz.

- Ocuilin → Gusano.

- Tecpin → Pulga.

- Zayolin → Mosca.

- Citlalin → Estrella.

- Huitzihtzilin, huitzilin → Colibrí.

- Chapolin → Saltamontes.

- Chopilin → Grillo.

- Mitzin → Gato.

- Michin → Pez.

- Acelin → Liendre.

- Metolin → Piojo.

- Pipiolin → Abeja.

- Quimichin → Ratón.

#### El sufijo de abstracción «-yotl»
Se utiliza para formar nombres de cualidad o nombres colectivos.
- Huelnezcayotl → Belleza.

- Tenyotl → Fama, celebridad.

- Mahuizotl → Gloria.

- Ihtauhcayotl → Prestigio.

- Neeuhcayotl, neuhcayotl → Pan, sustento

Se forma con la raíz nominal (tentli, mahuiztli) o pospuesto al sufijo participial «-ca-».
- Telpochtli (joven) → Telpochyotl (juventud).

- Conetl (niño) → Coneyotl (niñez).

- Mahuiztli (noble, persona ilustre) → Mahuizotl (gloria, honor, notoriedad).

- Tentli (persona de palabra) → Tenyotl (fama, renombre, nombre, reputación).

- Teopixqui (sacerdote) → Teopixcayotl (sacerdocio).

- Temachtiani (profesor) → Temachtihcayotl (profesorado, claustro).

- Ihtauhqui (persona de prestigio) → Ihtauhcayotl (prestigio, distinción, nobleza).

- Tomahuac (obeso) → Tomahuacayotl (obesidad).

El posesivo varía:
- Notenyo → Mi fama.

- Momahuizo → Tu gloria.

- Mihtauhca → Tu prestigio.

- Ineuhca → Su sustento, su pan.

Muchos de estos sustantivos son derivados de verbos:
Ihtoa, nite- (hablar de alguien) → Ihtahui, n(i)- (adquirir prestigio) → Ihtauhqui (ennoblecido) → Ihtauhcayotl (prestigio, alcurnia, nobleza, distinción).
Puede formarse a partir de un nombre toponímico.
- Mexihco → Mexihcayotl (mexicanidad, nación mexicana).

- ¡Ma yoli in mexihcayotl! → ¡Viva México!

Entran en composición para formar nombres derivados.
- Neuhcanamacac (panadero, aquel que vende pan).

- Neuhcachiuhqui (panadero, aquel que hace pan).

- Neuhcanamacoyan (panadería).

- Neuhcachihualoyan (obrador).

#### Sustantivos sin sufijo: el sinécdoque y la analogía
El sinécdoque ocurre cuando se aplica al todo el nombre de una de sus partes o se designa a una cosa por su materia o su cualidad.
- Yacacuitlatl (moco) → Yacacuitla (mocoso).

- Cuanacatl (cresta) → Cuanaca (gallo).

Pero a veces la relación es analógica.
- Huacalli (cesta cuadrangular) → Cuahuacal (persona de cabeza ancha como huacalli).

- Tecomatl (vaso, tarro, bote) → Cuatecoma (cabezón).

- Metlapilli (mano de mortero) → Yacametlapil (narigón).

- Metlapilli (mano de mortero) → Cuametlapil (hombre de cabeza larga).

- Petlazolli (petate, esterilla para dormir) → Cuapetlazol (greñudo).

Estos nombres suelen tener variantes en -tic.
- Yacametlapiltic (narigón).

- Cuapepelli (cornilla) → Cuapepeltic (clérigo).

A veces el sustantivo deriva de un verbo.
- Huilana, nino- (arrastrarse) → Huila (tullido).

- Cuatezonoa, nino- (raparse, trasquilarse) → Cuatezon (pelado).

- Cuatahtapatia, nite- (enmarañar a alguien los cabellos) → Cuatatapa (desmelado).

Otras veces la falta de sufijo se explica por tratarse de un sustantivo primitivo.
- Tzapa (enano) → Tzapatl.

- Alo (loro).

- Tlatzcan (ciprés).

También puede tratarse de un compuesto entre sustantivo y adverbio.
- Tenchico (parlanchín, bocazas).

### Formas de plural
Las formas de plural eliminan el sufijo de absolutivo o el sufijo de posesión y lo substituyen por un sufijo de plural no-poseído o de plural poseído. La raíz normalmente no sufre cambios al formar el plural, aunque unos pocos nombres reduplican la parte inicial de la raíz en las formas de plural. Este es un rasgo arcaico, ya que la reduplicación inicial fue un procedimiento regular de formación del plural en las lenguas utoaztecas que casi ha desaparecido del náhuatl. Algunos sufijos como los diminutivos y los aumentativos se reduplican en las formas de plural. Existen tres formas principales de formar el plural:
- Mediante la sufijación regular de los sufijos -meh, -tin, -huan; para los que parece existir una distribución complementaria en náhuatl clásico, el primero se usa para raíces no poseídas acabadas en vocal, el segundo para raíces no poseídas acabadas en consonante y el tercero para raíces poseídas. En los modernos dialectos tiende a conservarse solo una de las dos formas -ti (< -tin) o -mej < (-meh).
- Mediante sufijación irregular añadiendo el saltillo u oclusiva glotal al final: -h, esta forma solo se da en algunas palabras idiosincráticas.
- Mediante reduplicación parcial reduplicando la primera sílaba y posiblemente combinando esto con alguno de los sufijos anteriores. Este plural solo se conserva en algunas palabras.

#### Formación del plural: regla general
La formación del plural no es igual si se trata de sustantivos primarios o si se trata de sustantivos derivados del verbo, por ejemplo de participios (activos o pasivos). Y difiere si el sustantivo está en forma posesiva o no.
Cuando pensamos en sustantivos primarios, el plural se consigue a partir del radical nominal, forma en que se encuentra el sustantivo tras haber sido privado de los sufijos propios del singular, mediante la adición de los sufijos propios del plural. Como regla general, los sustantivos cuyo radical nominal acaba en vocal añaden el sufijo plural -meh y los sustantivos cuya raíz nominal acaba en consonante añaden el sufijo plural -tin.
- Pitzotl (cerdo, puerco) → Pitzo (radical nominal) → Pitzomeh (cerdos, puercos).

- Ichcatl (oveja, cordero) → Ichca (radical nominal) → Ichcameh (ovejas, corderos).

- Epatl (zorrillo) → Epameh (zorrillos).

- Oquichtli (hombre, varón) → Oquich (radical nominal) → Oquichtin (hombres, varones).

- Ixpohpoyotl (ciego) → Ixpohpoyomeh (ciegos).

Si se trata de un participio activo, se añade el sufijo -meh directamente al sufijo participial.
- Tlahtoani (soberano) → Tlahtoanimeh.

Si se trata de un participio pasado pluralizable o de un gentilicio con sufijo participial, se sustituye el sufijo participial singular por el sufijo participial plural.
- Teopixqui (sacerdote) → teopixqueh (sacerdotes).

- Michhuahcatl (michoacano) → Michhuahqueh (michoacanos).

Cuando se trata de un participio pasivo pluralizable recibe las marcas del plural.
- Tlamachtilli (alumno) → Tlamachtiltin (alumnos).

Cuando el sustantivo carece de sufijo singular, añade el sufijo plural directamente al radical nominal.
- Chichi (perro) → Chichimeh (perros).

- Tecpin / Tecpintli (pulga) → Tecpintin (pulgas).

- Alo (loro) → Alomeh (loros).

- Ilamah (anciana) → Ilamatqueh (ancianas).

- Huehueh (anciano) → Huehhuetqueh (ancianos).

- Chaneh (habitante) → Chanehqueh (habitantes).

- Atitlanchaneh (habitante de Atitlan) → Atitlanchanehqueh (Habitantes de Atitlan).

La gramática del náhuatl solo reconoce como plurales las formas en que se pluralizan personas y animales, a los que se les conoce como nombres pluralizables. 
La gramática no reconoce como pluralizables las formas en que se pluralizan los nombres referidos a entidades inanimadas (conceptos, objetos, vegetales). La pluralidad se marca duplicando parte de la primera sílaba, a la que se añade el saltillo (la -h).
- Xochitl (flor) → Xohxochitl (flores).

- Chantli (hogar, casa) → Chahchantli (hogares, casas).

- Yacatl (nariz) → Yahyacatl (narices).

Los determinantes y los pronombres también reciben las marcas propias del plural.
- Miec (mucho) → Miecquin / miecquintin (muchos —seres animados—).

- Miec (mucho) → Mihmiec (muchos —seres inanimados y asimilados—).

Por otro lado, cuando un sustantivo funciona como predicado nominal (en cuyo caso recibe los prefijos verbales), adopta el lexema plural propio del verbo -h.
- Tecuani (es una fiera) → Tecuanih (son unas fieras).

- Tecuani (feroz, salvaje) → Tecuanimeh (salvajes).

#### Plurales con saltillo
Es la terminación propia de los gentilicios. La llevan todos aquellos gentilicios que acaban en -catl, -tecatl, -mecatl y -panecatl. Los sustantivos tlacatl y cihuatl, que sirven para formar gentilicios, también hacen el plural en saltillo. 
El uso del saltillo, (el saltillo escrito como -h postvocálica es una oclusiva glotal, en algunos dialectos modernos se ha hecho fricativa [h] o [x]). la cual suena cuando queremos pluralizar gentilicios y personas, por ejemplo:
Mexihcatl 'mexicano' / Mexihcah 'mexicanos'
Tenochcatl 'mexicano de Tenochtitlan' / Tenochcah 'mexicanos'
Tlatelolcatl 'mexicano de Tlatelolco' / Tlatelolcah 'mexicanos'
Pōchtēcatl 'comerciante' / Pōchtēcah 'comerciantes'
Mixtēcatl 'mixteco' / Mixtecah 'mixtecos'
Atitlan cihuatl 'mujer de Atitlan' / Atitlan cihuah 'mujeres de Atitlan'
Atitlan tlacatl 'habitante de Atitlan' / Atitlan tlacah 'habitantes de Atitlan'
Tlacatl 'hombre, persona' / Tlacah 'hombres, personas'
Cihuatl 'mujer' / Cihuah 'mujeres'
También los nombres que designan a ciertos profesionales acabados en -catl hacen el plural en saltillo.
- Pochtecatl (comerciante) → Pochtecah (comerciantes).

- Amantecatl (artesano) → Amantecah (artesanos).

#### Plurales reduplicados
Si bien el proto-utoazteca debió usar extensivamente la reduplicación parcial de la primera sílaba (a veces de una sílaba intermedia) para formar el plural, en náhuatl dicho procedimiento ha caído largamente en desuso y en náhuatl clásico solo unas pocas palabras forman el plural de esa manera. La pluralización por reduplicación consiste en repetir la primera sílaba de la palabra (a veces parcialmente). 
Algunos sustantivos acabados en singular en -tl pueden acabar su plural en saltillo con reduplicación. Mientras el sufijo -meh en sus orígenes indicaba una pluralidad de dos, la duplicación de la sílaba inicial y el satillo indican una pluralidad indefinida. Ocurre lo mismo con los nombres referidos a un colectivo indefinido (gentilicios, profesionales). El saltillo final marca la indefinición más allá de la pluralidad (ac → acah).
- Colotl ('alacrán') → cohcoloh ('alacranes').

- Moyotl ('mosquito') → mohmoyoh ('mosquitos').

- Coatl ('serpiente') → cohcoah ('serpientes').

- mazatl ('venado, ciervo') → mahmazah ('venados, ciervos').

- Cueyatl (rana) → Cuehcueyah (ranas).

- Tecolotl ('búho') → tehtecoloh ('búhos').

- Coyotl ('coyote') → cohcoyoh ('coyotes').

- Ocelotl (ocelote) → Ohoceloh / Ohocelomeh (ocelotes).

- Conetl (niño) → Cohconeh (niños).

- Teotl (dios) → Tehteoh (dioses).

- Tlacatecolotl (diablo) → Tlahtlacatecoloh (diablos).

En época prehispánica algunas palabras podían formar el plural mediante sufijación o por reduplicación opcionalmente. Se consideraba que dichos eran una forma muy elegante que deriva del pillahtolli 'lenguaje [propio] de los nobles'. De hecho en náhuatl clásico se encuentra la forma reduplicada en situaciones enfáticas. 
Algunos acaban en -tin.
- Zolin (codorniz) → Zohzoltin (codornices).

- Telpochtli (joven) → Telpohpochtin (jóvenes).

- Michtli (pez) → Mihmichtin (peces).

- Tochtli (conejo) → Tohtochtin (conejos).

- Teuctli (señor, amo, dios) → Tehteuctin (señores, amos, dioses).

- Pilli (señor) → Pihpiltin (señores).

Cuando un sustantivo no pluralizable se personifica puede pluralizarse porque se comporta como un ser humano.
- Citlalin (estrella) → Cihcitlaltin (estrellas).

### El prefijo posesivo
Los nombres tienen dos formas básicas la forma no-poseída o absolutivo, y la forma poseída. La segunda se puede formar a partir de la primera eliminando el sufijo absolutivo y añadiendo un sufijo de forma poseída además de un prefijo que indica la persona del poseedor (1ª, 2ª, 3ª, ...). Cuando un nombre en singular acaba en -tl, -tli, -li, -itl, o -in su forma poseída se forma cambiando esta terminación por -uh si la raíz acaba en vocal (si acaba en consonante en las formas antiguas se añadía o -hui pero frecuentemente ya en el siglo XVI esta marca se omitía), y se prefija delante el prefijo posesivo. En el plural se eliminan los sufijos de abolutivo plural -meh o -tin y se substituyen por -huān además de añadir el prefijo posesivo. El siguiente cuadro resume estas transformaciones:
|          | Absolutivo                                              | Poseedor Singular                                       | Poseedor Singular                                       | Poseedor Singular                                       | Poseedor Plural                                         | Poseedor Plural                                         | Poseedor Plural                                         |
| 1ª       | Absolutivo                                              | 2ª                                                      | 3ª                                                      | 1ª                                                      | 2ª                                                      | 3ª                                                      |                                                         |
| -------- | ------------------------------------------------------- | ------------------------------------------------------- | ------------------------------------------------------- | ------------------------------------------------------- | ------------------------------------------------------- | ------------------------------------------------------- | ------------------------------------------------------- |
| Singular | tōcāitl 'nombre'[46]                                    | notōcā 'mi nombre'                                      | motōcā ' 'tu nombre'                                    | ītōcā 'su nombre'                                       | totōcā 'nuestro nombre'                                 | amotōcā 'vuestro nombre'                                | īntōcā 'su nombre'                                      |
| Singular | chichitl 'perro'                                        | nochichiuh 'mi perro'                                   | mochichiuh' 'tu perro'                                  | īchichiuh 'su perro'                                    | tochichiuh 'nuestro perro'                              | amochichiuh 'vuestro perro'                             | īnchichiuh 'su perro'                                   |
| Singular | chāntli 'hogar'                                         | nochān 'mi hogar'                                       | mochān 'tu hogar'                                       | īchān 'su hogar'                                        | tochān 'nuestro hogar'                                  | amochān 'vuestro hogar'                                 | īnchān 'su hogar'                                       |
| Singular | calli 'casa'                                            | nocal 'mi casa'                                         | mo'cal 'tu casa'                                        | īcal 'su casa'                                          | tocal 'nuestra casa'                                    | amocal 'vuestra casa'                                   | īncal 'su casa'                                         |
| Plural   | (idéntico al singular tōcāitl por ser nombre abstracto) | (idéntico al singular tōcāitl por ser nombre abstracto) | (idéntico al singular tōcāitl por ser nombre abstracto) | (idéntico al singular tōcāitl por ser nombre abstracto) | (idéntico al singular tōcāitl por ser nombre abstracto) | (idéntico al singular tōcāitl por ser nombre abstracto) | (idéntico al singular tōcāitl por ser nombre abstracto) |
| Plural   | chichimeh 'perros'                                      | nochichihuān 'mis perros'                               | mochichihuān' 'tus perros'                              | īchichihuān 'sus perros'                                | tochichihuān 'nuestros perros'                          | amochichihuān 'vuestros perros'                         | īnchichihuān 'sus perros'                               |
| Plural   | (idéntico al singular chāntli por ser abstracto)        |                                                         |                                                         |                                                         |                                                         |                                                         |                                                         |
| Plural   | (idéntico al singular calli por ser inanimado)          |                                                         |                                                         |                                                         |                                                         |                                                         |                                                         |
Algunos ejemplos:
Tōcāitl 'nombre', māitl 'mano', cuāitl 'cabeza', cuēitl 'falda', son sustantivos con absolutivo singular en -itl y que se flexionan como māitl 'mano'.
Los sustantivos terminados en -qui, al pasar al plurar se les agrega el lexema –huan. También existe otra terminación -qui, pero esta es el sufijo participal y tiene variantes parecidas al sufijo posesivo; -c-, -qui-, -cā-. Ejemplos:
Cocoxqui 'enfermo' / nococoxcāuh 'mi [familiar] enfermo ' / nococoxcāhuān 'mis enfermos'
Xochipixqui 'jardinero' / moxōchipixcāuh 'tu jardinero' / moxōchipixcāhuān 'tus jardineros'
Teōpixqui 'párroco, sacerdote' / īteōpixcāuh 'su párroco [de él/ella]' / īteōpixcāhuān 'sus párrocos [de él/ella]'
Algunos sustantivos terminados en pluralización dual cambian por el lexema -uh, y en plural se usa -huān
Cōatl 'serpiente' / mocōauh 'tu serpiente' / mocōahuān 'tus serpientes'
Māzatl 'venado'  / imāzauh 'su venado [de él/ella]' / īmāzahuān 'sus venados [de él/ella]
Agua = Atl / nuestra agua = tāuh
Búho : Tecolotl / vuestro búho = amotecolōuh / vuestros búos = amotecolōhuān
Mosquito = Moyotl / su mosquito (de ellos) = inmoyouh / sus mosquitos (de ellos) = īmmōyōhuān
Sustantivos con terminación –huitl cambian por el lexema -uh y en plural aumenta la primera sílaba
Árbol = cuahuitl / mi árbol = nocuauh /
Canasta = chiquihuitl / tu canasta = mochiquiuh
Tiempo = cahuitl / su tiempo (de él o ella) = icauh
Nieve = cepayahuitl / nuestra nieve = tocepayauh
Suatantivos con terminación -catl pierden la terminación -atl y en plural se aumenta la primera sílaba.
Nariz = yacatl / mi nariz = noyac
Cebolla = xonacatl / tu cebolla = moxonac
Axila = ciyacatl / su axila (de él o ella) = iciyac
Cara = xayacatl / nuestra cara = toxayac

### Construcciones posesivas
Cuando queremos decir  ‘’mi casa’’,  ‘’tu espalda’’, en náhuatl se recurre a los prefijos posesivos (mi,  tu , su…) —‘’n(o’’)-, ‘’m(o)’’-,  ‘’i’’-,  ‘’t(o)’’-,  ‘’am(o’’)-, ‘’in’’- (ante consonante que no sea ‘’m’’ o ‘’p’’) o ‘’im’’- (ante vocal o ante consonante ‘’m’’ o ‘’p’’)—que anteceden a la raíz nominal.
- Tlacualli (comida): Amotlacual (vuestra comida)

- Tlachcuitl (césped): Motlachcui  (tu césped)

- Tlaquemitl (ropa): Notlaquen (mi ropa)

- Ichcatl (oveja): Tichcauh (Nuestra oveja)

El poseedor indefinido puede ser humano  —en cuyo caso el prefijo posesivo es ‘’te-‘’  o no humano —no humano —en cuyo caso el prefijo es ‘’tla-’’ —. Ejemplos:
- La mujer ajena: In tecihuauh.

- Detrás: Tlacuitlapan

#### Sustantivos que toman el sufijo participialca
- Caleh (casero): Nocalehcauh (mi casero)

- Tlahtoani (rey): Motlahtohcauh (tu rey)

#### Sustantivos que toman el sufijo participial en forma locativa-can
Del participio pasado tlahtohqui obtenemos la forma locativa tlahtohcan, en la que se aprecia que el sufijo -qui se transforma en -can —que sería la suma de -c y de -(y)an— y al formar la construcción posesiva sigue la regla de los sustantivos cuya raíz no lleva sufijo absoluto (-tli, -li, -tl, (l)in):
- Tlahtocan (palacio, corte, sede, capital, consejo) → Notlahtohcan (mi consejo, mi capital, mi palacio,mi corte).

#### Los nombres de lugar acabados en-yanderivados del impersonal
Los nombres de lugar derivados del impersonal tienen una forma especial, porque la formación del posesivo, según Andrés de Olmos y Alonso de Molina es con el imperfecto de indicativo, en singular. Andrés de Olmos, dice que además añaden una «-n» al imperfecto.
- Temachtiloyan (escuela) → Motemachtiyan (tu escuela).

- Tlacualoyan → Motlacuayan (tu comedor, tu refectorio).

- Nealtiloyan (baños) → Tonealtiloyan (nuestras termas o baños).

- Cochihuayan (dormitorio) → Icochian (su recámara, su aposento).

#### Los nombres que designan objetos, acabados en-loni
Se forma con el pretérito imperfecto de indicativo.
- Temazoloni (cruz) → Totemazoaya (nuestra cruz).

- Tlacopinaloni ( molde) → Notlacopinaya (mi molde).

- Tenotzaloni (teléfono) → Motenotzaya (tu teléfono).

- Nepahtiloni (medicamento) → Innepahtiaya (su medicamento —de ellos—)

### Topónimos y gentilicios
Hay topónimos que acaban en -c(o). Cuando la raíz nominal acaba en vocal añaden -c y si acaba en consonante añaden -co. El gentilicio acaba en -catl.
- Cuauhnahuac (Cuernacaca) → Cuauhnahuacatl (cuernavaquense).

- Tlatelolco (Tlatelolco) → Tlatelolcatl (tlatelolca).

- Acapolco (Acapulco) → Acapolcatl (acapulqueño).

También hacen el gentilicio en -catl los nombres de lugar acabados en -can derivados de sustantivos acabados en -eh o -huah.
- Teotihuahcan → Teotihuahcatl.

Y los gentilicios acabados en -tlah.
- Xallah (Arenal, lugar donde abunda la arena) → Xaltecatl.

- Xalitlah → Xalitecatl.

Algunos tienen un gentilicio doble.
- Teotihuahcan chaneh (teotihuacano).

- Coyohuahcan → Coyohuahcamecatl (habitante de Coyoacán) / Coyohuahcatl (habitante de Coyoacán).

- Huizquilocan → Huizquilocamecatl / Huizquilocatl.

Los topónimos acabados en -tlan, -lan dan lugar a gentilicios acabados en -tecatl.
- Tlaxcallan (Tlaxcala) → Tlaxcaltecatl (tlaxcalteca).

Los topónimos acabados en -man hacen el gentilicio en -mecatl.
- Acolman → Acolmecatl.

Los topónimos que acaban en -pan forman el gentilicio en -panecatl.
- Tizapan → Tizapanecatl.

Los topónimos en -titlan y -yan forman el gentilicio con los sustantivos chaneh (habitante de) o tlacatl (nacido en). 
Pero:
- Tenochtitlan → Tenochcatl.

#### Funcionan como complementos de lugar
Los nombres de lugar no pueden ser sujeto ni poseedor porque en realidad funcionan como complementos de lugar.
- Niyauh Mexihco → Voy a México.

- Nicah Mexihco → Estoy en México.

Pero:
- ¡Ma yoli in mexihcayotl! → Viva México.

- Nehuatl ahmo niquixmati in Altepetl in Mexihco → No conozco la Ciudad de México.

Los complementos de lugar toponímicos no suelen llevar la proposición en (ipan ).
- Mexihco (en México).

- Tlaxcallan (en Tlaxcala).

No ocurre lo mismo con otros nombres.
- Ipan in tlamachtiloyan (en la escuela).

#### El sufijo-c(o)
Significa en, dentro de
No se aplica a los seres vivos, solo a inanimados.
- Teocalco (en la iglesia)

- Yohuac (en la noche).

- Tlecuilco (en el fogón).

- Ameyalco (en la fuente).

Pero no:
- *Telpochco (en el joven).

Las partes del cuerpo tienen la consideración de inanimados.
- Yacac (en la nariz).

El sustantivo atl (agua) no lo admite.
- Apan (en el agua, sobre el agua).

- Atlan (en el agua, bajo el agua, dentro del agua).

En los topónimos se traduce como lugar entre.
- Acapolco (Acapulco) → Lugar entre cañas grandes (-polli).

El sufijo nunca va pospuesto a los pronombres posesivos. Para ello se usa la locución preposicional ihtec (dentro de).
- Mohtec (dentro de ti).

### Nombres locativos y formas gramaticales arcaicas
En las gramáticas modernas es clara la distinción entre complementos de lugar y complementos nominales. Los nominales funcionan como sujeto (agente) y objeto (paciente) de la acción y llevan sufijos nominales. Los de lugar, por el contrario indican dónde se desarrolla la acción y llevan sufijos que hacen referencia a circunstancias de lugar.
- Teopantli (iglesia) → Complemento nominal.

- Teopan (en la casa de Dios) → Complemento de lugar.

- Camactli (boca) → Complemento nominal.

- Nocamac (en mi boca) → Complemento de lugar.

- Cemanahuatl (mundo) → Complemento nominal.

- Cemanahuac (en el mundo) → Complemento de lugar.

- Tlalticpactli (tierra) → Complemento nominal.

- Tlalticpac (en la tierra) → Complemento de lugar.

- Tlalpantli (suelo) → Complemento nominal.

- Tlalpan (en el suelo) → Complemento de lugar.

Pero en el náhuatl preclásico y clásico la distinción no estaba tan clara y era frecuente encontrar complementos de lugar en función de sujeto u objeto. Dichos nombres peculiares son los aquí denominados «nombres locativos». 
- «Cem anahuac tenochca tlalpan»: «El mundo es tierra tenochca»  → El mundo, suelo tenochca.

Estas formas son gramaticalmente más arcaicas. Coexisten con formas más acordes a la gramática actual, que distingue más entre categorías gramaticales y la función que cumplen los distintos elementos dentro de una oración.
- «A causa de la lujuria fue lanzado un diluvio (diluvió) por todas partes del mundo para que todos los hombres se ahogaran, murieran (ahogados): Ipampa in ahahuilnemiliztli oapachiuh nohuian cemanahuatl inic ixquich tlacatl oatocoqueh, oatlanmicqueh (Andrés de Olmos, Tratado sobre los Siete Pecados Mortales, pp. 110-111, UNAM, Edición de Georges Baudot, UNAM, 1996).

En función de complemento de lugar no se usaban los sufijos nominales.
- «El que se envilece (el pervertido) y el adúltero no irán al cielo, si no desisten de ello y hacen penitencia en la tierra»: «In mahuilquixtia ihuan in tetlaxinqui ahmo yazqueh in ilhuicac, intlacahmo quicahuah, quichihuah penitencia in tlalticpac» (Andrés de Olmos, Tratado sobre los Siete Pecados Mortales, pp. 126-127, Edición de Georges Baudot, UNAM, 1996).

Realmente, en la antigüedad, los nombres locativos eran complementos de lugar y no podían ser usados como sujeto u objeto. Así, Mexihco (México) o tlamachtiloyan (escuela) eran complementos de lugar. Si querían usarse como sujeto u objeto debía recurrirse a giros. Michel Launey indica que no podía decirse «veo México» sino «veo cosas en México» o «veo la Ciudad de México». Teopan o teocalco eran complementos de lugar y se suplían por el nombre teocalli.
En la actualidad, muchos de estos nombres funcionan como sujetos u objeto (complementos nominales), porque ya en las épocas primitivas funcionaban así. Y como complementos de lugar reciben preposiciones o partículas adverbiales.
- Ipan tlamachtiloyan → En la escuela.

- Ipan tlacualoyan → En el comedor.

Siendo válidas las formas clásicas propias de los complementos de lugar (meta y origen).
- In tlamachtiloyan → A la escuela.

- Ye tlamachtiloyan → De la escuela.

- In iamox in tlamachtiloyan → Eñ libro de la escuela.

### Nombres de acción o resultado acabados en-liztli
Véase también el siguiente enlace: Sustantivos verbales de acción recibida.
Son sustantivos derivados de verbos. Dan nombre a la acción expresada por el verbo y al resultado de la acción
Los verbos que tienen objetos, los incorporan al sustantivo.
- Machtia, nite- (enseñar) → Temachtiliztli (enseñanza, magisterio).

- Tlallanaquia nite- (sepultar a alguien) →  Tetlallanaquiliztli (inhumación, enterramiento, entierro).

- Chihualtoca, nino- (jactarse) → Nechihualtoquiliztli (jactancia).

- Mati, nitla- (saber) → Tlamatiliztli (sabiduría, ciencia, filosofía).

- Tzontequilia, nitetla- (sentenciar, condenar) → Tetlatzontequiliztli (sentencia).

- Choca, ni- (llorar) → Choquiliztli (llanto).

Pero no siempre.
- Yolpachihuitia, nite- (Certificar una cosa) → Yolpachihuitiztli (credo, fe, religión).

Los verbos que acaban en doble vocal (-ia, -oa) pieden la vocal final.
- Centlamia, nitla- (arriesgarse, atreverse a algo) → Tlacentlamiliztli (riesgo, aventura).

- Tepachoa, nite- (apedrear, lapidar) → Tetepacholiztli (lapidación, pedrada).

Los verbos con prefijo reflexivo, adoptan el indefinido ne-.
- Nemilizcuepa, nino- (enmendarse) → Nenemilizcuepaliztli (conversión, corrección).

### Sustantivos que designan el resultado de la acción y nombres de objeto
Aunque en algún sentido los nombres de acción y de resultado son cosas distintas (apedreamiento y pedrada), el nombre sufijado en -liztli cubre ambos sentidos. 
- Onechchihchinatz in tetepacholiztli → Me atormentó la lapidación (= Me afligieron las pedradas).

Pero a veces la sinonimia no cubre el sentido y se recurre a los nombres de resultado, que se refieren al resultado de la acción.
- Onechmacac ce tlatepacholli → Me dio una pedrada.

Así, una cosa es la escritura (acción de escribir) y otra, la cosa que resulta de la acción (el escrito).
- Ihcuiloa, nitla- (escribir) → Tlahcuiloliztli (escritura, redacción).

- Ihcuiloa, nitla- (escribir) → Tlahcuilolli (escrito, documento).

Los nombres de resultado pueden formarse con el tema presente o con el tema pasado.
- Ihtlacoa, nitla- (dañar, destruir) → Tlahtlacolli (daño, defecto, imperfección).

- Pilchihua, nitla- (pecar) → Tlapilchiuhtli (pecado, falta, vicio).

- Chihua, nitla- (hacer) → Tlachiuhtli (obra, producto).

- Iyexi, nin(o)- (pedorrear) → Iyelli (pedo, ventosidad).

- Machtia, nite- (enseñar) → Temachtilli (asignatura, lección, materia).

Los verbos que acaban en doble vocal, pierden la vocal final.
- Cuiltonoa, nino- (enriquecerse) → Necuiltonolli (riquezas).

Los verbos intransitivos e impersonales también dan lugar a este tipo de nombres.
- Tlapayahui,- (llover a cántaros) → Tlapayahuitl (chaparrón).

- Tlayeltilahua, - (llover muchísimo) → Tlayeltilahuatl (tormenta).

- Ayahui, - (haber niebla) → Ayahuitl (niebla).

- Quiahui, - (llover) → Quiahuitl (lluvia).

- Yohua, - (anochecer) → Yohualli (noche).

- Tona, - (dar calor el sol) → Tonalli (calor).

- Cuica, ni- (cantar) → Cuicatl (canto).

- Cepayahui,- (nevar) → Cepayahuitl (nieve).

Hay casos dudosos.
- Ahuetzi, - (helar, haber escarcha) → Ahuechtli (rocío, helada).

- Cehua, - (helar) → Cetl (hielo).

Algunos sustantivos adoptan el sufijo -yotl.
- Nocuepca (mi regreso) → Cuepcayotl (regreso).

- Nocochca (mi cena) → Cochcayotl (cena).

Otros sustantivos derivados de verbos transitivos prescinden del objeto.
- Piya, nitla- (guardar algo) → Piyalli (depósito).

- Mahcehua, nitla- (merecer) → Mahcehualli (mérito).

#### Formación
Los nombres que se forman con el tema futuro, sin el sufijo -z, acabado en -lli.
- Cua, nitla- (comer) → Cuaz, nitla- (comeré) → Tlacualli (comida).

- Machtia, nite- → Machtiz, nite- (enseñaré, educaré) → Temachtilli (asignatura, lección, doctrina que se enseña).

Los nombres que se forman con el tema pasado tienen dos variantes, añaden el sufijo -tli si la raíz verbal acaba en consonante y el sufijo -tl si la raíz verbal acaba en vocal.
- Chihua, nitla- → Chiuh, onitla- → Tlachiuhtli (obra).

- I, nitla- (beber) → Ic, onitla- → Tlaitl (bebida).

Únicamente determinados verbos dan lugar a los nombres en tema pasado.
a) Los verbos de raíz monosilábica en -i-. Hay tres (cui, nitla-; pi, nitla-; i, nitla-), pero solo uno forma estos sustantivos.
- Tlaitl (bebida, consumición)

b) Los verbos que añaden la vocal de apoyo -i porque su raíz acaba en doble consonante.
- Itqui, nitla- (traer encima) → Tlatquitl (bien, objeto, pertenencia).

c) Los verbos que forman el tema pasado por pérdida de la vocal verbal.
- Cahua, nitla- (abandonar, soltar, dejar) → Tlacauhtli (calderilla, suelto).

- Chihua, nitla- (hacer) → Tlachiuhtli (obra, producto).

d) Determinados verbos impersonales.
- Quiahui, - (llover) → Quiahuitl (lluvia).

- Cehua, - (helar) → Cetl (hielo).

e) Y hay una casuística muy variada.
- Cuica, ni- → Cuicatl (canto).

El resto, se forma con el tema futuro sin la -z y acabado en -lli.
- Tlachihualli → Criatura.

- Tlamachtilli → Alumno.

- Yohua, - (anochecer) → Yohualli (noche).

Pero hay numerosas excepciones, de formación muy libre.
- Iyexi, nin(o) (pedorrear) → Iyelli (pedo).

- Piya, nitla- (guardar) → Pialli (depósito).

Se recomienda utilizar el prefijo verbal en te-, ne- para no confundir estos términos con los participios pasivos en tla-. Aunque no venga en el diccionario, porque los diccionarios no recogen sino una mínima parte del vocabulario.
- Huitequi, nite- (golpear, apalear, linchar a alguien) → Tlahuitectli (apaleado, golpeado, linchado)

- Huitequi, nite- (golpear, apalear, linchar a alguien) → Tehuitectli (golpe, guantazo, porrazo).

Y si el participio pasivo empieza en tla-, se recomienda suprimir el objeto.
- Piya, nitla- (guardar) → Piyalli (depósito).

Parece ser éste el origen del sustantivo cualli (lo bueno, lo que se come).

#### Diferencia con el participio pasivo
Tomamos como ejemplo el verbo cahualtia, nitetla- (retener, disuadir, prohibir algo a alguien).
El resultado de la acción sería un sustantivo.
- Tetlacahualtilli (obstáculo, estorbo, freno, impedimento, traba, problema).

- Ahmo oquittac in tetlacahualtilli → No vio el obstáculo.

El participio pasivo sería un adjetivo.
- Participio pasivo (adjetivo): Tlatlacahualtilli (prohibido, vedado, negado, impedido, desviado).

- Oquicuac in xocotl tlatlacahualtilli → Comió la fruta prohibida.

Mientras que el nombre en -liztli indica la acción.
- Tetlacahualtiliztli (prohibición, proscripción, negativa, veda).

### Sustantivos locativos

#### Sustantivos en-yanderivados de verbos
Se forman con el impersonal de los verbos transitivos o intransitivos.
- Machtia, nite- (instruir, enseñar) → Temachtilo (todo el mundo enseña) → Temachtiloyan (escuela).

- Altia, nino- (bañarse) → Nealtilo (todos se bañan) → Nealtiloyan (baño, termas).

- Cua, nitla- (comer) → Tlacualo (todo el mundo come) → Tlacualoyan (comedor, refectorio).

- Cacchihua, ni- (hacer zapatos) → Cacchihualo (todo el mundo hace zapatos) → Cacchihualoyan (zapatería).

- Cochi, ni- (dormir) → Cochihua (todo el mundo duerme) → Cochihuayan (dormitorio, recámara, aposento).

##### La formación del posesivo
Y la formación del posesivo, según Andrés de Olmos y Alonso de Molina es con el imperfecto de indicativo, en singular. Andrés de Olmos, dice que además añaden una «-n» al imperfecto.
Como la «n» no suena al final de palabra, y en este caso sí suena, se debe escribir con «m», letra que al final de palabra suena «n».
- Motemachtiayam (tu escuela).

- Motlacuayam (tu comedor, tu refectorio).

- Tonealtiayam (nuestras termas o baños).

- Icochiam (su recámara, su aposento).

Pero los verbos acabados en -hui o -hua, forman el posesivo con el pretérito perfecto.
- Mocacchiuhyam (tu zapatería).

#### Sustantivos que designan objetos
Designan el instrumento con que se ejecuta la acción.
Se forma con el impersonal en presente de indicativo.
- Mazoa, nite- (crucificar) → Temazoloni (cruz, crucifijo)

- Copina, nitla- (moldear) → Tlacopinaloni (molde).

- Tequi, nitla- (cortar) → Tlateconi (cuchillo, hacha).

- Notza, nite- (llamar) → Tenotzaloni (teléfono)

- Cua, nitla- (comer) → Tlacualoni (mesa).

- Pohua, nitla- (leer) → Tlapohualoni (batuta, varilla, puntero).

- Machtia, nite- (enseñar, educar) → Temachtiloni (pizarra, tablero, encerado).

- Pahtia, nino- (medicarse) → Nepahtiloni (medicamento).

##### Formación del posesivo
Se forma con el pretérito imperfecto de indicativo.
- Totemazoaya → Nuestra cruz

- Notlacopinaya → Mi molde.

- Motenotzaya → Tu teléfono.

- Itlacuaya → Su mesa.

- Totlatequia → Nuestro cuchillo.

- Amotemachtiaya → Vuestra pizarra.

- Innepahtiaya → Su medicamento.

### El sustantivo primario, simple o en composición
Es aquel que no deriva de otras palabras. Puede acabar el distintos tipos de sufijos (-tli, -li, -in, o -tl).
- Calli → Casa.

- Icpalli → Silla.

- Teuhtli → Polvo.

- Tochtli → Conejo.

- Cuauhtli → Águila.

- Ticitl → Médico, curandero.

- Texcatl → Peña.

- Mazatl → Venado.

- Coatl → Serpiente.

- Ocuilin → Lombriz.

Puede encontrarse simple o compuesto.
En composición con sustantivos.
- Molcaxitl (molcajete, plato para guisos).

- Acomitl (jarra, vasija para agua).

- Chimalxochitl → Girasol (flor escudo).

- Tochcalli → Conejera, madriguera (casa para conejos).

Compuesto con otros sustantivos en función de adjetivos.
- Petlacalli → Baúl (arcón de juncos).

Con los prefijos verbales.
- Nimexihcatl → Soy mexicano.

Con los prefijos de posesión.
- Maitl (mano) → Noma (mi mano).

Con preposiciones al formar complementos preposicionales.
- Nocaltzinco → En mi hogar.

Con verbos, bien como objeto del mismo bien como complemento circunstancial del mismo.
- Amoxchihua, ni- (editar).

- Cuapaca, nino- (lavarse la cara).

### Sustantivos que designan al agente
Son sustantivos que derivan de verbos. Designan a aquel que ejecuta la acción del verbo o a aquel que tiene una cualidad. Indican que éste tiene propensión o facilidad para realizar la acción.

#### Participios activos de presente
Se forman con el verbo en tema presente.
Si el verbo tiene objetos, los incorpora el sustantivo derivado. Añaden el sufijo -ni. 
- Cuica, ni- (cantar) → Cuicani (cantante).

- Miqui, ni- (morir) → Miquini (mortal).

- Ihtoa, nitla- (hablar, mandar) → Tlahtoani (rey).

- Ihtlacoa, nitla- (pecar) → Tlahtlacoani (pecador).

- Machtia, nite- (enseñar) → Temachtiani (maestro, profesor).

Si el verbo es reflexivo, no se forman con el prefijo indefinido ne- sino con mo- (prefijo reflexivo de tercera persona).
- Pohua, nino- (ser engreído) → Mopohuani (orgulloso, engreído).

#### Participios activos de pasado
Se forman con el verbo en tema pasado. Añaden el sufijo participial (-qui tras consonante, -c tras vocal).
Muchos de ellos designan profesiones.
- Chiya, nitla- (vigilar) → Tlachixqui (vigilante).

- Amoxnamaca, ni- (vender libros) → Amoxnamacac (vendedor de libros).

- Ocnamaca, ni- (vender pulque) → Ocnamacac (vendedor de pulque).

- Calpiya, ni- (atender la casa) → Calpixqui (mayordomo).

- Teopiya, ni- (atender asuntos de Dios) → Teopixqui (sacerdote).

- Cacchihua, ni- (hacer zapatos) → Cacchiuhqui (zapatero).

- Neeuhcanamaca, ni- (vender pan) → Neeuhcanamacac (panadero).

Otros designan estados.
- Miqui, ni- (morir) → Micqui (muerto).

- Yoli, ni- (vivir) → Yolqui (vivo).

- Cocoa, nino- (enfermar) → Cocoxqui (enfermo).

- Cualani, ni- (enfadarse) → Cualanqui (enfadado, enojado).

- Cochmiqui, ni- (morirse de sueño) → Cochmicqui (muerto de sueño).

- Tohtona, - (dar calor) → Tohtonqui (caliente).

- Itzti, ni- (enfriarse) → Itztic (frío).

- Paqui, ni- (alegrarse, estar contento) → Pacqui (alegre).

- Tlaocoya, ni- (entristecerse) → Tlaocoxqui (triste).

- Chipahua, ni- (limpiarse) → Chipahuac (limpio).

- Catzahuac, ni- (ensuciarse) → Catzahuac (sucio).

- Xelihui, ni- (dividirse) → Xeliuhqui (partido, dividido).

- Cenquiza, ni- (reunirse, juntarse) → Cenquixqui (entero).

Pospuestos a un sustantivo, adquieren ambos valor adjetivo.
- Ixcococ → Triste, cariacontecido (de cara triste).

Cuando se refiere a inanimados, se prescinde del sufijo participial.
- Tecocoh (doloroso).

- Momauhtih (espantoso, odioso, horrible, grave).

Pueden llevar preposiciones.
- Itech momatqui in yoliliztli (enamorado de la vida).

### El género de los sustantivos

#### Los sustantivos referidos a animales
Los sustantivos referidos a animales comúnmente son de género neutro —designan ambos géneros—, por lo que si queremos precisar el género femenino tenemos que anteponer la raíz nominal  cihua- para las hembras. Si no va antepuesta, puede ser tanto macho como hembra.
- «Ichcatl»: «Carnero» (Pedro de Arenas, Manual de Vocabulario de las Lenguas Castellana y Mexicana, p. 52, año 1611, Biblioteca Digital Mundial, UNESCO).

- «Cihua ichcatl» «Oveja» (Pedro de Arenas, Manual de Vocabulario de las Lenguas Castellana y Mexicana, p. 52, año 1611, Biblioteca Digital Mundial, UNESCO).

- «Tentzoneh»: «Chivo, macho cabrío» (Pedro de Arenas, Manual de Vocabulario de las Lenguas Castellana y Mexicana, p. 52, año 1611, Biblioteca Digital Mundial, UNESCO).

- «Cihua tentzoneh»: «Cabra» (Pedro de Arenas, Manual de Vocabulario de las Lenguas Castellana y Mexicana, p. 52, año 1611, Biblioteca Digital Mundial, UNESCO).

- «Cuacuahueh»: «Toro» (Pedro de Arenas, Manual de Vocabulario de las Lenguas Castellana y Mexicana, p. 52, año 1611, Biblioteca Digital Mundial, UNESCO).

- «Cihuacuacuahueh»: «Vaca» (Pedro de Arenas, Manual de Vocabulario de las Lenguas Castellana y Mexicana, p. 52, año 1611, Biblioteca Digital Mundial, UNESCO).

- «Itzcuintli»: «Perro».

- «Cihua itzcuintli»: «Perra».

- «Canauhtli»: «Pato».

- «Cihuacanauhtli»: «Pata».

En raras ocasiones encontramos dos sustantivos distintos.
- «Tlatlatzqui»: «Gallina, ponedora».

- «Cuanaca»: «Gallo».

- «Huehxolotl»: «Guajolote, pavo salvaje».

- «Totolin»: «Guajolota, pava salvaje».

#### Los sustantivos que designan seres humanos
Los sustantivos que designan a los humanos son comúnmente masculinos, por lo que únicamente la forma femenina se ha de derivar.
- Teuctli (señor, dios) → Cihuateuctli (señora, diosa).

- Tlacateuctli (emperador) → Cihuatlacateuctli (emperatriz).

- Tlahtoani (soberano, monarca, rey) → Cihuatlahtoani (soberana, reina).

- Tlahtocapilli (príncipe) → Tlahtocacihuapilli (princesa).

- Mahcehuallacatl (súbdito, plebeyo, vasallo) → Cihuamahcehuallacatl (plebeya, vasalla).

- Altepehuah <Ahuah tepehuah> (ciudadano) → Cihuaaltepehuah (ciudadana).

- Pilli (señor, noble, caballero) → Cihuapilli (señora, dama, aristócrata).

- Malli (cautivo, preso) → Cihuamalli (cautiva, presa).

- Tlacohtli (esclavo) → Cihuatlacohtli (esclava).

- Calpixqui (mayordomo) → Cihuacalpixqui (ama de llaves).

- Piltihtitlantli (criado, lacayo) → Cihuapiltihtitlantli (criada).

- Tlacualchiuhqui (cocinero) → Cihuatlacualchiuhqui (cocinera).

- Cacchiuhqui (zapatero) → Cihuacacchiuhqui (zapatera).

- Cuauhxinqui (carpintero) → Cihuacuauhxinqui (carpintera) (Pedro de Arenas, Manual de Vocabulario de las Lenguas Castellana y Mexicana, p. 11, año 1611, Biblioteca Digital Mundial, UNESCO).

- Ahuatzqui (fontanero, plomero) → Cihuaahuatzqui (fontanera, pocera).

- Tlazolohqui (hojalatero, soldador) → Cihuatlazolohqui (hojalatera, soldadora).

- Tepahtiani (médico) → Cihuatepahtiani (médica).

- Cocoxcapixqui (enfermero) → Cihuacocoxcapixqui (enfermera).

- Tlacuihcuini (escultor) → Cihuatlacuihcuini (escultora).

- Tlahtzonqui (sastre) → Cihuatlahtzonqui (modista) (Pedro de Arenas, Manual de Vocabulario de las Lenguas Castellana y Mexicana, p. 11, año 1611, Biblioteca Digital Mundial, UNESCO).

- Ocnamacac (tabernero) → Cihuaocnamacac (tabernera).

- Xochinamacac (florista) → Cihuaxochinamacac (florista).

- Chichihualayonamacac (lechero) → Cihuachichihualayonamacac (lechera).

- Tlanamacac (tendero) → Cihuatlanamacac (tendera).

- Ictecqui (ladrón) → Cihuaichtecqui (ladrona).

- Teopixqui (sacerdote) → Cihuateopixqui (sacerdotisa).

- Teotlacatl (monje) → Cihuateotlacatl (monja).

- Tlecehuiani (bombero) → Cihuatlecehuiani (bombera).

- Tepixqui (policía) → Cihuatepixqui (policía).

- Topileh (alcalde) → Cihuatopileh (alcaldesa).

- Calquetzqui (albañil) → Cihuacalquetzqui (albañil).

- Calchiuhqui (constructor) → Cihuacalchiuhqui (constructora).

- Calmanani (arquitecto) → Cihuacalmanani (arquitecta).

- Contocani (ingeniero, perito, experto) → Cihuacontocani (ingeniera)

- Ticitl (curandero) → Cihuaticitl (curandera).

- Teixcuepani (hechicero) → Cihuateixcuepani (hechicera).

- Axcahuah (dueño, propietario) → Cihuaaxcahuah (dueña, propietaria).

- Tlatquihuah (rico, adinerado) → Cihuatlatquihuah (rica, adinerada).

- Tlaleh (hacendado, terrateniente) → Cihuatlaleh (hacendada).

- Tepozpitzqui (herrero, forjador) → Cihuatepozpitzqui (herrera).

- Tlaquehualli (asalariado, empleado) → Cihuatlaquehualli (asalariada, empleada).

- Tlachiuhqui (obrero, peón, operario) → Cihuatlachiuhqui (obrera, operaria, jornalera).

- Tihtitlantli (cartero) → Cihuatihtitlantli (cartera).

- Neuhcayochiuhqui (panadero) → Cihuaneuhcayochiuhqui (panadera).

- Cuauhneucpixqui (apicultor) → Cihuacuauhneucpixqui (apicultora).

- Ichcapixqui (pastor) → Cihuaichcapixqui (pastora).

- Cuacuappixqui (vaquero, mayoral) → Cihuacuacuappixqui (vaquera, mayoral).

- Millacatl (campesino, agricultor)  → Cihuamillacatl (campesina, agricultora).

- Cuenchiuhqui (labrador, labriego) → Cihuacuenchiuhqui (labradora).

- Tlanacayotiani (ganadero, granjero, ranchero) → Cihuatlanacayotiani

- Pilyacanqui (tutor, preceptor) → Cihuapilyacanqui (tutora, institutriz).

- Pilhuapahuani (ayo, niñero) → Cihuapilhuapahuani (aya, niñera).

En menos ocasiones encontramos sustantivos diferenciados para cada género.
- Tetahtzin (padre) → Tenantzin (madre) (Pedro de Arenas, Manual de Vocabulario de las Lenguas Castellana y Mexicana, p. 49, año 1611, Biblioteca Digital Mundial, UNESCO).

- Tecoltzin (abuelo) → Tecihtzin (abuela) (Pedro de Arenas, Manual de Vocabulario de las Lenguas Castellana y Mexicana, p. 49, año 1611, Biblioteca Digital Mundial, UNESCO).

- Tetlahtzin (tío) → Teahuitzin (tía) (Pedro de Arenas, Manual de Vocabulario de las Lenguas Castellana y Mexicana, p. 50, año 1611, Biblioteca Digital Mundial, UNESCO).

- Temachtzin (sobrino) → Tepilotzin (sobrina) (Pedro de Arenas, Manual de Vocabulario de las Lenguas Castellana y Mexicana, p. 50, año 1611, Biblioteca Digital Mundial, UNESCO).

- Tetextzin (cuñado) → Tehuehpoltzin (cuñada) (Pedro de Arenas, Manual de Vocabulario de las Lenguas Castellana y Mexicana, p. 49, año 1611, Biblioteca Digital Mundial, UNESCO).

- Tepiltzin (hijo) → Teichpochtzin (hija) (Pedro de Arenas, Manual de Vocabulario de las Lenguas Castellana y Mexicana, p. 49, año 1611, Biblioteca Digital Mundial, UNESCO).

- Teiccauhtzin (hermano) → Tehueltiuhtzin (hermana) (Pedro de Arenas, Manual de Vocabulario de las Lenguas Castellana y Mexicana, p. 49, año 1611, Biblioteca Digital Mundial, UNESCO).

- Huehcapa teiccauhtzin (primo) → Huehcapa tehueltiuhtzin (prima).

- Montli (yerno) → Cihuamontli (nuera).

- Tlacpatahtli (suegro) → Tlacpanantli (suegra).

- Chahuatahtli (padrastro) → Chahuanantli (madrastra).

#### Los sustantivos que designan cosas y vegetales
Carecen de género. O, si se prefiere, son de género neutro.
- Milli (sembradío, huerto, plantación).

- Tlalli (hacienda, rancho, granja, finca).

- Amoxtli (libro).

- Pahtli (medicina, remedio).

- Tominxiquipilli (monedero, portamonedas).

- Axcaitl (patrimonio, propiedad).

- Tlatquitl (bienes, objetos).

- Cuahuitl (árbol).

- Zoyatl (palmera).

- Xihuitl (planta).

- Chimalxochitl (girasol).

- Xonacatl (cebolla).

- Xiuhtlacualli (verdura).

- Citlalin (estrella).

- Quiauhteocuitlatl (meteorito).

- Popoca citlalin (cometa).

- Citlalli (planeta, astro, cuerpo celeste).

## Conjunciones y locuciones conjuntivas
Son giros que constituyen combinaciones estables de dos o más palabras que adquieren valor de conjunción, es decir de nexo de unión entre dos oraciones o frases.

### Elementos subordinantes
1) La conjunción interrogativa indirecta si (ahzo).
- Xiquitta ahzo oncah huemmanaliztli ahnozo ahmo → Mira si hay misa o no.

2) La conjunción interrogativa indirecta si acaso (cuix).
- Ma xictemoli cuix axcan oncah huemmanaliztli → Pregunta si acaso hoy hay misa.

3) La conjunción subordinante comparativa como si (iuhquimma ahzo).
- «Iuhquimma ahzo huel nopiltzin»: «Como si fuera mi propio hijo»  (Arenas, 1611: 75).

4) La conjunción subordinante condicional si (intla).
- Intla ticnequi, xicchihua → Si lo quieres, hazlo.

- «Auh intla zan quemmanian namacoz in caliz tlateochihualli, ahnozo in tlein teopan tlatquitl in oteochihualoc»: «Si alguna vez se va a vender un cáliz ya consagrado, o cualquier pertenencia del templo que haya sido bendecida» (Olmos, 1996: 76-7).

- «Auh intla acah motlapololtia, in ihcuac tlein axixtli, cuitlatl quimonahuatilia in ipan ihcac in ahzo conchihuaz, ahcanohzomo, ic tetlahtlaniz, ahnozo quimotlahtlahuiliz padre inic ahmo tlahtlacoz»: «Y si alguien vacila cuando el que le gobierna le ordena algo inmoral, si cumplirlo, o si no, sobre ello pedirá indicaciones, o le pedirá consejo al sacerdote para no pecar» (Olmos, 1996: 18-20).

5) La conjunción subordinante que (ca).
Suele aparecer en las oraciones de estilo indirecto, en que se reproducen las palabras que otro ha dicho o que uno mismo dijo en otro momento.
- «Onamechilhuih ca cencah quitlahuelitta Dios in nepoaliztli»: «Os he dicho que la soberbia le desagrada mucho a Dios» (Olmos, 1996: 12-3).

La partícula ca a veces entra en composición con la partícula ma que acompaña al optativo.
- In ahmo quinequi quittaz, mahca quittaz → Aquel que no quiera mirar, que no mire.

Otras veces es meramente subordinante.
- «Xiquilhui ca nicnohnotzaznequi»: «Dile que le quiero hablar» (Arenas, 1611 5).

- «Xiquilhui ca nican nicah»: «Dile que estoy aquí» (Arenas, 1611: 5).

- «Ca niman nihualnocuepaz»: «Que luego volveré» (Arenas, 1611: 6).

- «Ca nitlacuaquiuh in moztla»: «Que vendré a comer mañana».

- «Ca ninocochcayotiquiuh»: «Que vendré a cenar».

- «Ca ye yohuac in nihuallaz»: «Que vendré a la noche».

- «Ca cencah niquelehuia in nicnohnotzaz»: «Que deseo mucho hablarle» (Arenas, 1611: 6).

- «Ca ahmo huehcahuaz cencah inon»: «Que no ha de durar mucho esto» (Arenas, 1611: 4).

- «Ca ahtletiz»: «Que no será nada» (Arenas, 1611: 3).

- «Ca tleica in ahmo huallauh tlatequipanoquiuh»: «Que por qué no viene a trabajar».

- «Y ten por cierto que lo agradeceré debidamente y que lo pagaré, que por esto te enriqueceré, te haré próspero»: «Auh ma iuh ye in moyolloh ca huel nictlazohcamatiz, auh ca niquixtlahuaz, ca ic nimitzcuiltonoz, nimitztlamachtiz» (Ortiz, 1990: 79).

- Ximopieli ca yeppa nitlahtoz → Aguarda, que he de hablar antes.

- «Ca tehhuatl oticpoloh»: «Que tú la has perdido».

- «Ca nehhuatl onicnamic»: «Que yo la he encontrado».

- «Ca nicpia in nitequitiz»: «Que tengo que trabajar».

Se sustituye por «ma» cuando se trata de exhortarle.
- «Ma yauh in moztla ompa nochan»: «Que vaya mañana a mi casa» (Arenas, 1611: 6).

- «Ma nechhuiquili inin ahnozo inon» : «Que me lleve esto o aquello» (Arenas, 1611: 6).

6) La conjunción subordinante completiva que (in).
Muchas veces no se traduce. Se trata de oraciones subordinadas sustantivas. Aquellas oraciones que pueden ser sustituidas por un sustantivo, por un pronombre (lo, eso).
- «Ca cencah niquelehuia»: «Que lo deseo mucho» → «Ca cencah niquelehuia in nicnohnotzaz»: «Que deseo mucho hablarle» (Arenas, 1611: 6).

Muchas introducen infinitivos.
- «Ce nicnequi»: «Que lo quiero» → «Ca nicnequi in niyaz»: «Que quiero ir».

Va con verbos declarativos, para completar su sentido.
- «Motenahuatilia dios in ayac tlateotocaz ayac moztlahuaz...»: «Dios manda que nadie adore las cosas, que nadie se pinte la cara...» (Olmos, 1996: 20-1).

- «Motenahuatilia dios in huellacamachozqueh in tenanhuan in tetahhuah»: «Dios pide que sean obedecidos las madres y los padres» (Olmos, 1996: 22-3).

- «Oquimihtalhuih dios in aic quitlapictenehuaz in itocatzin»: «Dijo Dios que (la gente) nunca pronuncie en vano su nombre» (Olmos, 1996: 22-3).

A veces adopta la forma «in quenin» (cómo).
- «Ma xiauh in ompa in itecpanchan in Mexihco obispo, auh tiquilhuiz in quenin huel cencah niquelehuia inic nican nechcalti, nechquechili, in ipan tlalmantli, noteocal»: «Ve al palacio del obispo de México y dile que mucho deseo que aquí se me haga, se me levante en el llano mi templo» (Ortiz, 1990: 79).

7) La conjunción subordinante condicional cuando (in ihcuac).
- «In ihcuac mihtoa i tlahtlauhtia dios inic techmomaquiliz itlahtocayotzin»: «Cuando se dice esto, se reza a Dios para que nos conceda su reino» (Olmos, 1996: 64-5).

- «In ihcuac quitlaocolia in pilolozquia, ahnozo tecozquia in ima, in icxi, in inacaz, zan quinequi ahzo teocuitlatl, ahzo tlei oc cequi»: «(El juez peca) cuando absuelve al que debería ser colgado o al que se le deberían cortar sus manos, sus pies, sus orejas, solo que quiere oro o quizá algo más...» (Olmos, 1996: 54-5).

- «In ihcuac ce oquichtli huel tenamic itech ahcia cihuatl in ahmo tenamic zan cahualli, in ahzo yuh nemi,...»: «Cuando un hombre casado (a modo) tiene relaciones con una mujer que no es su esposa, con una soltera...» (Olmos, 1996: 124-5).

8) La conjunción subordinante temporal tan pronto como (in iuh).
En cuanto, nada más.
La oración principal puede comenzar por niman.
- «Auh in oiuhquimah in yehhuatl Moteuczoma, niman tlaihua...»: «Tan pronto supo esto el señor Moctezuma (por boca de las guarniciones que tenía a la orilla del mar), envió presentes...» (Sahagún, HGNE, L. VIII, p. 263, fº 13, anverso)

- «Auh in oyuh oquimottilih, iixpantzinco mopechtecac, motlalchitlaz»: «En cuanto la vio, ante ella se postró, se inclinó»  (Ortiz, 1990: 81).

9) La conjunción subordinante causal ya que (yehica).
Puesto que, dado que, porque, dado que, como.
- «Amehhuantin, in huel anchristianomeh: ma mahci, ma motlali, ma ic pachihui in amoyolloh yehica in amotocatzin ilhuicac ihcuiliuhtoc»: «Vosotros, los buenos cristianos: que vuestro corazón se tranquilice, se asiente, que de algún modo quede feliz, ya que vuestro querido nombre está escrito en los cielos» (Olmos, 1996: 46-7).

10) La conjunción subordinante consecutiva puesto que (ca nel).
- «Huel nicnequi, cencah niquelehuia, inic nican nechquechilizqueh noteocaltzin... ca nel nehhuatl in namoicnohuahcanantzin»: «Bien quiero, mucho deseo que me levanten aquí mi templo... puesto que soy la piadosa madre de ustedes» (Ortiz, 1990 78-79).

11) La conjunción subordinante causal porque (tleican).
Es la contracción de tleica e in.
- «Ahcualli ticchihua tleican titlahueliloc»: «Actúas mal porque eres perverso» (Arenas, 1611: 76).

- «Tleican ahmo timonemilizcuepa»: «Porque no te enmiendas» (Arenas, 1611: 76, año 1611).

12) La conjunción subordinante causal porque (ipampa ca).
- «Mochoquilia in monantzin, ipampa ca omomiquilih in notahtzin»: «Mi madre llora porque ha muerto mi padre» (Launey, 1992: 310).

13) La conjunción subordinante causal porque (ipampa in).
- «In tlaocol tlaocoya ipampa in quinemilia ihuampoh in cencah cualli»: «El triste se aflige porque piensa en todo lo bueno de su prójimo» (Olmos, 1996: 216-7).

14) La conjunción consecutiva por esto o por aquello (ipampa inin o ipampa inon).
- Ahmo nechpactia, ipampa inin ahmo niccuaz → No me gusta, por esto no lo he de comer.

15) La conjunción consecutiva por ello (ic).
Por lo tanto, por tal razón, por este motivo, por lo cual, por esto.
- «Huel ic quihualmoquixtilih Dios in ompa cualcan in itocayoca paraíso terrenal»: «Realmente por ello los desterró Dios del edén que se llama paraíso terrenal» (Olmos, 1996: 18-9).

- «Ca yehhuatl in tetlaxima quipanahuia inic tlahtlacoayehhuatl in huel temictia, ihuan in ihcuac miquiz tetlaxinqui cencah tlapanahuia inic tlaihiyohuiltiloz in ompa mictlan, huel ic quipanahuiz in huel otemictih inic toliniloz»: «Que aquel que comete adulterio incurre en un pecado mayor que el que asesina a conciencia a otro, y cuando muera el adúltero será tratado con más severidad allá en el infierno, realmente por ello se le hará más desgraciado que aquel al que mató» (Olmos, 1996: 124-5).

- «Yehhuatl mocuehcuenohuia, in zan ixcahhuiloznequi, inic ittaloz, ihtoloz, tenehualoz, in zan ic tepahpatzahua, tepihpitziloa, texitta, tetlaniitta, motepololtoca...»: «Aquel que se pavonea, que quiere ser él solo el centro de atención , para ser admirado, ser ensalzado, ser alabado, que sólo por ello ridiculiza a la gente, critica a la gente, la menosprecia, la desprecia, persigue la ruina de la gente...» (Olmos, 1996: 8-9).

16) La conjunción subordinante consecutiva por esta causa (ipampa).
Por este motivo.
- «ipampa niman oquietia in oquichtli, inic tlahtlacoh»: «Por este motivo luego el hombre flaqueó, pecando» (Olmos, 1996: 236-7).

17) La conjunción final para (inic).
La conjunción inic precede al futuro . Puede significar para (en unos supuestos) o para que (en otros supuestos).
Para. 
Cuando el sujeto de la oración subordinada es el mismo introduce un infinitivo.
- «Yehhuatl ipampa nemi tlahueliloc in tlalticpac, inic monemilizcuepaz, inic yehyecoloz in cualli iyollo»: «Aquel que es perverso vive por este motivo en la tierra, para enmendarse, para que sea puesto a prueba el buen corazón del bueno» (Olmos, 1996: 100-1).

Para que. 
Cuando el sujeto de la oración de infinitivo no es el mismo introduce un subjuntivo.
- «Auh intla itech ahciz in ichpochtzin in ahmo itencopatzinco, huel ic cemihcac mictlan tipiloloz, intlacahmo achto mitzmomaquilia inic huel mocihuauh yez»: «Y si mantienes relación con una joven pura sin su consentimiento, de esta manera ten por seguro que para siempre (quedarás / permanecerás / caerás) en el infierno, si antes no te lo da para que sea tu mujer debidamente» (Olmos, 1996: 118-9).

18) La conjunción causal subordinante dado que (ca).
Puesto que, dado que, porque, dado que, como.
- «Niman tzahtzi in ticitl, tlacahuatza, quihtohnequi: Ca ohuel yaot in cihuatzintli, ca onoquichtic, ca otlama, ca ocahcic in piltzintli»: «La partera daba unas voces a manera de los que pelean en la guerra ya que la parturienta había vencido y había capturado un niño / La partera gritaba queriendo decir que la mujer se había comportado como si fuera un guerrero, que era valiente, que había capturado, aprehendido, un niño» (Sahagún, HGNE, Libro VI, f. 144, p. 148, reverso).

- «macahmo imochiuhyan xochitl in icpac tepetzintli, ca zan tehtexcallah, netzollah...»: «...que no es lugar donde se den flores la cumbre del cerrito, ya que sólo hay muchos riscos, muchos abrojos....» (Ortiz, 1990: 96).

19) La conjunción subordinante así como (in iuh).
Del mismo modo que, de igual manera que, igual que, como, tal y como.
- «In iuh quintelchihua in tetah in ipilhuan in ahmo quitlacamatih , in zan ic quintohtocac, zan no ic quinhualtohtocac, quinhuallaz dios in ilhuicac in itlachihualhuan, in ahmo cualtin angelomeh in diblomeh»: «Así como desprecia el padre a sus hijos que no le obedecen, que sólo por ello los corre, también solo por ello corrió, arrojó Dios en el cielo a sus criaturas, a los ángeles malos, a los diablos» (Olmos, 1996: 14-5).

- «... oiixpannictlalih in mihiyotzin in motlahtoltzin in iuh otinechnahnahuatilih»: «... ante él expuse tu relato, tu encargo, como me solicitaste» (Nican Mopohua).

20) La conjunción subordinante como (in iuhqui).
De la manera precisa que, del modo preciso que, en la forma precisa que, en el modo preciso que, al igual que, como, así como.
- «Cihuatl ahzo ahmo tlapohualli in tlahuelilocayotl, inic moyecoa, inic mocatzahua, inic motliloa, miecpa ahcic mochihua temictiani tlahtlacolli, macihui in huel inamic in itech ahci, yehica ahmo monepanoah in iuhqui monequiltia Dios...»: «Quizá sean innumerables los vicios de la mujer, con los que se complace, se envilece, se ensucia, y muchas veces (especialmente / en especial) comete un pecado mortal aunque tenga acceso con su esposo, porque no se aparean como Dios quiere...» (Olmos, 1996: 135-7).

21) La conjunción subordinante consecutiva de manera que (anca).
Así que, de modo que, por lo que, por lo tanto, por consiguiente.
- «... ye expa otzahtzic in cuanaca, anca ye ihciuhca tlahuizcalehuaz»: «... el gallo ha cantado tres veces, de manera que amanecerá pronto» (Simeón, 1988: 694-5).

22) La conjunción subordinante consecutiva de manera que (inic).
Así que, por lo que, de forma que, de ahí que, 
- «Auh in ihcuac oquizqueh, niman ilhuicac ohualhuetz in tetl, inic ocempoliuh in calli, ihuan chaneh, ihuan in ixquichtin ichan nemiah otlatlaqueh»: «Y cuando salieron, de pronto del cielo cayó una piedra, de manera que desapareció la casa, y el propietario, y todos los moradores se achicharraron» (Olmos, 1996: 197-8).

23) La conjunción comparativa de igual modo (zan no ihuih).
- «In yuhqui yehhuatl in inelhuayo in cuahuitl tlallan actoc, zan no ihuih teihtic actoc in nepoaliztli. Auh zatepan, za ihuian, zan iyolic, zan quemmach, zan tlamach inic hualquiza, inic quihualtoca in axixtli in cuitlatl»: «Así como la raíz de un árbol está hundida en la tierra, de igual modo la soberbia está anclada en uno. Y luego, tranquilamente, poco a poco, suavemente, imperceptiblemente de algún modo surge para cubrirlo de (vicios e impurezas / inmoralidad)» (Olmos, 1996: 10-1).

Encontramos también la locución adverbial asimismo (no iuh) con un sentido parecido.
- «... como el pájaro nace para volar, el venado o el caballo para correr, el pez para vivir bajo el agua. También así nace el hombre para trabajar y servir»: «in yuhqui yehhuatl in tototl tlacati inic patlaniz, mazatl ahnozo cahuallo inic motlaloz, michin inic atlannemiz. No yuh tlacati in oquichtli inic tequitiz, tlacotiz.» (Olmos, 1996: 248-9).

24) La conjunción concesiva aunque (macihui in).
Aunque, a pesar de que, aun cuando sea que.
- «Yehuatli in nenepanoliztli macihui in ahmo cencah hueyi tlahtlacolli tel huel temictiani ic cotonalo in itenahuatiltzin Dios»: «Esta unión, aunque no sea un gran pecado, es sin embargo un pecado mortal porque ha sido profanada la ley de Dios» (Olmos, 1996: 118-9).

- «Cencah imacahxo in ichtequiliztli, macihui in ichtaca mochihuaz, macihui in tlein achitzin cuihuaz»: «Mucho se ha de rechazar el robo, aunque sea imperceptible, aunque se tome poco» (Olmos, 1996: 88-9).

- «Macihui in ahtlein quihtoa, zan motlahuelcuitihticah, moteopouhticah, moxicohticah»: «A pesar de que nada dice, está enfurecido, disgustado, resentido» (Olmos, 1996: 195-6).

- «Ahmo ic nexicoloz ihuicpa in Dios, macihui in ahmotlapoalli in tlein tecohcoh tetolinih tepam mochihuaz»: «No se indignará por ello uno contra Dios, aunque sean innumerables los sufrimientos y las penas que ocasiona a la gente» (Olmos, 1996: 196-7).

25) La conjunción concesiva aunque (manel).
Incluso si, aun cuando.
- «In manel tzontic in manel ayauhtic: quitta»: «Aunque haga oscuro, aunque haga niebla: velo» (Sahagún, HGNE, Libro XI, f. 2, p. 156, reverso).

- «Manel cencah taxcahuah, huel ixquich ticcauhtaz»: «Aunque seas muy rico, inexorablemente al partir habrás de dejarlo todo» (Olmos, 1996: 72-3).

- «... manel achitzin quicuiznequi, ma oc achto nahuatiloz in tlatquihua»: «... aunque sea un poco lo que se quiera tomar, antes se le ha de pedir permiso al dueño» (Olmos, 1996: 88-9).

26) La conjunción concesiva aunque (intlanel).
Introduce subordinadas que el hablante no da por ciertas.
- «Intlanel oticmomictilih in motahtzin ca huel titlahtlacolpohpolhuiloz»: «Aunque hayas matado a tu padre (que no es el caso), puedes ser perdonado» (Carochi, 1759: 188).

27) La conjunción concesiva a pesar de que (ma zo tel).
Introduce subordinadas que el hablante da por ciertas.
- «Ma zo tel oniccchiuh, ¿cuix in motequiuh?»: «A pesar de que yo lo hice, ¿acaso es de tu incumbencia?».

### Elementos coordinantes
1) La conjunción copulativa y (auh).
Al comienzo de la oración tiene un sentido copulativo.
- «Auh in axcan yehhuatl in itoca tzohtzocatl teoyehuacatini in cencah quixcahuiya in tlalticpac tlatquitl»: «Y ahora aquel que lleva el nombre de roñoso, de tacaño, y persigue en gran manera los bienes mundanos» (Olmos, 1996: 64-5).

- «Auh in axcan, noteiccahuané, in intla zan iceltzin in Dios cualli, yectli, ihtoloni, tenehualoni: ¿ tlein ic motenehualiz, momahuizolaniz... in ahcualli, in ahyectli, in tlahtlacoani...?»: «Y ahora, hermanos (míos), si sólo Dios es virtuoso, bueno, digno de estimación y de reconocimiento: ¿por qué se ha de ensoberbecer y envanecer... el hombre poco virtuoso, el hombre mundano, el pecador...?» (Olmos, 1996: 24-5).

Cuando la conjunción auh va pospuesta suele tener un matiz adversativo:
- «In tepetlacalli in oncan toco in tlahtohqueh, pihpiltin, pani cencah ihcuiliuhtoc, auh in ihtic cencah potoni...»: «Los sepulcros en que están enterrados los gobernantes, los señores, tienen muchas inscripciones por fuera pero por dentro sólo hay hedor...» (Olmos, 1996: 62-3).

2) La conjunción disyuntiva o (ahnozo).
O quizá, o tal vez, o aún.
- «Auh in ihcuac achitzinca temachtilo, ahnozo missa mihtoa, niman toloah, cochtoqueh, tlatziuhtoqueh, ahnozo monohnotztoqueh»: «Y cuando durante un corto instante se predica, o aún se dice misa, enseguida inclinan la cabeza, se quedan dormidos, descansan o aún se ponen a divagar» (Olmos, 1996: 92-3).

- «In ihcuac ahmo quichihuaznequi Justicia, ahmo tetlatzontequiliznequi, ahnozo quihuehcahua Justicia...»: «Cuando no quiere hacer justicia, no quiere juzgar a alguien, o aún cuando desatiende a la Justicia...» (Olmos, 1996: 54-6).

- «tipaquiz ipan mohuampoh in ihcuac paqui; ihuan titlaocoyaz ipan in ihcuac tlaocoya, ahnozo tlein ic motolinia»: «Te alegrarás por tu prójimo cuando se alegre; y te pondrás triste por él cuando esté triste, o por algo tenga pena» (Olmos, 1996: 254-5).

3) La conjunción disyuntiva y quizá (nozo).
- «Ihuan in tlaquetzqui, in at tetlahuehhuetzquitih , in at nozo maceuhqui: ihuan in yollohtlahueliloc»: «Y también el truhán, y el chocarrero y el bailador: y el loco» (Sahagún, HGNE, Libro VI, f. 103, p. 107, anverso)

4) La conjunción disyuntiva ni (ahnozo).
Tras ahmono, ahnozo significa ni.
- «Ahmono tihcatimotopehuaz in nontzin, in nacaztapaltzin, ahnozo in tlein cohcoliztli itech cah, in ahzo tlahtlacoltica mocohcoa»: «Tampoco atacarás al sordo o al mudo (que son dignos de estima), o al loco, ni a aquel que tiene alguna desgracia o al que quizá sufre con el pecado» (Olmos, 1996: 42-3).

5) La conjunción adversativa pero (zan).
No se debe confundir con el adverbio zan (solamente).
- «Zan yehhuantin in tlahueliloqueh...: ipan yetiuh in ahcualcan»: «Pero aquellos que son perversos...: irán al infierno» (Olmos, 1996: 12-3).

- «Miecquintin conchihuah in tlein cualli, yectli, zan ahmo ic conchihuah inic ihtoloz, tenehualoz Dios...»: «Muchos hacen el bien, lo virtuoso, pero no lo hacen para que Dios sea apreciado, loado...» (Olmos, 1996: 24-5).

- «In ihcuac quitlaocolia in pilolozquia, ahnozo tecozquia in ima, in icxi, in inacaz, zan quinequi ahzo teocuitlatl, ahzo tlei oc cequi»: «(El juez peca) cuando absuelve al que debería ser colgado o al que se le deberían cortar sus manos, sus pies, sus orejas, (solo que / pero) quiere oro o quizá algo más...» (Olmos, 1996: 54-5).

6) La conjunción adversativa sino (zan).
La oración principal lleva el adverbio de negación no (ahmo) y la oración subordinada lleva sino (zan).
- «In ahmo tlatlapoloyan oncalaqui in imithualco in ichcameh zan oc cezcan ontlehco yehhuatl huel ichtecquini»: «Todo aquel que no entra por la puerta al redil de las ovejas (sino que) sube por otro lugar es un bandido» (Olmos, 1996: 76-7).

- «Auh cequintin ahmo zaniyoh ichtaca tetlaximah, zan niman ahmo pinahuah inic teixpan tlaomepiyah, ahnozo quihuicatinemih in imecauh»: «Y algunos no precisamente (no solamente no) cometen adulterio secretamente sino que luego no tienen la menor vergüenza en mantener a ojos de todos a dos mujeres o aún en vivir con su amante (la soga que le axfixia) ...» (Olmos, 1996: 126-7).

7) La conjunción adversativa al menos (manel, matel, manelzan, mazannel o ma nel).
Por lo menos, al menos , aunque sea, siquiera...
- ¡Manel xochitl, manel cuicatl!: ¡Al menos flores, por lo menos cantos! (Manuscrito de la Biblioteca Nacional de México).[cita requerida]

8) La conjunción adversativa a pesar de que (macihui in o ma zo nel ihui).
Aun cuando, aunque.
- «A pesar de que nada dice, está enfurecido, disgustado, resentido»: «Macihui in ahtlein quihtoa, zan motlahuelcuitihticah, moteopouhticah, moxicohticah» (Olmos, 1996: 195-6).

- «No se indignará por ello uno contra Dios, aunque sean innumerables los sufrimientos y las penas que ocasiona a la gente»: «Ahmo ic nexicoloz ihuicpa in Dios, macihui in ahmotlapoalli in tlein tecohcoh tetolinih tepam mochihuaz» (Olmos, 1996: 196-7).

- «Macihui in ohuihhuitica in onicalac in ompa iyeyan teopixcatlahtoani»: «Aunque con dificultades entré a la sede del obispo» (Ortiz, 1990: 80).

9) La conjunción copulativa y además (yequeneh).
Y asimismo, e igualmente, y también, e incluso.
- «Yequeneh, zan quemanian, in ahtlacah in tzohtzocameh, ic quinohnotzah, quinmachtiah in impilhuan inic intech mixcuitizqueh»: «E incluso, a veces, los ruines y los roñosos aconsejan y enseñan a sus hijos para que tomen ejemplo de ellos: (Olmos, 1996: 86-7).

10) La conjunción adversativa sin embargo (tel).
No obstante. No marca una oposición frontal.
- «Yehuatli in nenepanoliztli macihui in ahmo cencah hueyi tlahtlacolli tel huel temictiani ic cotonalo in itenahuatiltzin Dios»: «Esta unión, aunque no sea un gran pecado, es sin embargo un pecado mortal porque ha sido profanada la ley de Dios» (Olmos, 1996: 118-9).

11) La locución conjuncional adversativa al contrario (yeh o yeceh).
En cambio, antes bien, por el contrario. Marca una oposición total.
A veces va acompañada de la partícula zan (zan yeh).
- «Yehhuatl in tonatiuh yezquia in metztli, in tla yeh achto onhuetzini tlehco»: «Sería el sol la luna si al contrario hubiera caído primero en el fuego» (Garibay, 1989: 135).

- «Ahmo nimitzahhua, yeh tehhuatl in tinechahhua»: «Yo no te regaño, al contrario eres tú quien me regaña» (Launey, 1992: 312).

Se pueden combinar las conjunciones nozo y yeh para dar noceh (o tal vez).
12) La conjunción explicativa es decir (quihtoznequi).
Que quiere decir que, que significa que, o sea que, esto es que.
- «Quihtoznequi: tipaquiz ipan mohuanpoh in ihcuac paqui ihuan titlaocoyaz ipan in ihcuac tlaocoya, ahnozo tlein ic motolinia»: «Que quiere decir que te alegrarás por tu prójimo cuando esté alegre y te pondrás triste por él cuando esté triste o sufra por algo» (Olmos, 1996: 254-5).

- «Yuhqui quihtoznequi: ca yehhuatl mozoma, monehnequi, cualani, tecohcolia, inic temictiznequi tecohcoznequi, tetoliniznequi, inic moyolcehuizinic iyolloh pachihuiz. Huelic tetlacuepililihcatla(t)zacuiltiznequi»:  «que quiere decir lo siguiente que al igual que aquel que se enfada, que se pone caprichoso, que se enoja, odia a alguien como para querer matarlo, querer herirlo, hacerle daño, para apaciguar a su propio corazón, para que su corazón quede satisfecho. Bien quiere castigar vengándose...» (Olmos, 1996: 172-3).

- «Yuhqui quihtoznequi: ma huel xiccahua, xitlalcahui, xictelchihua in cualantli»: «Que quiere decir lo siguiente: deja, abandona, desprecia la ira» (Olmos, 1996: 176-7).

- «Quihtoznequi: in tlein cualli huel axcan toconchihuaz, mah ticcauh inic moztla ticchihuaz»: «Que quiere decir: que lo bueno (aquello que es bueno) has de hacerlo precisamente ahora, que no lo dejes para hacerlo mañana»  (Olmos, 1996: 216-7).

## Las partículasonyhual

### El prefijo verbalonno indica exactamentealejamiento
Indica que la acción es interna o se dirige hacia dentro, hacia el interior.
- Haber (dentro): Oncah, -

- Entrar (dentro): Oncalaqui, n(i)-.

- Xiconi → Bébelo.

- Ocupado (por objetos) / Lleno: Tlaonoc.

- Asimilable / Accesible: Ommachoni.

- Aislarse (al interior), no dejar al agua irse: Mayahui, non-

- Fin / Meta Interior / Propósitos / Deseos: Onquizaliztli

- Estar Recogido (interiormente) / Estar Acostado / Estar Extendido: Onoc, n(i)-.

- Circunspección / Recogimiento Interior: Onitztaliztli.

- Reflexionar (interiormente) / Dar con algo / Hallar / Encontrar: Mati, nontla-

- Buscar / Pretender / Intentar / Procurar / Querer: Chihua, nocon-

- «No queráis hacer el bien ante los demás para que estos se comprometan, para que os elogien»: «Ahmo anconchihuazqueh in tlein cualli teixpan inic cequintin amechmotenehuiliz, inic amechpantlacazqueh...» (Andrés de Olmos, Tratado sobre los Siete Pecados Mortales, pp. 26-27, Edición de Georges Baudot, UNAM, 1996).

El prefijo verbal on se antepone a los prefijos indefinidos (te-, tla- y ne-) y se pospone a los definidos (nech-, mitz-, amech-...) (Andrés de Olmos, Arte para aprender la lengua mexicana, p. 128, año 1547, Edmundo Aviña levy Editor, México, 1972).
La partícula on interactúa con los prefijos sujeto.
- «Nocontlazohtla in nomach» → «Amo profundamente a mi sobrino.

- Tocontlazohtla in nomach → Amas profundamente a mi sobrino.

- Contlazohtla in nomach → Ama profundamente a mi sobrino.

- Tocontlazohtlah → Lo amamos profundamente.

- Ancontlazohtlah → Lo amáis profundamente.

- Contlazohtlah → Lo aman profundamente.

Precede a los prefijos verbales reflexivos y a los prefijos indefinidos.

### El prefijo verbalhualno significa exactamentehacia acá
No indica necesariamente acercamiento al hablante. El que emerge del agua va más allá de ella, sale del agua, pero ello no implica que al emerger vaya donde está el que habla (que aunque fuera del agua no estará seguramente en la dirección a la que sale el que está en el agua). Es la manera de expresar que se sale de algo, indicando que se va más allá. indica que se sobrepasa algo.
Por eso el verbo huallauh, ni- indica tanto ir como venir.
- Ir / Acercarse a / Venir: Huallauh, ni-.

- Si he amado a Dios, no iré al infierno: Intla nictlazohtlani Dios, ahmo nihuallazquia mictlan (Rémi Simeon / Olmos).

- Retirarse / Huir / Refugiarse / Marcharse: Hualmomaquixtia, ni-.

- Repeler / Rechazar con violencia / Echar (a alguien): Hualtetopehua, ni- / Hualtopehua, nic-

- Emerger (del agua) / Emerger (a la superficie): Hualpanhuetzi, ni-.

- Oriente / Levante / Este: Ompa Hualquiza Tonatiuh.

- Recibir / Admitir / Acoger (a alguien): Hualmanilia, nite- / Hualcelia, nite-

En ocasiones el prefijo Hual- se contrae en Al-:
- «Y que te acojan, que te reciban»: «Auh ma nozo nelli mitz'almanilican, ma mitz'almocelilican» (Bernardino de Sahagún, Historia General de las Cosas de Nueva España, Libro VI, f. 144, p. 148, anverso).

El prefijo verbal hual se antepone a los prefijos indefinidos (te-, tla- y ne-) y se pospone a los definidos (nech-, mitz-, amech-...) (Andrés de Olmos, Arte para aprender la lengua mexicana, p. 128, año 1547, Edmundo Aviña levy Editor, México, 1972).

## Interjecciones y oraciones exclamativas análogas
Sirven para dar agilidad y expresividad a la lengua.

### Para mostrar deseo o duda
Se usan las partículas «ma» —o «macueleh» con un sentido próximo a «ojalá», interjección que indica un fuerte deseo— para exhortar, animar o rogar.
- «Ma Teotzin mitzmopieli in ipan ixquich ahmo cualli»: «Que Dios te cuide de todo mal» (Pedro de Arenas, Manual de Vocabulario de las Lenguas Castellana y Mexicana, p. 2, año 1611, Biblioteca Digital Mundial, UNESCO).

- «Ma oc xitlapaccaihiyohui»: «Ten paciencia» (Pedro de Arenas, Manual de Vocabulario de las Lenguas Castellana y Mexicana, p. 4, año 1611, Biblioteca Digital Mundial, UNESCO).

- «Ma Teotzin mitzchicahua»: «Que Dios te dé salud» (Pedro de Arenas, Manual de Vocabulario de las Lenguas Castellana y Mexicana, p. 3, año 1611, Biblioteca Digital Mundial, UNESCO).

- «Ma Teotzin mitzmonextilili in motech monequi»: «Que Dios te conceda lo que precisas» (Pedro de Arenas, Manual de Vocabulario de las Lenguas Castellana y Mexicana, p. 2, año 1611, Biblioteca Digital Mundial, UNESCO).

- «Ma Teotzin motlan moyetztie»: «Que Dios esté contigo» (Pedro de Arenas, Manual de Vocabulario de las Lenguas Castellana y Mexicana, p. 1, año 1611, Biblioteca Digital Mundial, UNESCO).

- ¡Macueleh! → ¡Ojalá!, ¡Quiera Dios!

- ¡Mayecueleh huel ticpohuaz! → ¡Quiera Dios que lo cuentes! ¡Quiera Dios que lo puedas contar!

- ¡Ma cualli ohtli! → ¡Que tengas buen camino! ¡Buena suerte!

La exhortación a ser o estar:
- ¡Ma xicualli xie! → ¡Sé bueno!

- ¡Ma xicualtin xiecan! ¡Sed buenos!

- ¡Ma xihciuhqui xie! → ¡Sé rápido!

- ¡Ma xihciuhqueh xiecan! → ¡Sed rápidos!

- ¡Ma xihuellallahqui xie! → ¡Sé bienvenido!

- ¡Ma xihuellallahqueh xiecan! → ¡Sed bienvenidos!

- ¡Ma ximotzicohqui xie! → ¡Estate quieto!

- ¡Ma ximotzicohqueh xiecan! → ¡Estáos quietos!

- ¡Ma xitzicuictic xie! → ¡Sé o estate diligente y atento!

### Para afirmar
Se utilizan locuciones adverbiales asertivas como «matel» o «ma tel» que indican que el hablante ha debatido entre decir «sí» o «no». 
- Matel ihui → De acuerdo, sí, así lo quiero.

- Matel ye yuh → Amén, sí, que así sea.

- Matel yehhuatl on → Eso, sí.

Las mismas partículas precedida de «ma» pierden el carácter afirmativo. E indican que el hablante ha debatido entre sí ha tenido bastante o quiere más.
- Ma ye yuh → Suficiente, así. Es suficiente.

- Ma ihui → Basta, así. Es así como lo quiero.

- Ma yehhuatl on → Es eso mismo lo que quiero y no más.

### Para apresurar
Para incitar a hacer algo, para compeler.
- ¡Tlacueleh! (¡ea!, ¡vamos!)

- ¡Tlacueleh, xicchihua! →¡Vamos, hazlo!

- «¡Tlacuele notelpochtzin! ca tel moztla ye nican nimitzonchixtoc»: «¡Ea, hijo!, vete ahora que mañana aquí te estaré esperando»  (Guillermo Ortiz de Montellano, Nicān Mopouha, p. 102, Edición de Universidad Iberoamericana, México, 1990 / Antonio Valeriano, Nican Mopohua, 1649)

### Para admirar
- ¡Iyoyahue! → ¡Oh!

- ¡Iyoyahue! ¡Quen huelnexqui! → Oh! ¡Qué bonito!

- ¡Quen tiuhqui! → ¡Cómo eres!, ¡Magnífico!

- ¡Quemmach huel tehhuatl! → ¡Qué afortunado eres!, ¡Qué acertado estás!, ¡Viva tú!, ¡Hurra, tú!, ¡Aupa tú!

- ¡Quemmach tami! → ¡Bienaventurado, tú!, ¡Bravo, tú!

- ¡O mo mahcehualtic! → ¡Dichoso tú!

### Para mostrar complacencia
- ¡Telchitl! → ¡Tanto mejor!

### Para mostrar enfado
- ¡Tleoco! → ¡Válgame Dios!, ¡Carajo!

- ¡Iyahue! → ¡Vaya!, ¡Mecachis!

### Para mostrar desprecio
- ¡Yuya! → ¡Puaj! ¡Aj!

- ¡O mo tlahueliltic! → ¡Desgraciado de ti! ¡Ay de ti!

- ¡O tonihtic! → ¡Miserable!

- ¡Quen titompoxti! → ¡Qué inútil eres!, ¡Qué torpe eres!

### Para llamar
- ¡Hui! → ¡He!, ¡Oye!

- ¡Niltzé! → ¡Hola!

- ¡Tocné! → ¡Amigo!, ¡He!

### Para ahuyentar
- ¡Xu! → ¡Fuera!

### Para mostrar temor
- ¡Yuh! → ¡Ojo!

### Para quejarse
- ¡Ecue! → ¡Ay!

### Para mostrar alegría (el que ríe)
- ¡Hehe! → ¡Ji ji!

- ¡Hoho! → ¡Jo jo!

- ¡Haha! → ¡Ja ja!

### Para reprender
Cuando se sorprende a alguien en una falta.
- ¡Auh quenin! → ¡Pero, cómo!

- ¡Ohuih! → ¡Pues, vaya!, ¡Vaya!

- ¡Nocné! → ¡Ah, pícaro!

### Para mostrar incredulidad o sorpresa
- «¡Ahmo yuh nelli!»: «¡No es posible!»  (Pedro de Arenas, Manual de Vocabulario de las Lenguas Castellana y Mexicana, p. 120, año 1611, Biblioteca Digital Mundial, UNESCO).

- «¡Huel nelli Teotzin!... ¿tlein ma inin?»: «¡Vágame Dios!... ¿qué será esto?»  (Pedro de Arenas, Manual de Vocabulario de las Lenguas Castellana y Mexicana, p. 120, año 1611, Biblioteca Digital Mundial, UNESCO).

- «¡Ahmo nicneltoca!»: «¡No lo creo!» (Pedro de Arenas, Manual de Vocabulario de las Lenguas Castellana y Mexicana, p. 120, año 1611, Biblioteca Digital Mundial, UNESCO).

- «Aic ma yuhqui motta!»: «¡Increíble!» (¡Jamás visto!) (Pedro de Arenas, Manual de Vocabulario de las Lenguas Castellana y Mexicana, p. 120, año 1611, Biblioteca Digital Mundial, UNESCO).

- «¡Intlacahmo oniquittani, ahmo nicneltocazquia!»: «¡Si no lo viera, no lo creería!» (Pedro de Arenas, Manual de Vocabulario de las Lenguas Castellana y Mexicana, p. 120, año 1611, Biblioteca Digital Mundial, UNESCO).

### Para mostrar impaciencia
Se usa la partícula  «tla cuel» o «tlacueleh» para mostrar enfado o para pedir un trato cortés al que no se comporta debidamente. Significa ¡Ya!
- ¡Tla cuel xihuallauh! → ¡Ven, demonios! ¡Ven ya, de una vez!

- ¡Tla cuel ximonemiti! → ¡Compórtate! ¡Ya está bien! ¡Ya!

- ¡Tlacueleh ximocahuacan! ¡Ya, callense!

- ¡Tla cuel ximopie! → ¡Aguarda!

### Para reafirmarse
Se usa «¡Tla!». Significa «¡Ah sí!» o simplemente «¡sí!, ¡Está bien!»
- ¡Tla, huel niquilnamiqui! → ¡Ah, sí, lo recuerdo bien!

- «Quimonanquililih in cenquizcamahuizichpochtli: Tla xiccaqui, noxocoyouh, ma huel iuh ye in moyolloh cahmo...»:  «Le respondió la virgen: Está bien, escucha, mi pequeño, que quede en tu corazón que no...» (Guillermo Ortiz de Montellano, Nicān Mopouha, p. 83, Edición de Universidad Iberoamericana, México, 1990 / Antonio Valeriano, Nican Mopohua, 1649)

### Para retractarse o desdecirse
Se usa «tlacah» para desdecirse. Significa «¡Ah no!». Es el negativo de «¡tla!».
- ¡Tlacah! ¡Ahmo onicchiuh! → ¡Miento! ¡No lo hice!

- ¡Tlacah, ahmo iuh omochiuh! → ¡Ah, no, no fue así!

### Para pedir que se aclare una duda
La partícula «nelli» funciona como adjetivo, adverbio y sustantivo. Aparece después de un término interrogativo para pedir al interlocutor que aclare la duda y equivale a la interjección castellana ¿sí? o ¿no?; o a ¿cierto?.
- Ticchihuaz, ¿ahmo za nelli? → Lo harás, ¿no? (¿no es así?) (Alonso de Molina, Arte de la lengua mexicana y castellana, transliteración, p. 219, Instituto de Investigaciones Históricas, México).

- Ticchihuaz, ¿nelli? → Lo harás, ¿sí?.

## Las oraciones subordinadas

### Las oraciones comparativas

#### Las subordinadas comparativas de superioridad
- «Que aquel que comete adulterio incurre en un pecado mayor que el que asesina a conciencia a otro, y cuando muera el adúltero será tratado con más severidad allá en el infierno, realmente por ello se le hará más desgraciado que aquel al que mató»: «Ca yehhuatl in tetlaxima quipanahuia inic tlahtlacoa yehhuatl in huel temictia, ihuan in ihcuac miquiz tetlaxinqui cencah tlapanahuia inic tlaihiyohuiltiloz in ompa mictlan, huel ic quipanahuiz in huel otemictih inic toliniloz» (Andrés de Olmos, Tratado sobre los Siete Pecados Mortales, pp. 124-125, Edición de Georges Baudot, UNAM, 1996).

En el ejemplo observamos una primera comparación, en la que aparecen dos sujetos:
1) El adúltero: «yehhuatl in tetlaxima».
2) Aquel que asesina a otro: «yehhuatl in huel temictia».
Y hay dos verbos a simple vista:
1) Aventajar (a alguien): «panahuia, nite-».
2) Pecar, causar daño (a algo), dañar (algo): «ihtlacoa, nitla-». 
De modo que hay dos oraciones expresas (la primera principal, la segunda subordinada):
1) El adúltero lo aventaja: «yehhuatl in tetlaxima quipanahuia».
2) Peca el que asesina a otro: «tlahtlacoa yehhuatl in huel temictia».
Pero en realidad son tres las oraciones, tres los verbos:
El adultero — lo sobrepasa —   es en la manera en que —  peca  — aquel que asesina a otro:
| Oración principal                 | nexo verbal subordinante | Oración subordinada                  |
| El adúltero lo sobrepasa          | (es) (en la manera)      | en que peca el que asesina a otro    |
| yehhuatl in tetlaxima quipanahuia | inic                     | tlahtlacoa yehhuatl in huel temictia |

##### La oración principal y el superlativo
El verbo panahuia, nite- admite todo tipo de objetos: nimitzpanahuia, namechpanahuia, techpanahuiah...
El superlativo se consigue anteponiendo el prefijo «te»: 
- «Supero a todos»: «nitepanahuia».

- «Soy el mejor»: «nitepanahuia in ic nicualli»

##### El nexo verbal subordinante
No es una conjunción modal sino una auténtica oración relativa instrumental.
| Antecedente: oración principal | Oración subordinada de relativo                         | Oración subordinada de relativo |
| ----                           | in ic niyauh, inic tlahtlacoa yehhuatl in huel temictia |                                 |
| (Es) (en el modo)              | en que peca el que asesina a otro                       |                                 |
Giro instrumental:
Los nahuas no dicen «en que» (in ipan) sino «que con él» (in ic).

##### La oración subordinada
Debe ir coordinada con la oración principal. Así, para decir «soy más fuerte que tú»
| Oración principal | nexo verbal subordinante   | Oración subordinada |
| Te supero         | (es) (en la manera en que) | soy fuerte          |
| Nimitzpanahuia    | inic                       | nichicahuac         |
Yo soy más fuerte que tu tío:
| Oración principal | nexo verbal subordinante   | Oración subordinada             |
| Lo supero         | (es) (en la manera en que) | tu tío es fuerte                |
| Nicpanahuia       | inic                       | chicahuac yehuatl in motlahtzin |
Te aventajo en belleza:
| Oración principal | nexo verbal subordinante   | Oración subordinada |
| Te supero         | (es en lo que concierne a) | belleza             |
| Nimitzpanahuia    | (in itech)                 | huelnezcayotl       |

#### Comparativas de igualdad
- «Nehhuatl nimitzmacaz occe zan no cualli huel no yuhqui»: «Yo te daré otra tan buena como esa»  (Pedro de Arenas, Manual de Vocabulario de las Lenguas Castellana y Mexicana, p. 125, año 1611, Biblioteca Digital Mundial, UNESCO).

-  : «... como el pájaro nace para volar, el venado o el caballo para correr, el pez para vivir bajo el agua. También así nace el hombre para trabaja, servir»: «in yuhqui yehhuatl in tototl tlacati inic patlaniz, mazatl ahnozo cahuallo inic motlaloz, michin inic atlannemiz. No yuh tlacati in oquichtli inic tequitiz, tlacotiz.» (Andrés de Olmos, Tratado sobre los Siete Pecados Mortales, pp. 248-249, Edición de Georges Baudot, UNAM, 1996).

La oración subordinada siempre va precedida de «in iuhqui», mientras que principal suele llevar «iuh» o «no iuh».
- «Dios quiere que seáis como los santos, que seáis como los apóstoles de Dios...»: «... quimonequiltia Dios inic ansanctomeh anyezqueh, inic amitlazohhuan Dios anyezqueh» (Andrés de Olmos, Tratado sobre los Siete Pecados Mortales, pp. 106-107, Edición de Georges Baudot, UNAM, 1996).

La partícula inic (como) introduce la comparativa.
Otra forma de construir las comparativas de igualdad es con el adverbio ic (tan).
- Nehhuatl ic nihuelnexqui in iuhqui tehhuatl → Soy tan guapo como tú.

- Ahmo nehhuatl ic nihuelnexqui in iuhqui tehhuatl → Yo no soy tan guapo como tú.

Otra forma.
- «Yuhqui yez in iz cah in, zan huel no ixquich»: «Ha de ser como esto, del mismo tamaño» (Pedro de Arenas, Manual de Vocabulario de las Lenguas Castellana y Mexicana, p. 59, año 1611, Biblioteca Digital Mundial, UNESCO).

- «Ahmo iuhqui yez»: «No ha de ser así» (Pedro de Arenas, Manual de Vocabulario de las Lenguas Castellana y Mexicana, p. 58, año 1611, Biblioteca Digital Mundial, UNESCO).

- «Ca iuhqui yez»: «Ha de ser así» (Pedro de Arenas, Manual de Vocabulario de las Lenguas Castellana y Mexicana, p. 58, año 1611, Biblioteca Digital Mundial, UNESCO).

#### El superlativo
El superlativo es un comparativo: «el que más canta», «el más guapo».
Se forma con adverbios de modo o de intensidad.
- Za cen nihuelnexqui (soy absolutamente guapo) → Za cen inic nihuelnexqui (soy el más guapo).

Los adverbios comparativos llevan la partícula comparativa  «inic» (como).
- Neh inic teh → Yo soy como tú.

- «... inic ansanctomeh anyehquez»  → «... seáis como santos» (Andrés de Olmos, Tratado sobre los Siete Pecados Mortales, pp. 106-107, Edición de Georges Baudot, UNAM, 1996).

#### Comparativas de inferioridad
Soy menos guapo que tu hermano:
- «Soy menos guapo que tu hermano»: «nehuatl quen ahmo inic nihuelnezqui in moteiccauh».

La oración subordinada va precedida de «quen ahmo inic».

### Las oraciones subordinadas completivas
Una oración completiva es una oración que sustituye al pronombre sujeto en giro de énfasis y que por tanto puede ser sujeto o que complementa en giro de aposición al objeto verbal.
- Ma xinechilhui (dímelo) → Ma xinechilhui in tlein tictemoa (dime lo que buscas).

- Yehhuatl nechpactia (es él quien me gusta) → Nechpactia in otihuallah  (me agrada que hayas venido)

| Sujeto                       | Verbo      |
| Que hayas                    | venido     |
| Giro de énfasis              | Verbo      |
| Es que hayas venido (lo que) | me gusta   |
| In otihuallah                | nechpactia |
1) Algunas se traducen en español con un infinitivo (cuando el sujeto del verbo y de la oración completiva coinciden).
- Nicpohuaznequi → Quiero leer.

- Nicnequi in nicpohuaz → Quiero leer

- In canauhtli patlantitlani → El pato intenta volar.

- Ahmo nicmati nicchihuaz → No pienso hacerlo.

En algún supuesto la identidad del sujeto no ocurre.
- Monequi nihuallaz → Debo volver.

- Motech monequi ticchihuaz → Te conviene hacerlo.

2) Otras se traducen en español con el subjuntivo (cuando los dos sujetos no coinciden).
- Ahmo nicmati in quichihua → No creo que lo haga.

- Ahmo nicnequi in tihuallaz → No quiero que vayas.

3) Otras se traducen con el condicional.
El verbo adopta el sufijo -zquia tanto si el sujeto es el mismo en las dos oraciones como si es distinto.
- Oquilcauh in nicchihuazquia → Olvidó que yo lo haría.

- Oniccac in ahmo ticnequizquia → Oí que no querías.

- Oniquilcauh in nicchihuazquiaz → Olvidé que lo haría.

Pero si se repiten las palabras de otro, lo que se conoce com estilo indirecto, se pone el verbo en futuro como se expresó por el hablante.
- Nicchihuaz (lo haré) → Onechilhuih ca quichihuaz (me dijo que lo haría).

4) Otras son oraciones interrogativas.
- Ma xinechilhui tlein tictemoaya → Dime qué buscabas.

- Ma xinechilhui aquin oquichiuh → Dime quién lo hizo.

5) Otras son oraciones interrogativas indirectas.
- Ma xinechilhui in tlein tictemoaya → Dime lo que buscabas.

- Nimitzihtlanilia in cuix yehhuatl oquichiuh → Te pregunto si él lo hizo.

6) Otras son la respuesta a una oración interrogativa indirecta.
- Ahmo nicmati in quezquintin cohconeh ohuallahqueh → No sé cuántos niños vinieron.

7) Otras son oraciones en estilo indirecto (que reproducen las palabras que otro dijo).
- Oquihtoh ca ahmo quichihuaz → Dijo que no lo haría.

- Oquinanquilih ca ahmo quimati → Respondió que no sabía.

8) Otras son oraciones exhortativas.
- Nimitztlauhtia in ahmo ticchihuaz → Te pido que no lo hagas.

- Nimitztlahtlauhtia in ahmo ticchihuaz → Te suplico que no lo hagas.

- Nimitznahuatia in ticchihuaz → Te ordeno que lo hagas.

9) Otras son declarativas.
- Nimitznocuitia in ahmo nicnequi → Te confieso que no quiero.

- Nimitzihtoa in ahmo → Te digo que no.

- Niquelehuia nicochiz → Deseo dormir.

- Niquilcahuaz in oticchiuh → Olvidaré que lo hiciste.

### La oraciones subordinadas concesivas
Son aquellas que expresan un impedimento. Van introducidas por nexos que son usualmente, pero no siempre, conjunciones de tipo concesivo: aunque, a pesar de, pese a, excepto que, aun cuando, si bien. 

#### La conjunción concesivamacihui
- «A pesar de que nada dice, está enfurecido, disgustado, resentido»: «Macihui in ahtlein quihtoa, zan motlahuelcuitihticah, moteopouhticah, moxicohticah» (Andrés de Olmos, Tratado sobre los Siete Pecados Mortales, pp. 195-196, Edición de Georges Baudot, UNAM, 1996).

- «No se indignará por ello uno contra Dios, aunque sean innumerables los sufrimientos y las penas que ocasiona a la gente»: «Ahmo ic nexicoloz ihuicpa in Dios, macihui in ahmotlapoalli in tlein tecohcoh tetolinih tepam mochihuaz» (Andrés de Olmos, Tratado sobre los Siete Pecados Mortales, pp. 196-197, Edición de Georges Baudot, UNAM, 1996).

- «Mucho se ha de temer el robo, incluso si no es notorio, incluso si es de poca monta lo que se ha llevado...»: «Cencah imacahxo in ichtequiliztli, macihui in ichtaca mochihuaz, macihui in tlein achitzin cuihuaz» (Andrés de Olmos, Tratado sobre los Siete Pecados Mortales, pp. 88-89, Edición de Georges Baudot, UNAM, 1996)

La conjunción concesiva macihui es probablemente una suma de varias partículas que expresan incertidumbre, duda: ma zo nel ihuih.
El sentido de la partícula zo es en castellano aun, aunque. Y forma en nozo la conjunción disyuntiva o (que deriva de aún, todavía). 
La partícula ma, con un sentido muy cercano a la partícula tla (propia de las subordinadas condicionales, que introducen una condición), puede traducirse por si, en el caso de. Es la misma partícula que atenúa el imperativo, convirtiéndolo en mera exhortación (y si te sientas —por siéntate—).

### Las oraciones subordinadas de infinitivo, de subjuntivo y de gerundio
- Nicnemilia niccohuaz inon → Pienso comprar eso.

- Nictemoa in ticcohuaz inon → Busco que compres eso.

- Omic inic quicohua in tlein quipactiaya → Murió comprando lo que le gustaba.

Normalmente la oración subordinada de infinitivo va pospuesta a la oración principal, en futuro. Y el sujeto de ambas es el mismo. 
Entre ambas oraciones puede aparecer la partícula «in»:
- «...nimitztlatzontequitilia in titequitiz titlacohtiz titlaiz telimiquiz»: «... te condeno a trabajar (a que trabajes), a laborar como esclavo, a laborar la tierra» (Andrés de Olmos, Tratado sobre los Siete Pecados Mortales, pp. 138-139, Edición de Georges Baudot, UNAM, 1996).

La oración subordinada de subjuntivo suele in introducida por la partícula «in» y los sujetos de ambas son distintos. También va en futuro.
- «... motenahuatilia in ayac... tetlanipachoz»: «... manda que nadie humille a otro» (Andrés de Olmos, Tratado sobre los Siete Pecados Mortales, pp. 40-41, Edición de Georges Baudot, UNAM, 1996).

La oración subordinada de gerundio va en presente o pasado y entre ambas oraciones va la partícula «inic».
- «.. y por ello Dios castigó a la ciudad haciéndola perecer. Veintitrés mil hombres [(2 X 8000) + (17 X 400) + (10 X 20)] justamente murieron por ello»: «... ihuan ic Dios oquitzacuiltih in altepetl inic oquimictih.  Onxiquipilli ipan caxtoltzontli omome ipan mahtlacpoalli in tlacah in huel ic omicqueh»  (Andrés de Olmos, Tratado sobre los Siete Pecados Mortales, pp. 110-111, Edición de Georges Baudot, UNAM, 1996).

### Las oraciones subordinadas condicionales
- «Intla nechtemoquiuh xiquilhuian ca onia»: «Si me vieniera a buscar, decidle que he salido» (Pedro de Arenas, Manual de Vocabulario de las Lenguas Castellana y Mexicana, p. 17, año 1611, Biblioteca Digital Mundial, UNESCO).

- «Totecuiyo Dios mitztlatzacuiltiz intlacahmo timonemilizcuepaz»: «Nuestro Señor Dios te castigará si no te enmiendas» (Pedro de Arenas, Manual de Vocabulario de las Lenguas Castellana y Mexicana, p. 77, año 1611, Biblioteca Digital Mundial, UNESCO).

## Estilística

### Clases de palabras
El náhuatl no distingue entre nombres, adjetivos o verbos, tal como en el sentido de las lenguas indoeuropeas. Por ejemplo, en náhuatl los adjetivos no son una clase diferente de los verbos estativos. Por otra parte cualquier raíz susceptible de funcionar "designativamente", es decir como nombre, puede ser interpretado "predicativamente" como forma de presente de un verbo. Así tlācatl puede significar tanto 'hombre' como 'Es un hombre' o cōcoyoh puede interpretarse como 'coyotes' o como 'son [unos] coyotes'.

#### La superposición de giros relativos
Los hablantes muestran una particular predilección por las construcciones relativas. Pongo algún ejemplo (primero con la traducción literal —y más abajo, tal y como lo expresaría un hablante español—):
- «¡Desgraciado! ¡Desafortunado! Aquel que quiere ser estimado y loado, el que quiere ser elogiado y ensalzado, cuando dice o hace algo bueno: pues así incurrirá en vanidad o jactancia»: Omotlahueliltic, o tunitic! Yehhuatl mihtolani,  momahuizolani in quinequi ihtoloz, tenehualoz, in ihcuac tlein cualli conihtoa ahnozo conchihua: ic ipan huetziz in nemahuizolaniliztli in nepantlazaliztli (Andrés de Olmos, Tratado sobre los Siete Pecados Mortales, pp. 24-25, Edición de Georges Baudot, UNAM, 1996).

- «La barraganería (o adulterio) es el pecado en el que incurren  —cuando un hombre o una mujer tienen relaciones— el que no está casado, el que no quiere contraer matrimonio —que por ello se deshonra—, aquel hombre que no es clérigo, aquella mujer que tampoco es monja...»: «Yehhuatl tlahtlacolli (in) ipan huetzih in ihcuac ce oquichtli ce cihuatl monepanoah in ahmo tenamiccoa, in ahmo tenamictiznequi, zan ic mahuilquixtia, in ahmo clerigo in oquichtli, in ahmo no monja cihuatl...»

#### Fórmulas de cortesía

##### El saludo
- Moztla (mañana) → ¡Ixquichca moztla! (¡Hasta mañana!)

- Teotlac (tarde) → ¡Ixquichca teotlac! (¡Hasta la tarde!)

- Zatepan (luego, después) → ¡Ixquichca zatepan! (¡Hasta luego!)

- Ihciuhca (pronto) → ¡Ixquichca ihciuhca! (¡Hasta pronto!)

- Oc ceppa (otra ocasión) → ¡Ixquichca oc ceppa! (¡Hasta otra ocasión!)

- Tlachializtli (visión) → ¡Ixquichca in tlachializtli! (¡Hasta la vista!)

- Occequi ilhuitl (otro día) → ¡Ixquichca occequi ilhuitl!  (¡Hasta otro día!)

- ¡Ma cualli ilhuitl! → ¡Buenos días! (¡Que sea buen día!)

- ¿Quen tinemi? → ¿Cómo te va?, ¿cómo andas?.

- ¡Ma cualli yohualli! → ¡Buenas noches!

- Ma cualli teotlac! → ¡Buenas tardes!

- ¡Ma cualli tonalli! → ¡Adiós! (¡Buena fortuna! ¡Buen porvenir! ¡Buen destino! = ¡Que le vaya bien!)

- ¡Ma oc nimitztlalcahui! → ¡Adiós! (¡Me despido de ti!, ¡Te dejo!)

- ¡Ma oc nimitznotlalcahuili! → ¡Adiós! (¡Me despido de Usted!).

- ¡Ma Dios mitzmopiali! → ¡Adiós!

Algunas interjecciones utilizan el vocativo, para interpelar.
- ¡Niltzé! → ¡Hola!

- ¡Tocné! → ¡Amigo, hola!

- ¿Quen ticah? → ¿Cómo estás?

- ¿Quen timoyetzticah? → ¿Cómo está usted?

##### Trato cortés
- Ma Teotzin mitzmoteochihuili → Que Dios te bendiga.

- ¡Ma xihuellallahqui xie! → ¡Bienvenido, sé bienvenido!

- ¡Ma xihuellallahqueh xiecan! → ¡Bienvenidos, sed bienvenidos!

- Nopaltzinco → Por favor (por amor a mí o por respeto a mí).

- Ma xinechpalehui nopaltzinco → Ayúdame por favor.

- Topaltzinco → Por favor (por amor o por respeto a nosotros).

- Ma xitechpalehui topaltzinco → Ayúdanos por favor.

- Ma xitechpalehui ipaltzinco in Dios → Ayúdanos por amor a Dios.

- «Ma ipaltzinco in Dios xinechtlaocoli»: «Por amor a Dios, socórreme» (Alonso de Molina, Arte de la lengua mexicana y castellana, transliteración, p. 229, Instituto de Investigaciones Históricas, México).

- «Ahmo xonquiza huel mopaltzinco»: «No salgas por tu bien (por lo que más quieras o por favor) (Pedro de Arenas, Manual de Vocabulario de las Lenguas Castellana y Mexicana, p. 104, año 1611, Biblioteca Digital Mundial, UNESCO).

- Niquihtoa mopaltzinco → Lo digo por tu bien.

- Mopaltzinco → Por tu bien.

- Tlazohcamati → Gracias.

- Amitlah → De nada.

- Ma xinechtlapohpolhui → Perdóname, excúseme, disculpe.

- Moyollohcopa → Con tu permiso, a tu criterio, a tu gusto, a tu voluntad. Con tu conformidad.

- Amoyollohcopa → Con vuestro permiso, a vuestro criterio, a vuestro gusto.